# Buchmalerei

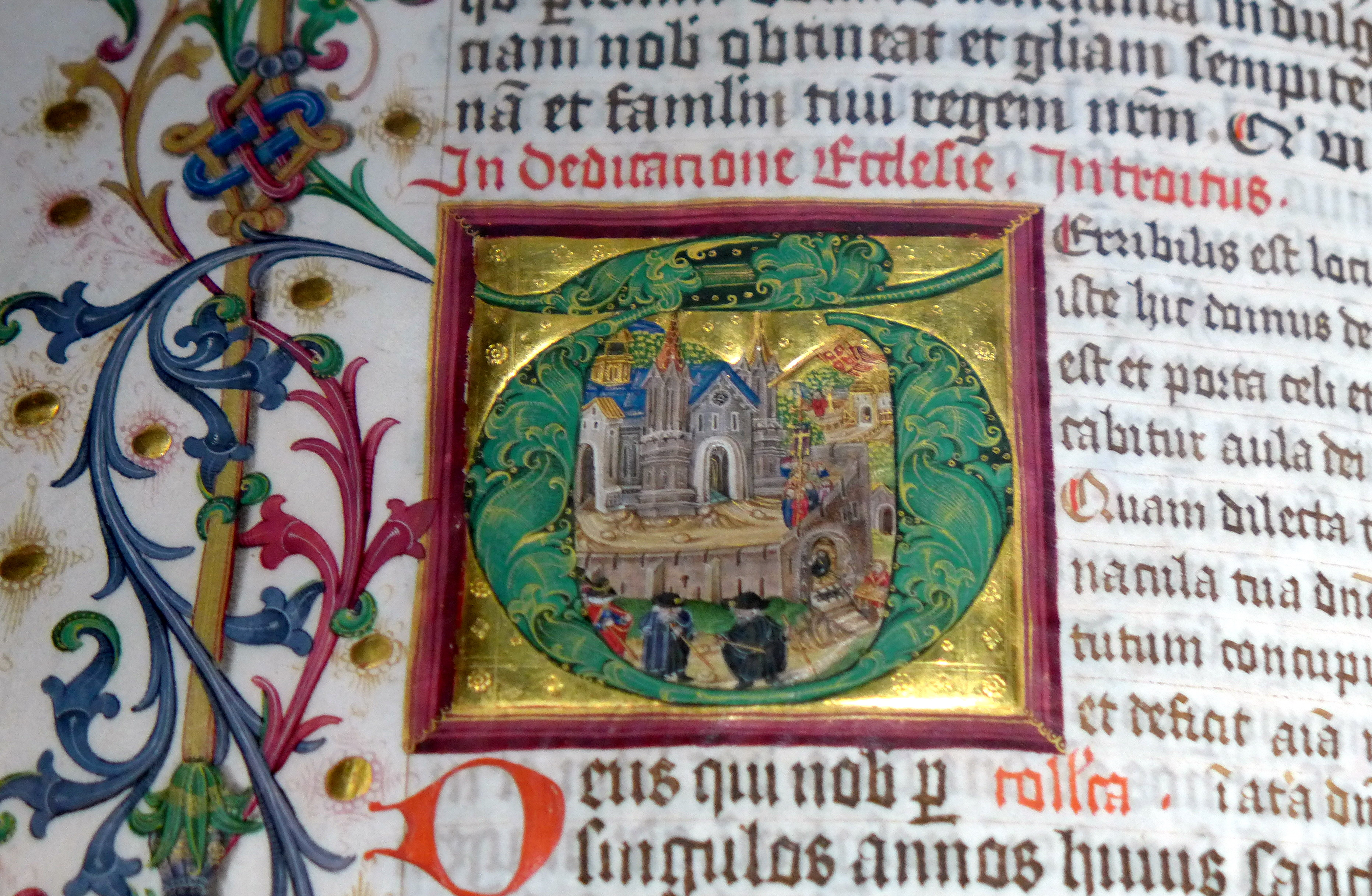
Buchmalerei aus dem Missale Cisterciense (Wolfgang-Missale) in der Stiftsbibliothek Rein, Österreich, 1493

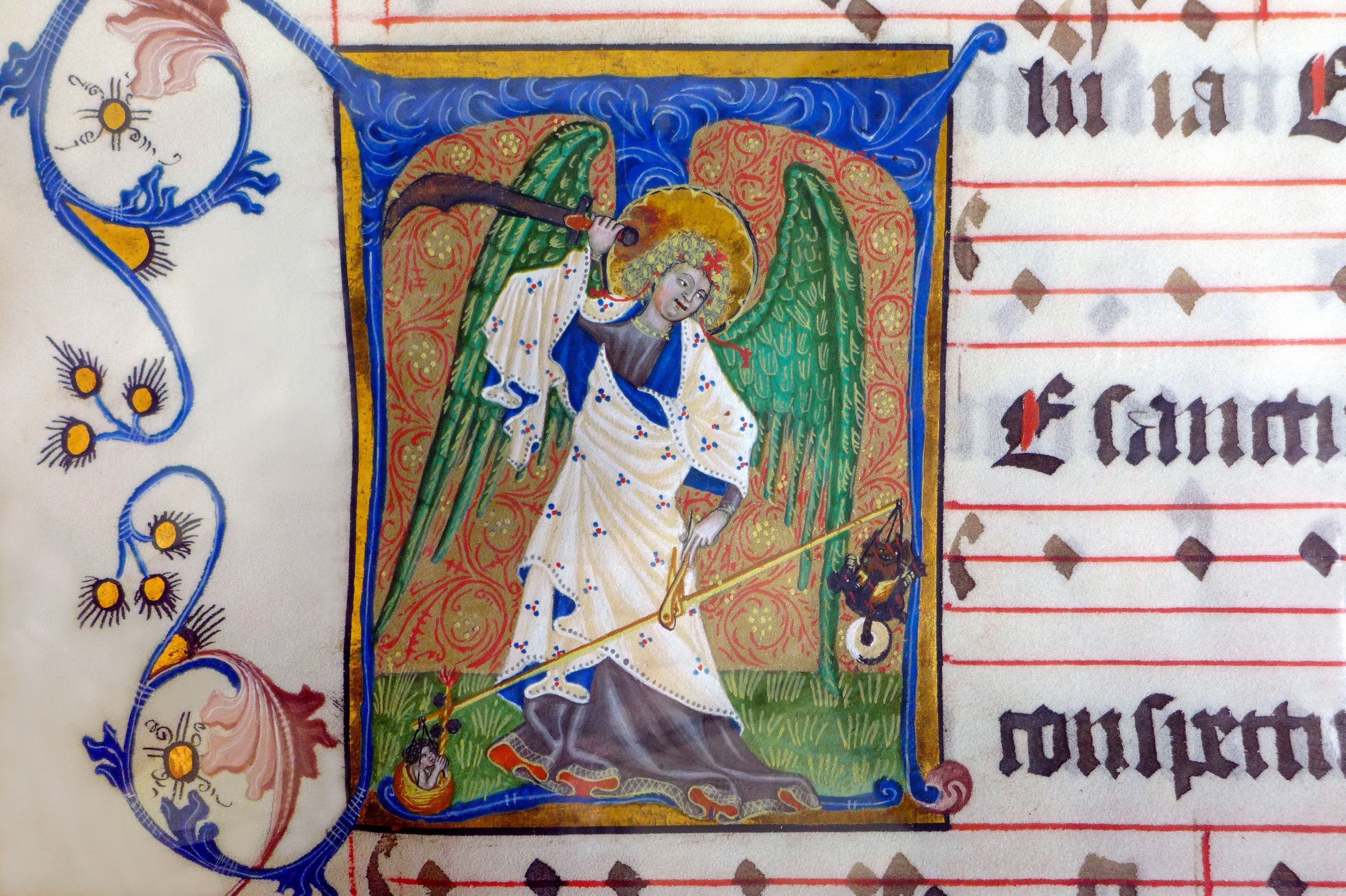
Darstellung des Erzengels Michael aus dem Antiphonale Cisterciense, Stiftsbibliothek Rein, 2. Hälfte des 15. Jahrhunderts

Die Buchmalerei ist eine Kunstgattung, die sich mit der malerischen Gestaltung von Büchern und anderen Schriftwerken befasst. Der Begriff Buchmalerei umfasst im engeren Sinne alle Malereien in einem Buch, wird aber auch für zeichnerische Illustrationen verwendet. Die Gesamtheit an malerischem Buchschmuck, insbesondere bei einer Ergänzung der Malereien durch Vergoldungen, wird auch Illumination genannt.
Die Buchillustration der Antike kam zwischen dem 2. und dem 4. nachchristlichen Jahrhundert mit der Erfindung des gebundenen Codex auf, konnte jedoch auf eine bis ins 2. Jahrtausend v. Chr. reichende Tradition bemalter Schriftrollen zurückgreifen. Nach dem Untergang des Römischen Reiches führte die byzantinische Buchmalerei das antike Erbe zwar mit Stilwandeln, im Wesentlichen jedoch in ungebrochener Tradition bis an das Ende des byzantinischen Reiches im 15. Jahrhundert weiter. Zum Einflussgebiet der byzantinischen Kunst zählten im Mittelalter große Teile Vorderasiens, der Balkan, Russland und, mit Abstrichen, die koptische Kunst.
Im Abendland, also dem westlichen, lateinischen Europa, war die Buchmalerei hingegen von einem stetigen Stilwandel geprägt. Im frühen Mittelalter traten zunächst die merowingische sowie die insulare Buchmalerei Irlands und Englands in Erscheinung. In der karolingischen Kunst stand die Buchmalerei unter starkem byzantinischem Einfluss und ging anschließend in die ottonische Buchmalerei über. Die Romanik war die erste Epoche, die regionale Malschulen durch verbindende Merkmale zu einem europäischen Stil vereinigte. Die Gotik setzte in Frankreich und England um 1160/1170 ein, während in Deutschland noch bis um 1300 romanische Formen dominant blieben. Während der gesamten Epoche der Gotik blieb Frankreich als führende Kunstnation bestimmend für die stilistischen Entwicklungen der Buchmalerei. In der Renaissance verlor die Buchmalerei aufgrund der Durchsetzung des Buchdrucks und druckgraphischer Verfahren an Bedeutung. Bis dahin stand sie gleichberechtigt neben der Tafel- und Wandmalerei. Moderne malerisch gestaltete Bücher werden üblicherweise nicht der Buchmalerei zugerechnet.
Die islamische Buchkunst setzte im 11. Jahrhundert ein und wurde von zwei gegensätzlichen Grundpositionen bestimmt: Einerseits ist der Islam eine Buchreligion, andererseits untersagt ein Bilderverbot figürliche Darstellungen, wenn auch der Koran das Verbot nicht direkt formuliert. Religiöse Werke beschränken sich deshalb auf prachtvolle Ornamentik und Kalligraphie. Obwohl das Verbot nach streng orthodoxer Sicht nicht auf die religiöse Sphäre beschränkt ist, findet sich im weltlichen Bereich äußerst phantasiereiche figurale Malerei. Von Arabien ausgehend breitete sich die islamische Buchkunst nach Persien, Indien, in das Osmanische Reich und nach Spanien aus.
Im präkolumbischen Amerika gab es eine eigene Buchmalereitradition, die nach der Eroberung Süd- und Mittelamerikas durch die Spanier noch eine Weile unter den Vorzeichen der christlichen Kolonisation weiterlebte. Heute sind nur noch wenige Azteken- und Maya-Codices erhalten.

## Abendländische Buchmalerei

### Formen und Funktionen
Die Buchmalerei ist ein Forschungsgegenstand der Kunstgeschichte. Mit allen materiellen Aspekten des Buches beschäftigt sich die Kodikologie, Fragen nach den Bedingungen der Künstler berühren die historische Kunstsoziologie. Die Aufnahme und Verarbeitung der Buchmalerei durch ein Publikum, zu dem auch nachfolgende Künstler gehören, wird als Rezeption bezeichnet. Die Fragen nach den ursprünglichen Entstehungssituationen bzw. Funktionen eines mittelalterlichen Kunstwerks werden häufig als die nach seinem „Sitz im Leben“ zusammengefasst.
Im mittelalterlichen Kunstsystem nahm das Buch durch zwei Eigenschaften eine wichtige Position ein, die es vor allem vom Fresko und vom Mosaik, aber auch vom Tafelbild unterscheidet: Einerseits durch die Verbindung von Bild und Text, andererseits durch seine Mobilität, die weite Verbreitung und Kopien unmittelbar vom Original ermöglichte.

#### Materialien und Techniken

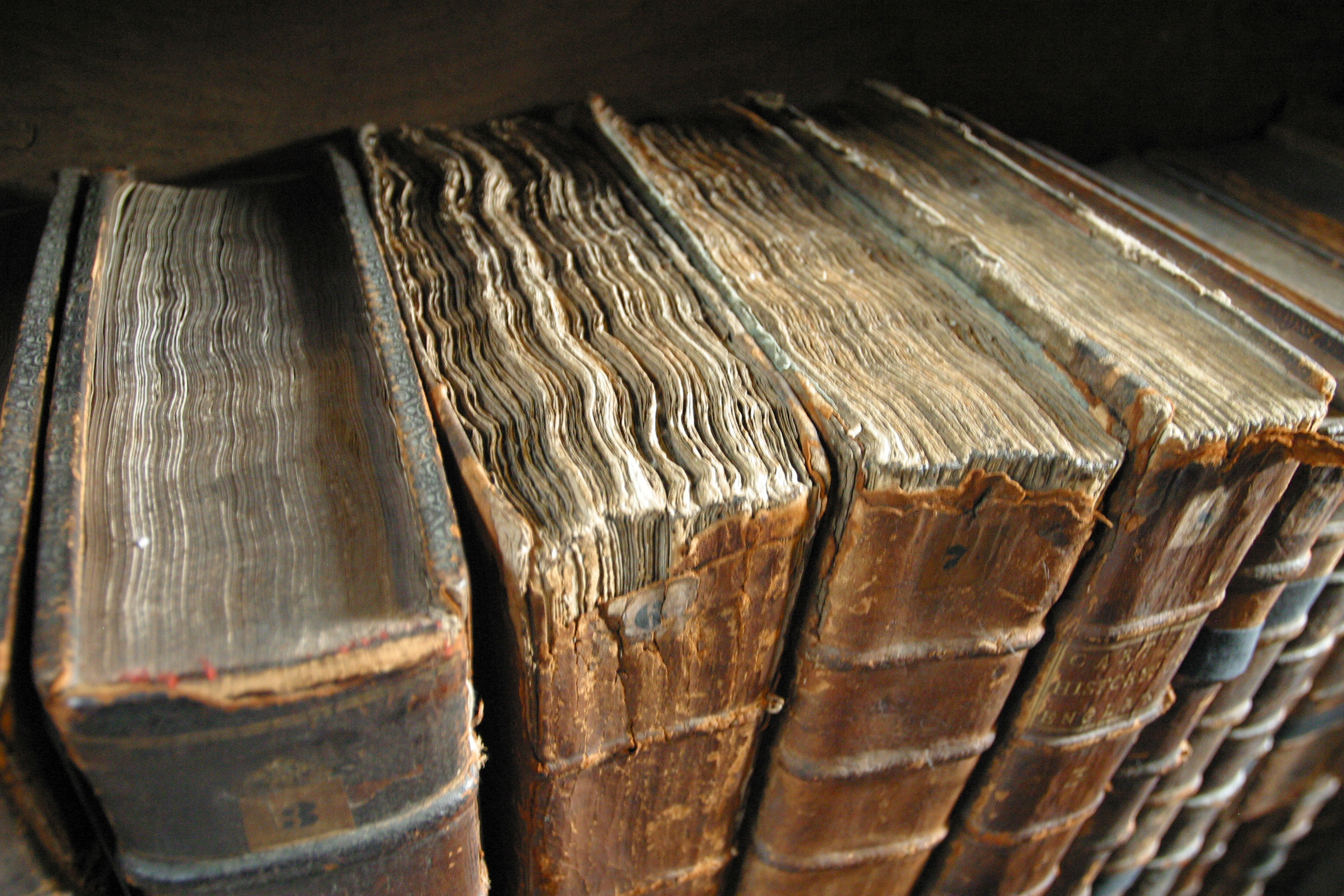
Der Übergang von der Papyrusrolle zum Buch mit gehefteten Pergamentblättern zwischen zwei Buchdeckeln stellte einen wichtigen Einschnitt in der Mediengeschichte dar.

Der Codex aus Pergament löste zwischen dem 2. und dem 4. nachchristlichen Jahrhundert die Papyrusrolle ab und markiert den Beginn der eigentlichen Buchmalerei. Für die Miniaturmalerei bedeutete das Buch vor allem, dass mit den einzelnen Seiten nun eine abgeschlossene Fläche den Rahmen für die Illustrationen vorgab. Die Möglichkeit, vor- und zurückzublättern, begünstigte eine textgliedernde Funktion der Buchmalerei. Bis dahin hatte sich das Prinzip erhalten, Bilder in die fortlaufende Textkolumne einzufügen. Durch den planen, nicht mehr aufgerollten Malgrund konnten darüber hinaus dickere Farbschichten auf das Pergament aufgetragen werden, so dass sich mit dem Buch auch die repräsentative Deckfarbenmalerei etablierte. Das Format der gefalteten Blätter hatte durch die Abmessungen der verwendeten Tierhäute eine natürliche Obergrenze. Die größte bekannte Pergamenthandschrift ist der um 1229 in Böhmen beschriebene Codex Gigas, der bei 92 cm Höhe, 50 cm Breite und 22 cm Dicke 75 kg wiegt.

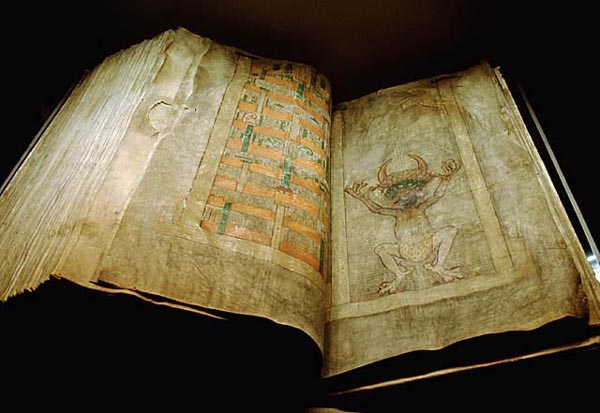
Der Codex Gigas ist mit 92 × 50 cm die größte bekannte Pergamenthandschrift (Böhmen, um 1229).

Gemalt wurde mit dünnen Pinseln und Wasser- oder Deckfarben, gezeichnet mit Tusche und Gänsekiel. Als rote Farbmittel fanden Roter Ocker, Zinnober, Mennige, Karmin, Vermiculum, Folium, Drachenblut, Krapp und später auch Brasilholz Verwendung. Das kostbare Purpur diente in der Antike und im frühen Mittelalter zum Einfärben einiger besonders prächtiger Pergamentmanuskripte, die dann mit Gold- oder Silbertinte beschrieben wurden. Für gelbe Farbtöne standen Gelber Ocker, Auripigment, Bleigelb, Safran und Wau zur Verfügung, für grüne Farbtöne Grünerde, Malachitgrün und Grünspan sowie Ultramarin, Azurit und Indigo als blaue Farbmittel. Für Weiß- und Schwarztöne wurden Blei- und Knochenweiß beziehungsweise Rußschwarz benutzt. Als Bindemittel wurden im Mittelalter Fischleim, Eiklar oder Gummi verwendet. In Prachthandschriften kann die farbige Unterlegung eines Bildes durch Goldgrund ersetzt sein. Im späten Mittelalter setzte sich für Manuskripte mit geringerem Ausstattungsanspruch die lasierte Federzeichnung durch, während die Deckfarbenmalerei repräsentativen Codices vorbehalten blieb.

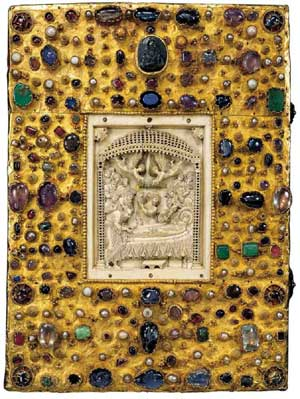
Aufwendig gestaltete Einbände waren Teil des Bildprogramms vor allem karolingischer und ottonischer Prachtcodices und trugen zu deren Exklusivität bei. Hier das Evangeliar Ottos III. (Reichenau, um 990).

Die rasche Ausbreitung des Buchdrucks und der zunächst meist nachträglich handkolorierten Druckgraphik in der zweiten Hälfte des 15. Jahrhunderts bedeutete den Untergang der Buchmalerei. Um 1450 war der Holzschnitt, insbesondere in der Form des Blockbuchs, in Konkurrenz zur aufwendigen Buchmalerei getreten. Bereits gegen Ende des 15. Jahrhunderts hatte der Kupferstich die Buchmalerei nicht nur in rationeller Hinsicht überflügelt, sondern auch in künstlerischer: Große Renaissancekünstler wie der Meister E. S., Martin Schongauer, Albrecht Dürer oder Hans Burgkmair der Ältere widmeten den graphischen Techniken und nicht der Buchmalerei ihre größte Aufmerksamkeit. Mit den drucktechnischen Verfahren hatte sich das Buch vom individuellen Kunstwerk zum Massenmedium gewandelt.
Neben dem Buchdruck revolutionierte die Einführung von Papier als Beschreibstoff das Buchwesen grundlegend. Das Papier war bereits im 8. Jahrhundert in China erfunden worden, hatte sich im 12. Jahrhundert in Arabien durchgesetzt und gelangte im 13. und 14. Jahrhundert nach Europa. Im 15. Jahrhundert verdrängte es das Pergament nahezu vollständig und verbilligte die Herstellung des Buches stark. Die Verbreitung des Buchdrucks und des Papiers bewirkten in Kombination gewaltige Steigerungen der Buchproduktion und sorgten dafür, dass das Buch für das städtische Bürgertum als neue Käuferschicht erschwinglich wurde.

#### Die Gliederung der Textseite und Schmuckelemente

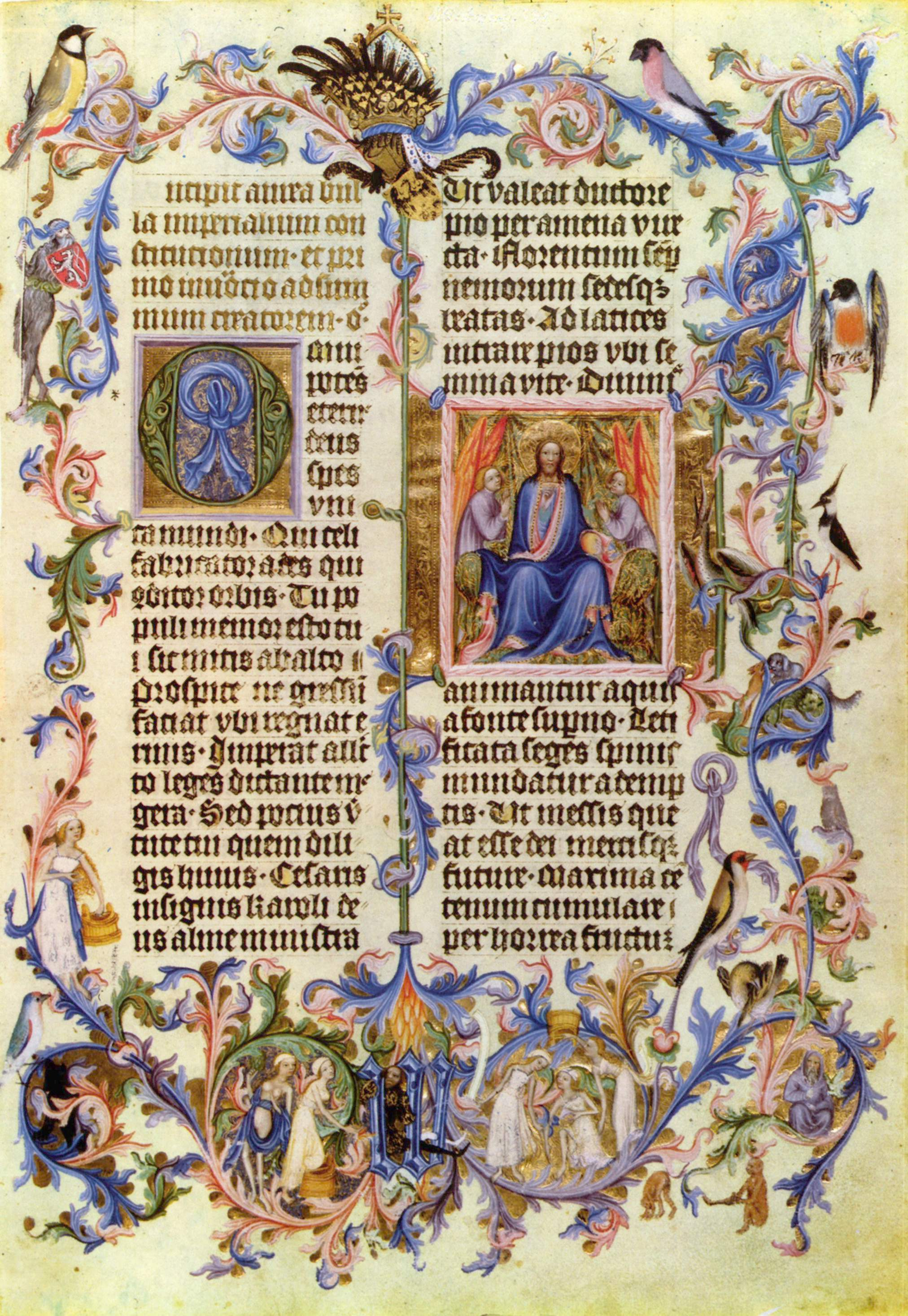
In die beiden Textkolumnen eingefügte Initiale und Miniatur; außerhalb des Textfeldes vegetabilische Bordüren mit Drolerien. Meister der Wenzel-Werkstatt: Goldene Bulle, Titelseite (1400).

Als Illumination wird die Gesamtheit der in einem Buch verwendeten Schmuckelemente bezeichnet, dem meist ein planerisches Konzept, das Programm der Handschrift, zugrunde liegt. Zur Illumination gehören neben den textbezogenen Illustrationen alle Auszeichnungen des Textes sowie die Gestaltung der Seitenränder.
Die Miniatur wurde entweder auf dafür ausgespartem Raum in den häufig in zwei Spalten geschriebenen Text integriert oder nahm ein ganzes Blatt, die Bildseite, ein. Miniaturen, die die gesamte Breite und maximal die halbe Höhe des Schriftraumes einnehmen, heißen Streifenbilder. Mehrere horizontale Bildstreifen (Register) übereinander können ein Registerbild bilden.

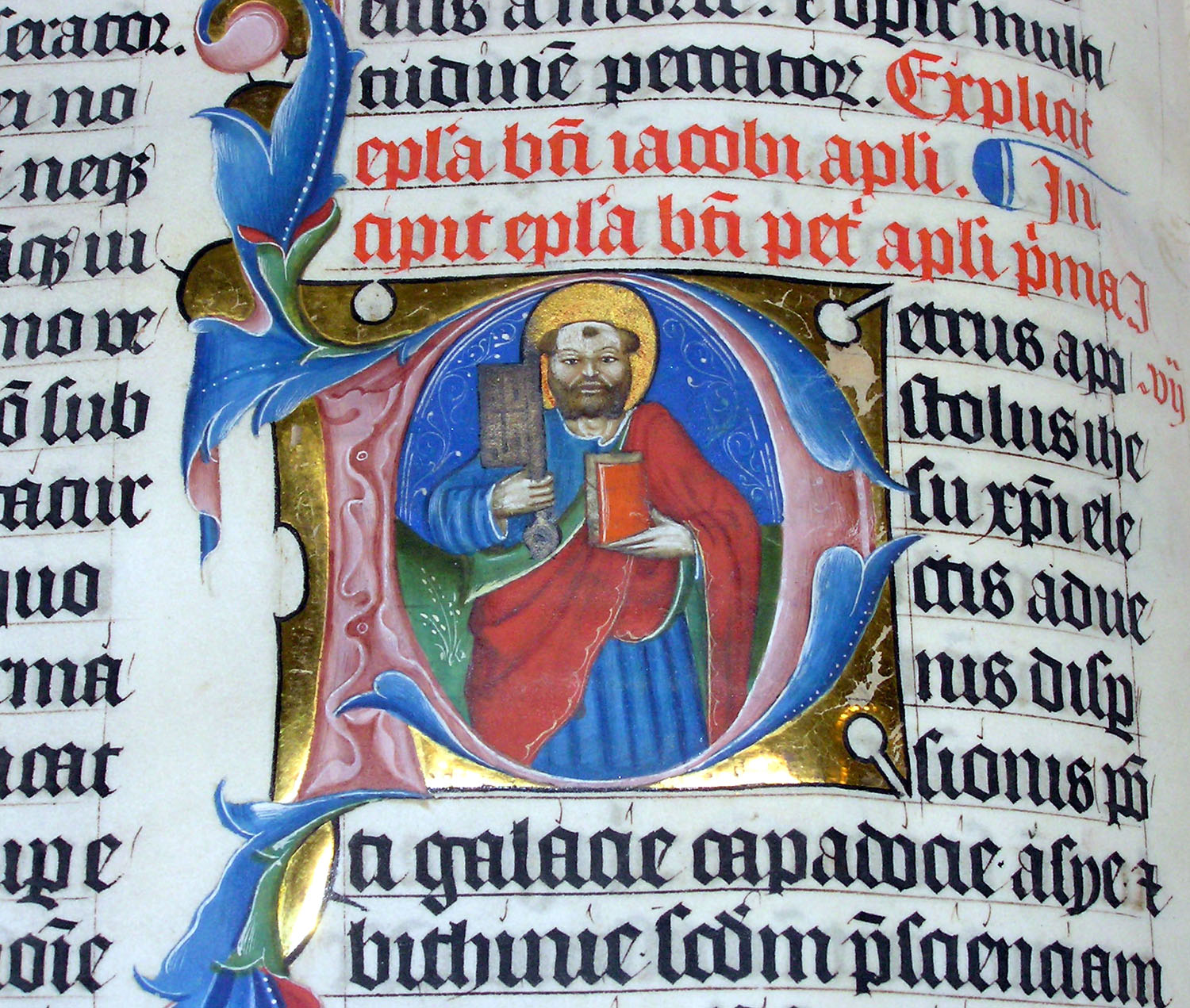
Gotische Initiale P mit Petrusdarstellung und Verwendung von Blattgold (flämisch, 1407).

Die Initiale, der durch Zierrat hervorgehobene Buchstabe am Beginn eines Textes oder Textabschnitts, entstand seit dem 4. Jahrhundert aus der Gepflogenheit, den ersten Buchstaben einer jeden Seite zu vergrößern. In der zweiten Hälfte des 4. Jahrhunderts tauchen erstmals mit geometrischen und ab dem 6. Jahrhundert mit zoomorphen Elementen gefüllte Initialen auf. Zunehmend erfüllte diese nun textgliedernde Funktion.
Von den Initialen sind die einfacheren Majuskeln oder Versalien zu unterscheiden, gliedernde Großbuchstaben, die wie die Kapitelüberschriften in roter Schrift vom üblicherweise schwarz geschriebenen Text abgehoben wurden. In der Gotik kamen blaue Auszeichnungsschriften hinzu.

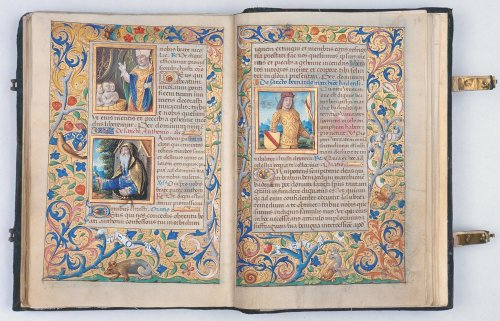
Spätgotische Handschrift

Die freien Flächen an den Rändern eines Blattes – Bundsteg innen, Kopfsteg oben, Außen- oder Schnittsteg sowie Fuß- oder Schwanzsteg unten – stehen meist in einem Verhältnis von etwa 3:5:5:8, der untere Rand ließ also den größten Raum für Randillustrationen. Häufig lag der Einteilung der Seite der Goldene Schnitt zugrunde. Rankenausläufer der Initialen konnten weit in die unbeschriebenen Ränder des Blattes hinausragen und in gotischer Zeit Bordüren bilden, die das gesamte Blatt ausfüllten. Figürliche Darstellungen außerhalb der Schriftkolumne werden als Randillustration bezeichnet, wenn sie textbezogen sind, andernfalls handelt es sich um autonome Randzeichnungen. Bei gerahmten Bildern in Deckfarbenmalerei in der Größe einer kompletten Kolumne handelt es sich um Randminiaturen.

#### Texttypen illustrierter Handschriften

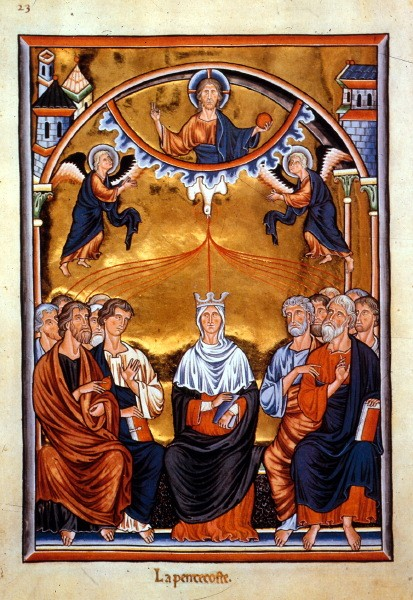
Der Psalter, hier eine Pfingstdarstellung im frühgotischen Ingeborg-Psalter (Frankreich, um 1200), gehörte zu den besonders kostbar ausgestatteten liturgischen Buchtypen.

Grundlage der religiösen Literatur war die im Bereich der Römischen Kirche meist lateinisch geschriebene Bibel, deren genaue Zusammensetzung keineswegs unumstritten feststand. So wurde etwa die Apokalypse bis ins 9. Jahrhundert als Teil der Heiligen Schrift abgelehnt, nach der Kanonisierung war der Text jedoch ein bevorzugter Gegenstand der Buchillustration. Andere häufig illustrierte Bücher waren die Genesis, das Evangeliar und der Psalter, die oft mit theologischen Kommentaren verbunden wurden. Diejenigen Bücher, die zeitweise der Bibel zugerechnet, letztlich aber nicht kanonisiert wurden, werden als Apokryphen bezeichnet und haben häufig starken Einfluss auf die Ikonographie biblischer Themen ausgeübt. Die Ausstattung der verschiedenen biblischen Bücher mit Illustrationen ist sehr ungleichmäßig, was mit der Tatsache zusammenhängt, dass die spätantiken und frühmittelalterlichen Bildzyklen die Funktion hatten, die typologische Exegese, also die Auffindung des mehrfachen Schriftsinns im Sinne der spätantiken Symboltheorie, zu unterstützen. Die Bücher der Bibel wurden zunächst meist einzeln aufgeschrieben, nur wenige großformatige und oft prächtig ausgestattete Vollbibeln dienten der Lesung in den Klöstern. Erst seit dem hohen Mittelalter kam vor allem im Umfeld der Pariser Universität die einbändige Vollbibel im Oktavformat für den privaten Gebrauch auf, die im 13. Jahrhundert als handliche „Taschenbibel“ in so großer Zahl hergestellt wurde, dass der Bedarf bis zum Aufkommen des Buchdrucks weitgehend gedeckt war. Besondere interpretierende Typen der Bibelillustration waren die um 1220/1230 am französischen Hof entstandenen Bibles moralisées, die Biblia pauperum, die in der ersten Hälfte des 13. Jahrhunderts in Süddeutschland verbreitet war, oder die Historienbibel des Spätmittelalters.
Das Evangeliar war der Ausgangspunkt der liturgischen Bücher und wurde – vor allem in frühmittelalterlicher und romanischer Zeit – besonders häufig als Prachthandschrift illustriert. Die bedeutendsten liturgischen Texte sind daneben der Psalter, das Antiphonar, das Graduale Romanum, das Lektionar, das Perikopenbuch, das Prozessionale, das Plenar, das Rituale, das Sakramentar und das Missale, die alle ihrer gottesdienstlichen Bedeutung entsprechend bevorzugt illuminiert wurden. Die wichtigsten Ausstattungselemente dieser Bücher waren Zierinitialen und das Evangelistenbild, daneben auch das Motiv der Maiestas Domini oder ein Leben-Jesu-Zyklus. In scholastischer Zeit nahm der Ausstattungsgrad liturgischer Bücher in dem Maße ab, wie die Zahl der produzierten Codices geradezu explodierte.

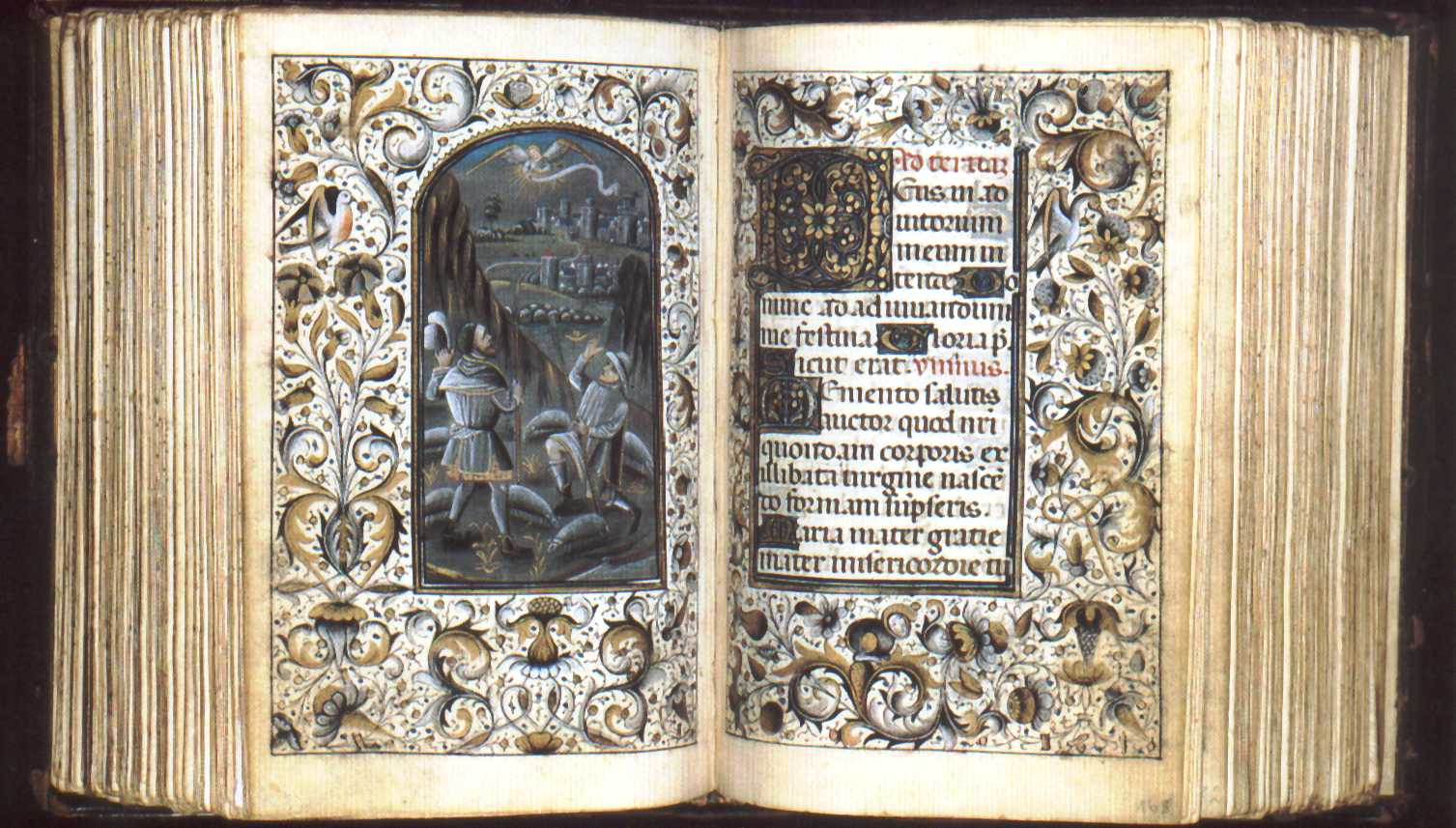
Das nur ca. 13 × 9 cm. messende Mailänder Stundenbuch (Burgund, 15. Jahrhundert) ist ein Beispiel eines privaten Stundenbuches des Spätmittelalters.

Theologische Traktate und Predigten wurden als Studientexte seltener illustriert, häufiger wurden Legendare bebildert. Bereits in karolingischer Zeit finden sich erste illustrierte Heiligenleben und Biographien kirchlicher Amtsträger. Im Spätmittelalter kam das private Gebet-, Andachts- und Erbauungsbuch für Laien auf, das – besonders in Form des Stundenbuches – zu dem am häufigsten und prächtigsten illuminierten Buchtypus wurde.

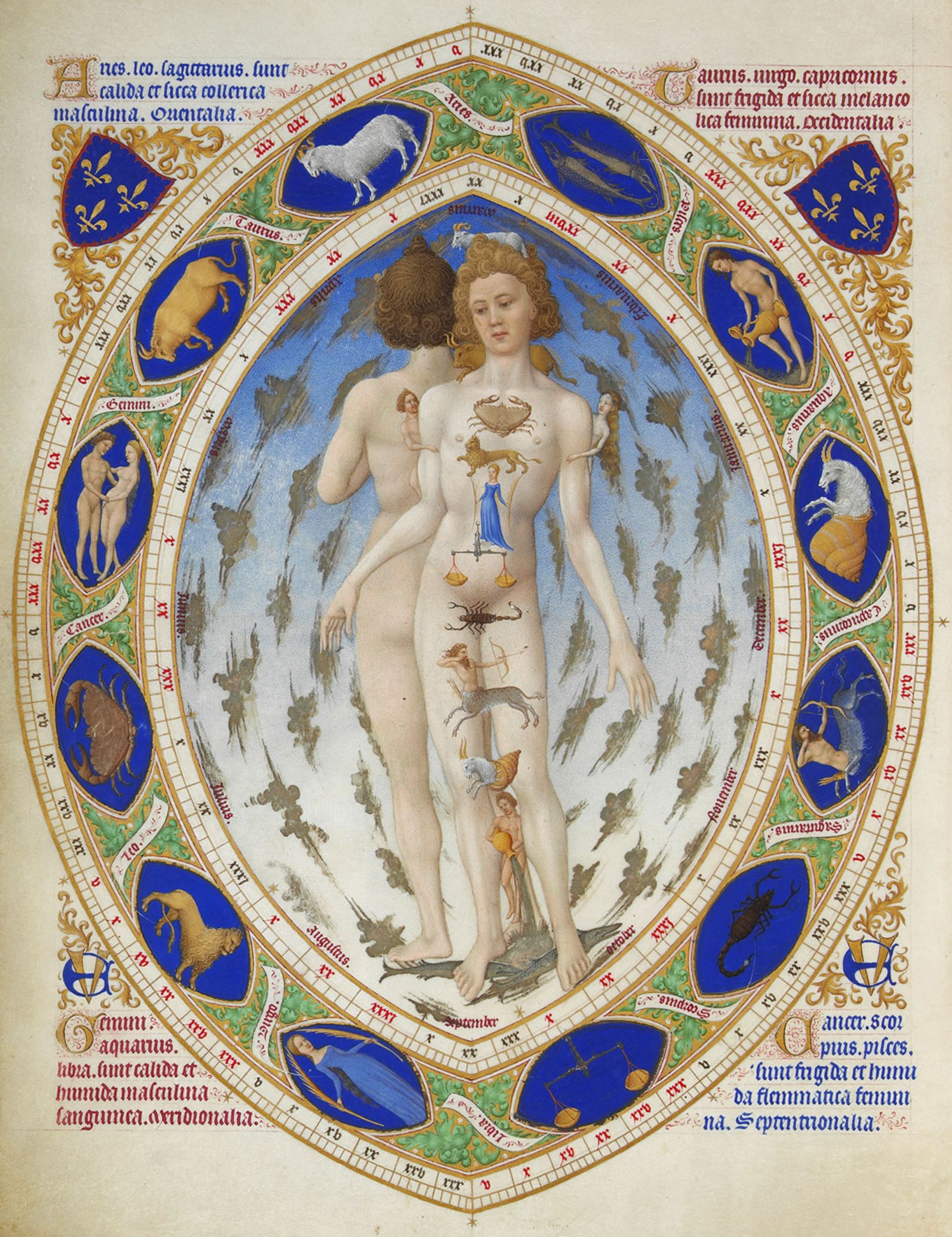
Homo signorum aus den Très Riches Heures des Herzogs von Berry (Frankreich, 1412–16).

Unter den nichttheologischen Wissenschaften wurden vor allem Werke der Naturlehre illustriert. Seit der Antike gehörte der Physiologus zu den reich ausgeschmückten Standardwerken. Tierbücher überschnitten sich häufig mit Reiseberichten und vermischten in Bestiarien Naturbeobachtung mit der Darstellung von Fabelwesen. Daneben waren astronomisch-astrologische Werke mit Monatsbildern und Tierkreiszeichen durchgehend beliebte Gegenstände der Buchmalerei, in etwas geringerem Maße auch alchimistische Texte. Ebenfalls von der Antike bis zum Ende der Buchmalerei waren illustrierte medizinische Abhandlungen und Herbarien verbreitet. Eine illustrierte Enzyklopädie ist De rerum naturis des Hrabanus Maurus. Die Ikonographie war bei all diesen Typen im Mittelalter von der Position der Autoritäten bestimmt, die empirische Naturbeobachtung rückte nach der Antike erst wieder in der Spätgotik in den Mittelpunkt. Ein herausragendes Beispiel ist das Falkenbuch (De arte venandi cum avibus) des Stauferkaisers Friedrichs II., das nicht nur eine große Zahl ornithologisch identifizierbarer Vogelarten in naturgetreuer Wiedergabe, sondern auch präzise technische Zeichnungen zur Falknerei bietet. Neben der Naturlehre stellte die Rechtskunde den zweiten Bereich reich geschmückter Fachliteratur dar. Meist waren es kaiserliche oder päpstliche Bullen, die als Prachtausgaben hergestellt wurden, aber auch Sammlungen des Volksrechts wie im 13. Jahrhundert der Sachsenspiegel, sind mit bescheideneren Mitteln vielfach illustriert worden.

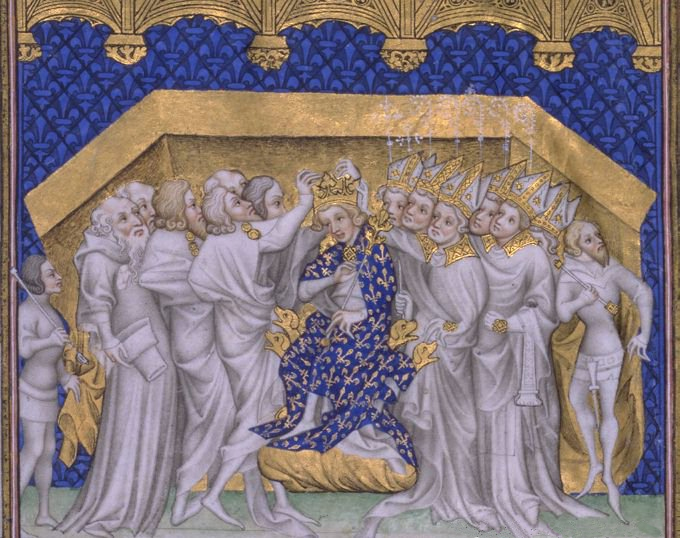
Geschichtsdichtung, wie hier die Grandes Chroniques de France (Jean Froissart, Frankreich, um 1380), gehören zu den Literaturgattungen mit besonders hohem Ausstattungsniveau.

Insgesamt wurden weltliche Stoffe sehr viel seltener und mit vergleichsweise geringem künstlerischen und materiellen Anspruch ausgeschmückt als religiöse Themen. Eine Gattung sticht darunter durch ihr Ausstattungsniveau heraus: Nur in der Chronistik konnten unter Umständen wie bei liturgischen Texten die Bilder mit Goldgrund versehen werden. Die meisten Welt-, Stadt-, Kloster- oder Familienchroniken wurden jedoch sehr viel bescheidener, wenn auch häufig bilderreich ausgestattet. Das erste illustrierte Geschichtswerk mit zeitgeschichtlicher Thematik ist der reich illustrierte Liber ad honorem Augusti des Petrus de Ebulo über die Eroberung Süditaliens und Siziliens durch den Stauferkaiser Heinrich VI. Zwischen Geschichtsschreibung und fiktiver Literatur stand die Chanson de geste um die Taten Karls des Großen, so dass dieser Themenkreis mit Deckfarbenmalerei anspruchsvoller illustriert wurde, als andere literarische Gattungen. Auffallend ist, dass im deutschsprachigen Raum Texte der Heldenepik fast überhaupt keine Illustrationen erfuhren. Prächtiger sind die Bilderhandschriften mit Werken aus dem Kreis der Artusepik und einzelne Liederbücher, unter denen der Codex Manesse hervorsticht. Im Spätmittelalter stieg die Zahl der Illustrationen höfischer Dichtungen, allerdings nur in dem Maße, wie die Buchproduktion im Ganzen stieg. Dabei setzte sich für das Epos beziehungsweise den Roman die kolorierte Federzeichnung durch. Im Spätmittelalter entstanden freie dichterische Schöpfungen, wie der Rosenroman des Guillaume de Lorris oder Dantes Divina Commedia, deren Illustrationen auch Höhepunkte der Buchmalerei darstellten. Zu beachten ist, dass sich die mittelalterliche Buchillustration erst allmählich aus der Abhängigkeit von der ikonographischen Tradition der spätantiken Bildzyklen zu lösen vermochte. Entsprechend spät und zögerlich setzt die Illustration der eigenen literarischen Produktion, also nachantiker Werke, ein, für die entsprechende Vorlagen naturgemäß fehlten. Auffällig dabei ist das Vorherrschen illustrierter poetischer Literatur.

#### Künstler, Auftraggeber und Publikum

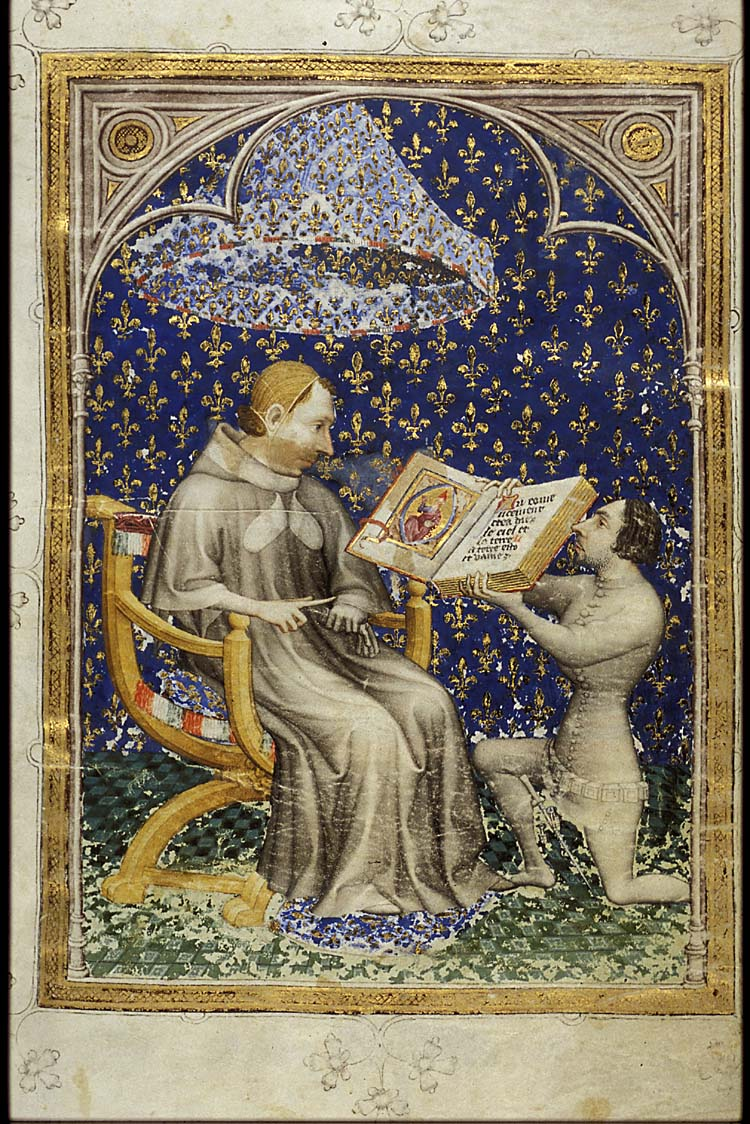
Jean de Vaudetar präsentiert sein Werk als Geschenk König Karl V. (Frankreich, 1371/72).

Das Monopol der Buchherstellung lag bis in die romanische Epoche bei den Klöstern. Schon in karolingischer und ottonischer Zeit scheinen bedeutende Malermönche mobil und nicht unbedingt an ein Skriptorium gebunden gewesen zu sein. Während sich die Schreiber oft in Kolophonen erwähnten, blieb die große Mehrzahl der Buchmaler anonym und ist meist nur indirekt zu ermitteln. Trotzdem sind seit der Antike Namen von Künstlern überliefert. Namentlich bekannte Maler sind zunehmend seit dem 13. Jahrhundert, in großer Zahl in der Spätgotik und der Renaissance greifbar. Im 15. Jahrhundert waren berühmte Künstler, die auch als Tafelmaler hervortraten, wie Jan van Eyck, Jean Fouquet, Jean Colombe, Stefan Lochner oder Mantegna Leiter großer, leistungsfähiger Werkstätten.
Etwa um 1200 kamen besonders im Umfeld der frühen Universitäten in Paris und Bologna weltliche, kommerzielle Schreibstuben auf, Künstlerateliers folgten wenig später. Die Erstellung eines Codex verlief arbeitsteilig, Schreiber und Maler waren nur in seltenen Fällen identisch. Der Schreiber setzte meistens an die vom Maler auszugestaltenden Felder Anweisungen in feiner Schrift, die anschließend übermalt wurden. Bei der Gestaltung der Werke folgten die Illuminatoren häufig den Vorlagen oder verwendeten Musterbücher. Im Laufe der Zeit nahm die Arbeitsteilung stetig zu, bis in der Gotik in großen Ateliers einzelne Lehrlinge oder Gesellen nur noch für die Hintergründe oder bestimmte Bildgegenstände verantwortlich waren, während der Meister die Figuren gestaltete.

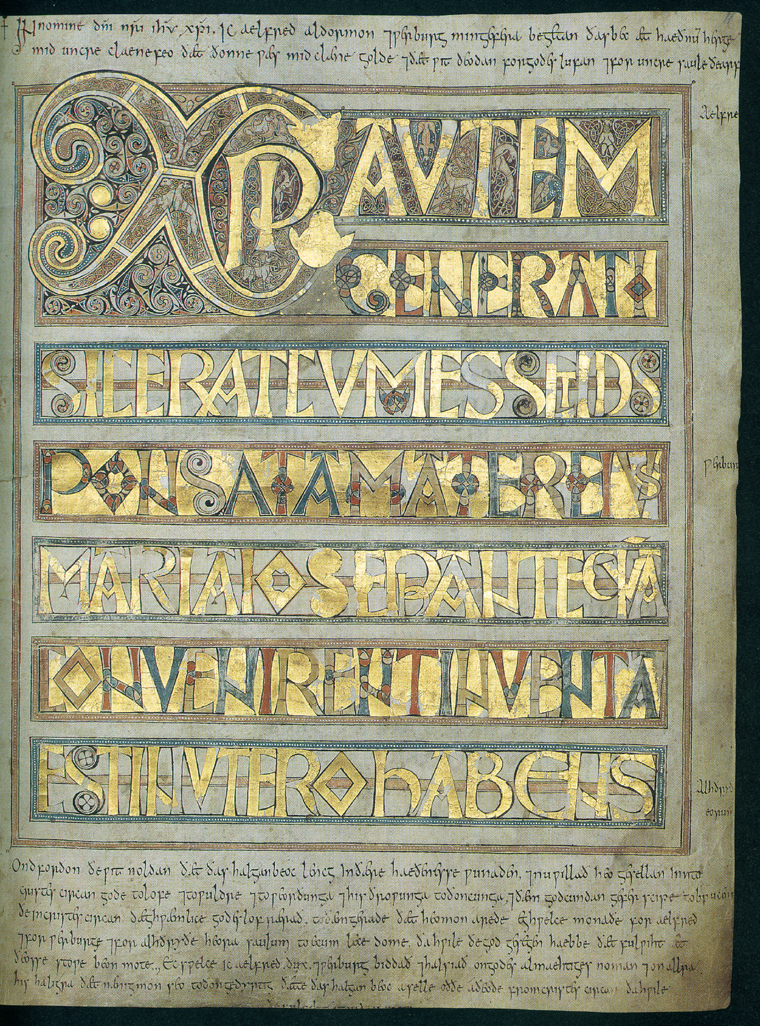
Stockholmer Codex Aureus mit Goldschrift (Southumbria, 8. Jahrhundert).

Der Pergamentcodex war ein überaus kostbarer Gegenstand, den sich nur sehr wohlhabende Auftraggeber leisten konnten. Schon das Ausgangsmaterial war teuer – bei zwei Doppelblättern pro Tierhaut waren für eine Großfolio-Handschrift mit 300 Blättern 75 Kälber nötig. Die Felle mussten aufwendig bearbeitet werden. Auch die oft Jahre andauernden Schreib- und gegebenenfalls Illustrationsarbeiten waren überaus mühsam und arbeitsintensiv. Sie taten ein Übriges, um eine Handschrift zu einem Luxusartikel zu machen. Teuer waren auch die oft aus seltenen, mitunter importierten Mineralien hergestellten Farben. Blattgoldverzierungen konnten sich in größerem Umfang nur Fürsten, Bischöfe und reiche Klöster leisten. In Byzanz waren den Kaisern purpur gefärbte Codices vorbehalten, die mit auch im Abendland benutzten Gold- oder Silbertinten beschriftet wurden.

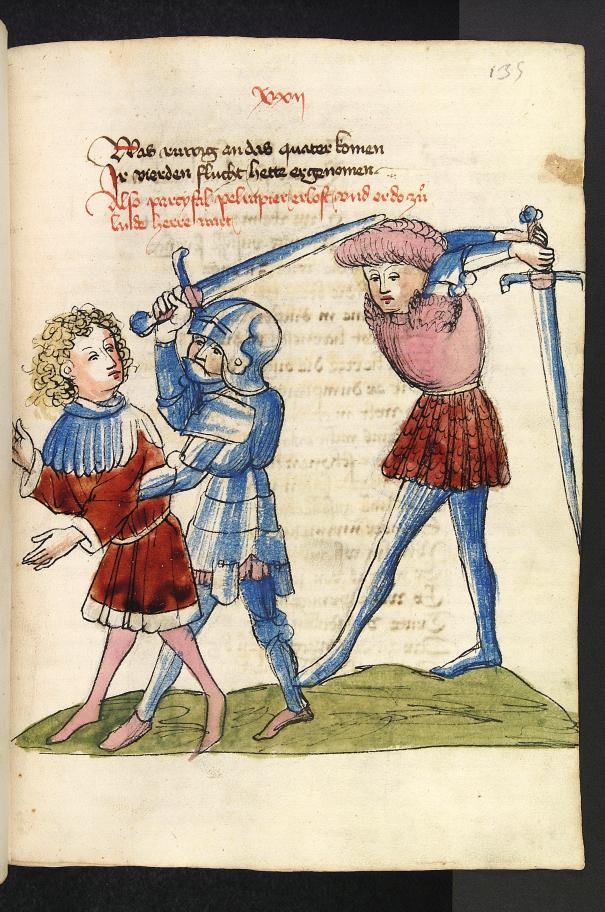
Parzival-Handschrift aus der Werkstatt Diebold Laubers (Hagenau, 15. Jahrhundert)

Waren Könige und Fürsten die wichtigsten Auftraggeber der karolingischen und ottonischen Prachtcodices, entstanden die bedeutendsten romanischen Buchmalereien bis auf wenige Ausnahmen, wie das Evangeliar Heinrichs des Löwen, für den hohen Klerus und für Klostergemeinschaften. Nicht zuletzt durch die Gründung der Reformorden kam es im 12. Jahrhundert zu einem verstärkten Austausch von Künstlern und von Handschriften sowie zu einem stark anwachsenden Bedarf an liturgischen Büchern. Produziert wurden Bücher jahrhundertelang für den eigenen Bedarf oder als repräsentatives Geschenk. Als Vorlagen dienten Manuskripte, die als Tausch- oder Leihgaben zirkulierten. Im 13. Jahrhundert tauchten, besonders im Umfeld der Universitäten, Händler gebrauchter Codices auf. Erst im 15. Jahrhundert setzten sich freie Werkstätten durch, die manufakturhaft ohne konkreten Auftrag Handschriften auf Vorrat herstellten und ihr Verlagsprogramm anschließend bewarben. Der bekannteste Schreiber und Illustrator dieser Art ist Diebold Lauber, der zwischen 1427 und 1467 in Hagenau nachweisbar ist.

### Stilgeschichte
Alle Epocheneinteilungen der Kunstgeschichte sind problematisch und umstritten. So wird die räumlich auf das römische Reich begrenzte und durch Dynastien definierte ottonische – und selbst die vorangehende karolingische – Kunst mitunter der Romanik zugerechnet. Hinzu kommt, dass sich kunsthistorische Entwicklungen immer mit teilweise erheblichen regionalen Verzögerungen durchsetzen. So setzte die Gotik in Frankreich bereits im 12. Jahrhundert ein, während in Deutschland noch bis etwa 1250 an romanischer Formensprache festgehalten wurde – wiederum mit erheblichen zeitlichen Unterschieden in den verschiedenen Kunstlandschaften. Häufig sind auch die Zuschreibungen einer Bilderhandschrift an ein bestimmtes Skriptorium oder die genaue Datierung umstritten. Die wissenschaftlichen Debatten können hier nur verkürzt dargestellt werden.

#### Spätantike

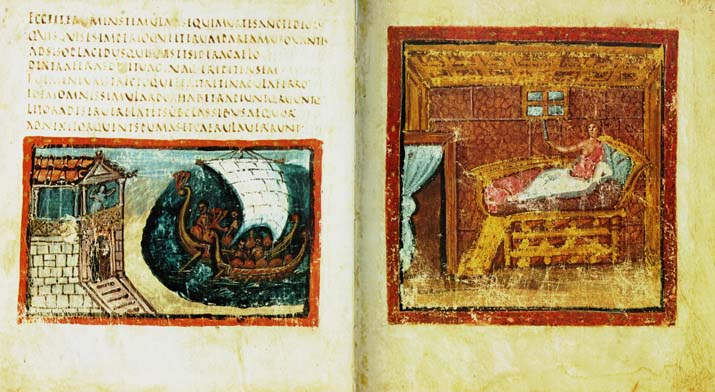
Vergilius Vaticanus (Rom, um 400, rechts Selbstmord Didos).

Bei den ältesten erhaltenen Illustrationen handelt es sich um reiche Bebilderungen ägyptischer Totenbuchrollen aus Papyrus, die nach der Entwicklung der hieratischen Schrift zur Aufteilung des Textes in Kolumnen dienten. Besonders zahlreich sind solche Totenrollen aus dem Neuen Reich (etwa 1550–1080 v. Chr.) erhalten. Wahrscheinlich gab es schon im antiken Griechenland Künstler, die sich auf das Bemalen von Buchrollen spezialisiert hatten. Bemalte Schriftrollen zählen jedoch im engeren Sinn nicht zur Buchmalerei – diese setzt erst zwischen dem 2. und 4. nachchristlichen Jahrhundert mit der Ablösung des nicht sonderlich reißfesten Papyrus durch das stabilere Pergament ein.

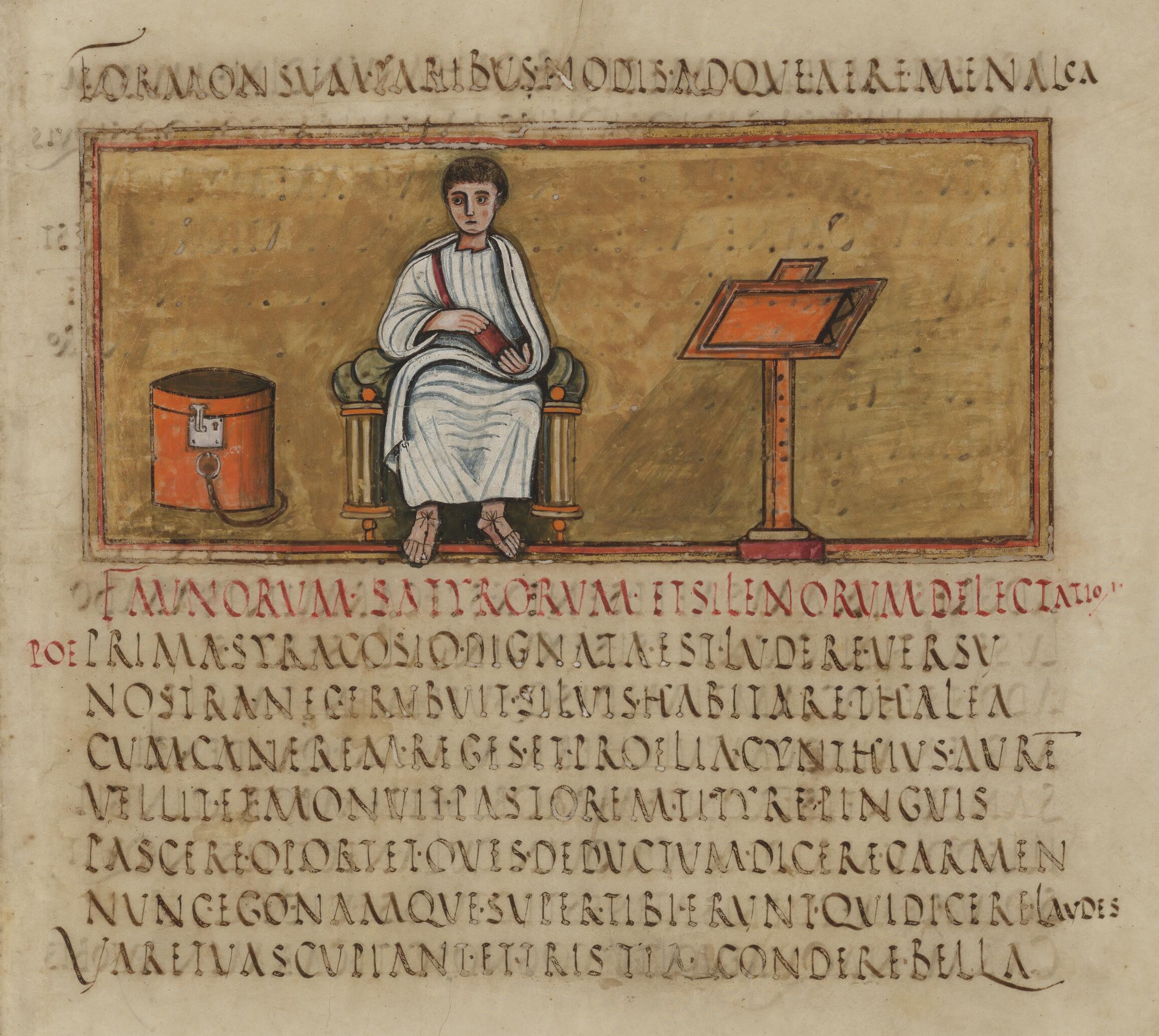
Vergilius Romanus (östliches Mittelmeer oder Syrien, 5. Jahrhundert, Autorenbild des Vergil).

Die spätantike Buchmalerei ist äußerst lückenhaft überliefert und kaum zuverlässig zu rekonstruieren. Wichtige Beispiele antiker Buchillustrationen sind fragmentarisch in Handschriftenmakulaturen des Mittelalters überliefert, etwa die als Einband für Quedlinburger Archivalien verwendeten ältesten bekannten Bibelillustrationen. Eine Vorstellung des verlorenen Reichtums spätantiker illustrierter Codices geben auch sehr getreue frühmittelalterliche Kopien, so zwei karolingische Aratus-Handschriften, einem astronomisch-astrologischen Text, oder eine Terenzhandschrift.
Ein wichtiges Thema der spätrömischen Buchmalerei war das Herrscherbild.
Epenillustrationen sind aus dem 4. und 5. Jahrhundert mehrfach überliefert, etwa Vergilhandschriften. Ein Kalender des Philocalus aus dem Jahr 354, das in Kopien des 16. und 17. Jahrhunderts erhalten ist, ist das älteste Beispiel für ganzseitige Textillustrationen.
In der römischen Buchmalerei wurde das Bild zunehmend durch gemalte Schmuckrahmen vom Text getrennt, seine Aufgabe der Veranschaulichung von Texten blieb jedoch weiter bestehen. Stilistisch orientierte sich die Buchmalerei stark an der Wandmalerei. Die Farben wurden flächig aufgetragen, ohne sie miteinander zu vermischen. Die Miniatoren verwendeten in der Regel Vorlagen, wodurch sich standardisierte Formen entwickelten.

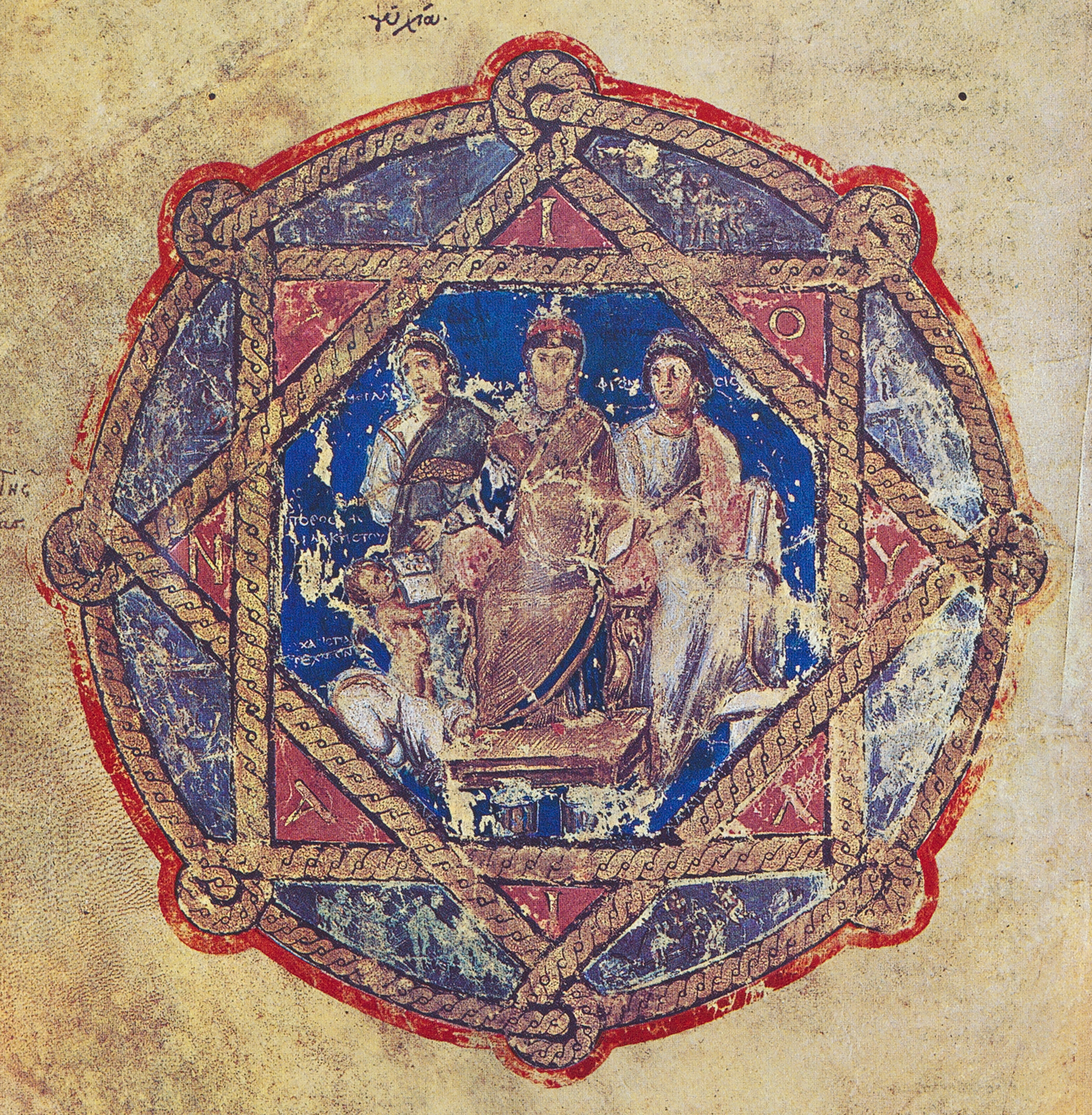
Widmungsbild im Wiener Dioskurides fol. 6 verso (vor 512)

Die antike Buchmalerei erreichte noch im 7. Jahrhundert mit in Nordafrika oder Spanien entstandenen alttestamentlichen Bibelillustrationen einen Höhepunkt, ehe sie – zumindest auf dem Gebiet des weströmischen Reiches – mit dem Ende der Antike unter- bzw. in die frühmittelalterliche Kunst überging. Am ehesten wurde das antike Erbe in oberitalienischen Klosterskriptorien bewahrt.
Im oströmischen Reich lebte die spätantike Buchmalerei dagegen unmittelbar in der (früh-)byzantinischen Kunst fort. Im 6. Jahrhundert entstand wahrscheinlich an der berühmten Bibliothek von Alexandria der überreich illustrierte, nur noch fragmentarisch erhaltene Cotton-Genesis. Wahrscheinlich in Konstantinopel entstanden Ende des 5. Jahrhunderts eine Ilias-Handschrift, die Ilias Ambrosiana, Anfang des 6. Jahrhunderts der Wiener Dioskurides, die Wiener Genesis und zwei Purpurcodices, der Codex Rossano und das Fragmentum Sinopense.

#### Insulare Buchmalerei

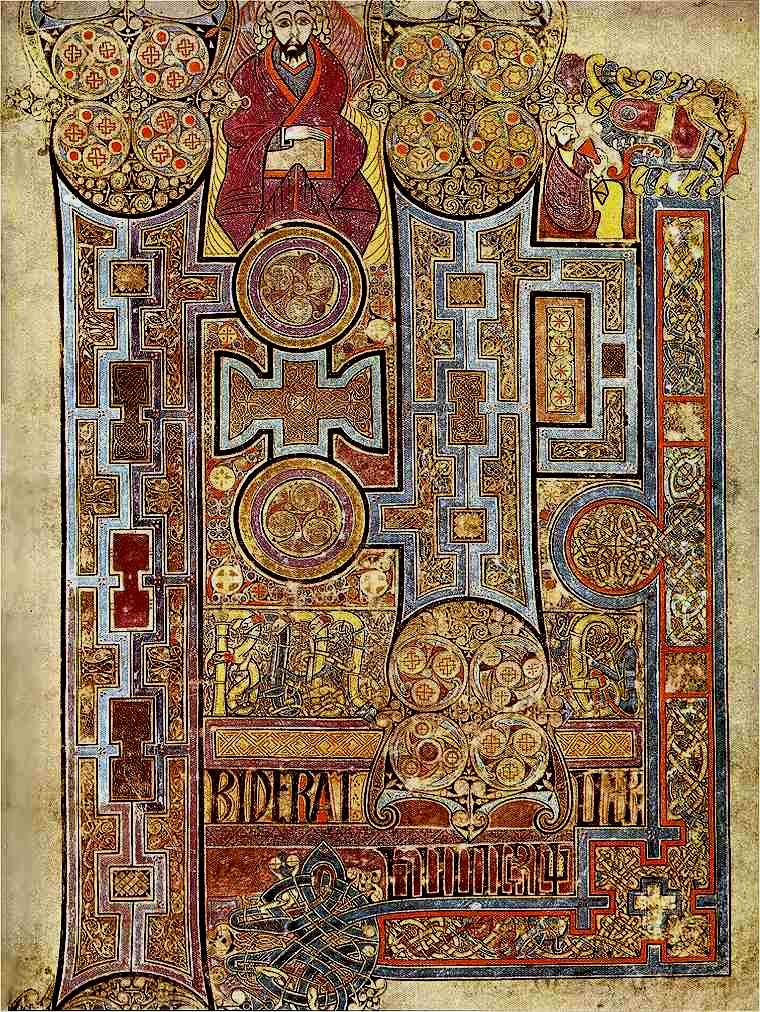
Book of Kells (um 800, Anfang des Johannes-Evangeliums, In principio erat verbum)

Während im Zentrum des untergehenden Weströmischen Reiches die antike Buchmalerei auf bescheidenem Niveau fortlebte und in die merowingische Kunst überging, entwickelte sich an der äußersten Peripherie Europas, fernab der Wirren der Völkerwanderungszeit und außerhalb der früheren römischen Zivilisation, in der ersten Hälfte des 7. Jahrhunderts ein unverwechselbarer, eigenständiger Illustrationsstil. In Irland, wo sich seit der Christianisierung im 6. Jahrhundert eine ausgeprägte monastische Kultur entwickelt hatte und in dem von Irland aus missionierten Northumbrien bildete sich im 7. und 8. Jahrhundert ein Stil, der unter dem Begriff Insulare Buchmalerei zusammengefasst wird.
Diese verband besonders in der Ausgestaltung der Initialen den germanischen Tierstil und die Ornamentik des einheimischen keltischen Kunsthandwerks, wie das Knotenmuster, mit der Halbunziale und dem Flechtband der Antike. Die hochkomplexen, vielfach verschlungenen und die gesamte Seite ausfüllenden Ornamente vereinnahmten die kalligraphisch ebenfalls meisterliche Schrift bis zur Unlesbarkeit und dominierten auch die relativ seltenen figürlichen Darstellungen, bei denen es sich meist um die Evangelisten handelt. Diese fixieren fast immer frontal und streng symmetrisch den Betrachter, ihre Gewänder sind hochabstrahierte Geflechte. Bei fast allen insularen Handschriften handelt es sich um Evangeliare.
Durch die Perfektion der im Gegensatz zur merowingischen Kunst frei gezeichneten Ornamentik zählen die erhaltenen insularen Prachthandschriften zu Höhepunkten der Buchmalerei aller Zeiten. Eine andere Schule in dem Doppelkloster Wearmouth-Jarrow tradierte dagegen vorlagengetreu spätantike Vorbilder. Im Süden Englands war Canterbury das Zentrum der römischen Mission.
Weniger anspruchsvoll waren die für wandernde Missionare gefertigten kleinformatigen sogenannten „Taschenevangeliare“, die wahrscheinlich manufakturhaft in großer Zahl hergestellt wurden. Der europäische Kontinent wurde in besonderem Maße von Irland und Südengland aus missioniert. In ganz Frankreich, Deutschland und sogar in Italien entstanden im 6. und 7. Jahrhundert Klöster mit irischen Mönchen, die sogenannten Schottenklöster. Zu diesen zählten Annegray, Luxeuil, St. Gallen, Fulda, Würzburg, Regensburg, Echternach und Bobbio. Über diesen Weg gelangten zahlreiche illuminierte Handschriften auf das Festland und hatten besonders in Schrift und Ornamentik starken Einfluss auf die jeweiligen regionalen Formensprachen. Während in Irland wegen der Überfälle der Wikinger gegen 800 die Buchproduktion weitgehend zum Erliegen kam, entstanden auf dem Festland noch einige Jahrzehnte illuminierte Handschriften in irischer Tradition. In ottonischer Zeit sollte die insular geprägte Buchmalerei als Inspirationsquelle erneut rezipiert werden.

#### Merowingische Buchmalerei

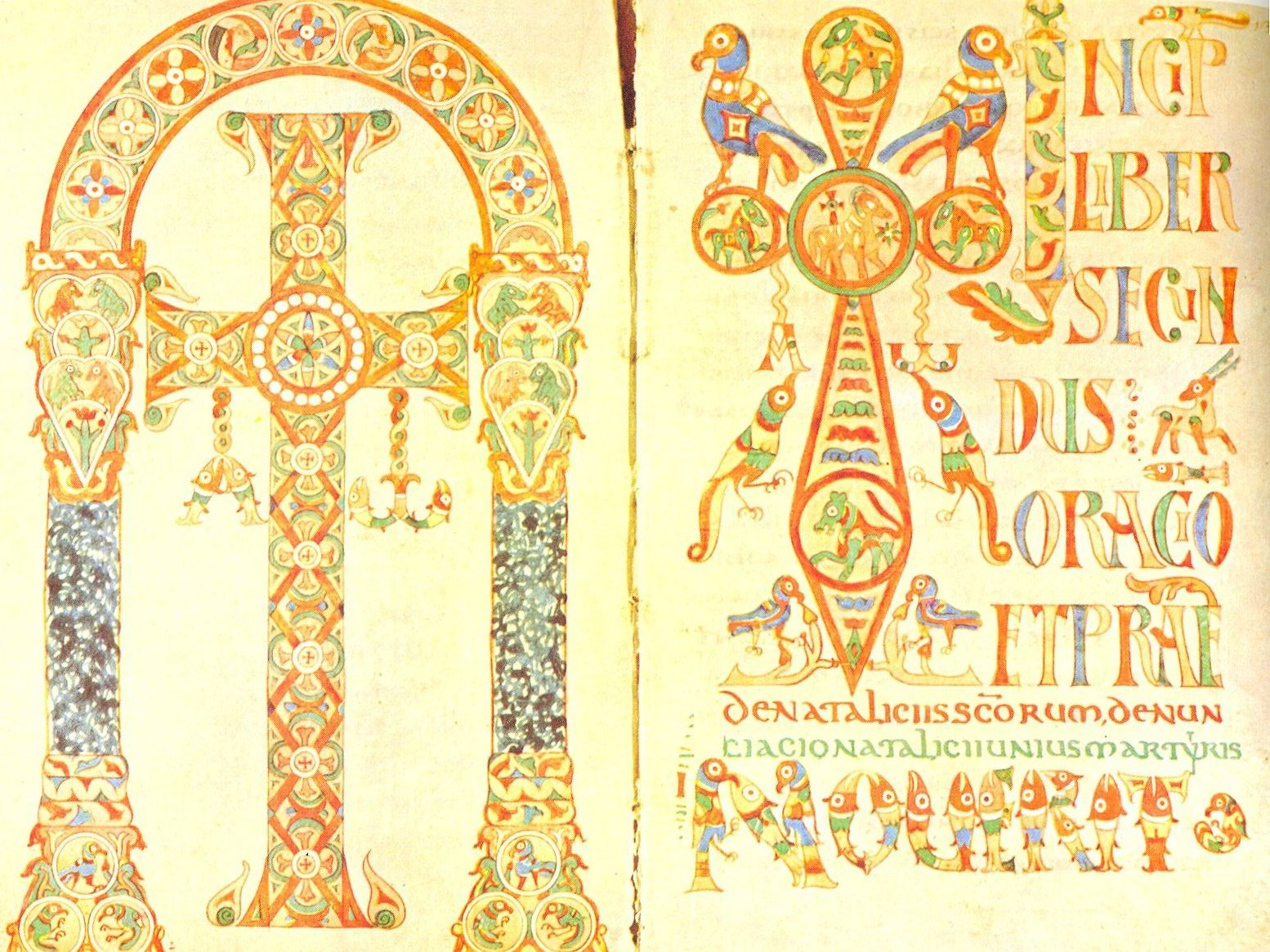
Sacramentarium Gelasianum (Mitte des 8. Jahrhunderts, Frontispiz und Incipit)

Die kontinentale, fränkische Illustrationskunst der zweiten Hälfte des 7. und des 8. Jahrhunderts wird als merowingische Buchmalerei bezeichnet. Ornamental gestaltete, an die Antike anknüpfende Initialen, die mit Lineal und Zirkel konstruiert wurden, und Titelbilder mit Arkaden und eingestelltem Kreuz sind fast die einzige Illustrationsform, figürliche Darstellungen fehlen beinahe völlig. Seit dem 8. Jahrhundert treten zunehmend zoomorphe Ornamente auf, die so dominant werden, dass etwa in Handschriften aus dem Frauenkloster Chelles ganze Zeilen ausschließlich aus Buchstaben bestehen, die aus Tieren gebildet sind. Im Gegensatz zur gleichzeitigen insularen Buchmalerei mit dessen wuchernder Ornamentik strebte die merowingische nach einer klaren Ordnung des Blattes.
Eines der ältesten und produktivsten Skriptorien war das des 590 von dem irischen Mönch Columban gegründeten Klosters Luxeuil, das 732 zerstört wurde. Das 662 gegründete Kloster Corbie entwickelte einen ausgeprägten eigenen Illustrationsstil, Chelles und Laon waren weitere Zentren der merowingischen Buchillustration. Ab der Mitte des 8. Jahrhunderts wurde diese stark von der insularen Buchmalerei beeinflusst. Kloster Echternach, eine Gründung Willibrords, beeinflusste die kontinentale Buchmalerei stark und trug die irische Kultur in das Merowingerreich.

#### Karolingische Buchmalerei

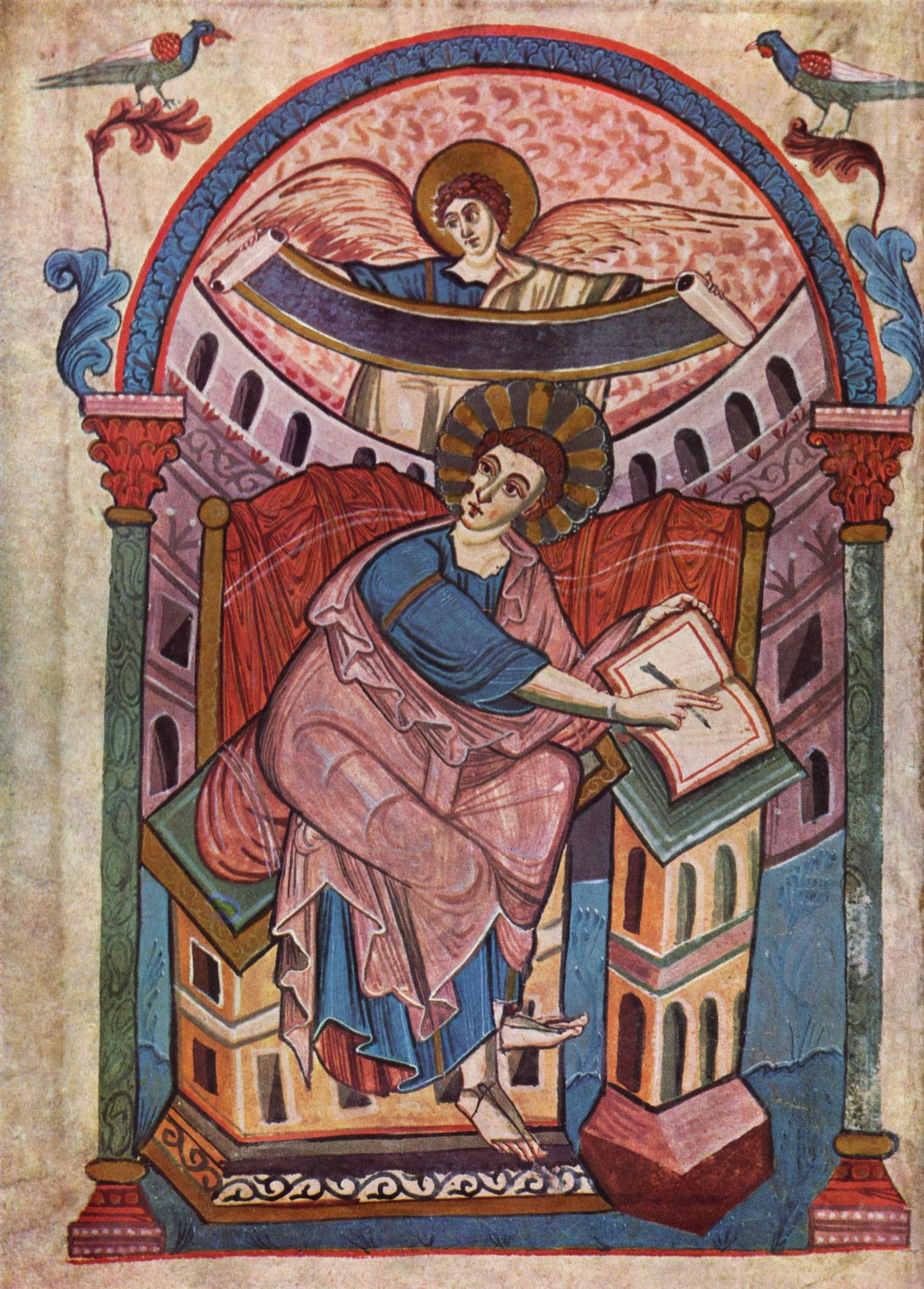
Ada-Handschrift, Der Evangelist Matthäus (Aachen, um 800)

Die Grenze der nach fränkischen Dynastien benannten merowingischen und karolingischen Kunst ist fließend. Gleichermaßen das kaiserliche Repräsentationsbedürfnis, als auch die religiöse Aura wurden schon durch die exklusive Ausführung vieler karolingischer Handschriften in Goldtinte auf purpur gefärbtem Pergament deutlich gemacht. Waren zu merowingischer Zeit ausschließlich Klöster für die Buchproduktion verantwortlich, ging die karolingische Renaissance maßgeblich vom Aachener Hof Karls des Großen aus, wo seit etwa 780 Prachthandschriften entstanden. Den Handschriften der so genannten „Hofschule Karls des Großen“ oder „Ada-Gruppe“ sind die bewusste Auseinandersetzung mit dem antiken Erbe, ein übereinstimmendes Bildprogramm und einheitliche Formate gemeinsam. Neben prachtvollen Arkaden, gerahmten Kanontafeln und insular beeinflussten Initialen gehören großflächige Evangelistenbilder mit klar konturierter Binnenzeichnung zur Ausstattung, denen zum ersten Mal seit der Spätantike wieder Körperlichkeit und Dreidimensionalität zurückgegeben wurde. Teil der Bildprogrammatik waren die kostbaren Buchdeckel, von denen sich einige mit Elfenbeinschnitzereien erhalten haben.
Eine zweite, wohl ebenfalls um 800 in Aachen entstandene, aber deutlich von den Illustrationen der Hofschule abweichende Handschriftengruppe steht eher in hellenistischer Tradition und wurde wahrscheinlich von italobyzantinischen Künstlern geschaffen. Diese Malschule wird „Palastschule“ oder „Gruppe des Wiener Krönungsevangeliars“ genannt. Im Vergleich mit der sogenannten Ada-Gruppe fehlt ihnen insbesondere der Horror vacui, die Angst vor der Leere.
Unter Ludwig dem Frommen und Karl dem Kahlen verlagerte sich die Hofkunst nach Reims, wo besonders die dynamisch bewegte Bildauffassung des Wiener Krönungsevangeliars rezipiert wurde. Hier entstanden unter Erzbischof Ebo außergewöhnliche Handschriften, die alle eine expressive Lebendigkeit auszeichnet.
Neben dem Kaiserhof traten allmählich auch die großen Reichsklöster und Bischofsresidenzen mit leistungsstarken Skriptorien in Erscheinung. Unter den Klöstern hatte St. Martin in Tours eine Führungsrolle inne, bis es in der zweiten Hälfte des 9. Jahrhunderts von Normannen zerstört wurde.
Die Metzer Schule knüpfte an die Manuskripte der Hofschule Karls an. Im Norden und Osten des westfränkischen Reiches entwickelte sich seit der zweiten Hälfte des 9. Jahrhunderts die sogenannte franko-sächsische (das heißt angelsächsische) Schule, deren Buchschmuck weitgehend auf Ornamentik beschränkt blieb und wieder auf die insulare Buchmalerei zurückgriff.

#### Ottonische und vorromanische Buchmalerei

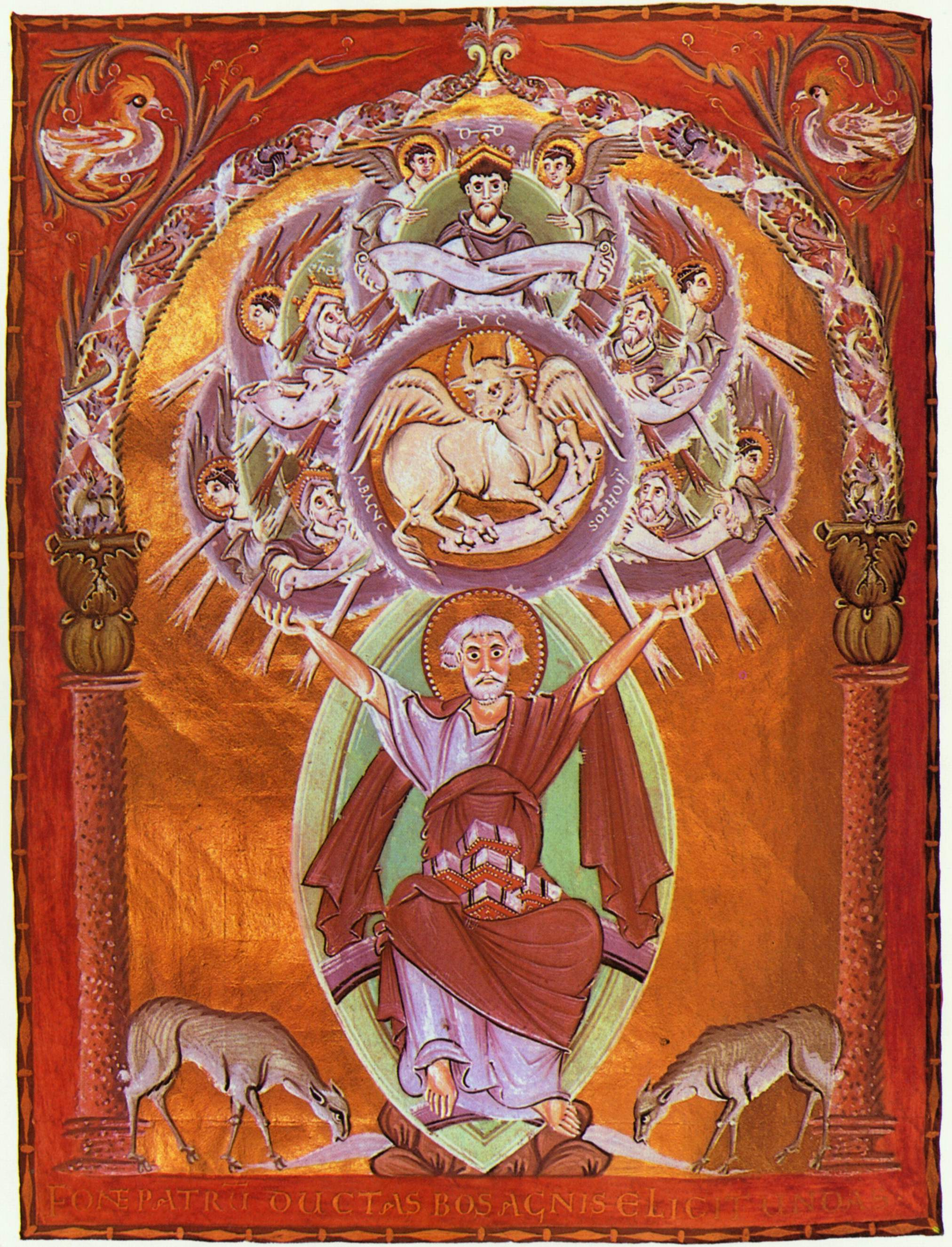
Evangeliar Ottos III. (Reichenau, um 1000, Lukas der Evangelist)

Die ottonische Buchmalerei setzte mit dem Übergang der ostfränkischen Königswürde 919 an das sächsische Geschlecht der Ottonen ein, das ab 962 auch die Kaiser des Heiligen Römischen Reiches stellte. Damit verlagerte sich der kulturelle Schwerpunkt des Reiches stärker in den sächsischen Raum. Mit der Ostexpansion des Reiches und der Gründung des Bistums Magdeburg wuchs besonders im Nordosten der Bedarf an prächtigen liturgischen Büchern. Stilistisch reicht die Epoche um einiges über die Regierungszeit des letzten ottonischen Kaisers, Heinrich II. bis gegen Ende des 11. Jahrhunderts hinaus. Da eine Epochenbezeichnung nach einer Herrscherdynastie neben der zeitlichen auch eine räumliche Eingrenzung bedeutet, spricht die Kunstwissenschaft außerhalb des Reiches von vorromanischer oder auch frühromanischer Kunst. Neben den Kaisern trat besonders der hohe Klerus als Auftraggeber von Prachthandschriften auf, dessen Stellung durch das Reichskirchensystem gestärkt war.
Die frühen ottonischen Handschriften stehen noch deutlich in der karolingischen Tradition. Wie diesen liegt den ottonischen Prachthandschriften eine programmatische Bezugnahme auf die antike Tradition zugrunde, so dass diese Epoche in Anlehnung an die Karolingische Renaissance als Ottonische Renaissance bezeichnet wird. Gleichwohl wurde der antike Naturalismus und Illusionismus, der in karolingischer Zeit noch in einigen Handschriften adaptiert worden war, nun ganz einer stilisierten Formensprache geopfert. Die wichtigsten Bindeglieder zwischen karolingischer und ottonischer Buchmalerei waren St. Gallen, das Kloster Fulda sowie das Kloster Corvey an der Weser, das 815/822 als karolingische Gründung auf sächsischem Gebiet entstand und die franko-sächsische Schule fortführte. Eine Hofschule wie in karolingischer Zeit scheint es nicht mehr gegeben zu haben. Die wichtigsten Kunstzentren zur Zeit Ottos I. waren Köln, wo sich ein unverwechselbarer malerischer Stil mit byzantinischem Einfluss entwickelte. Ihn zeichnen weich-fließende Saumlinien, die Abwesenheit der Symbole in Evangelistenbildern und die Tatsache aus, dass jeder oder zumindest fast jeder Bildseite eine Textseite gegenübersteht. Eine bedeutende Kölner Werkstatt war in St. Pantaleon ansässig. Daneben sind von großer Bedeutung die Entstehungsorte: Trier, Regensburg, vor allem das Kloster Reichenau, sowie die Skriptorien in Mainz, Prüm, Echternach und auch andernorts. Im 11. Jahrhundert kamen im bairisch-österreichischen Raum Tegernsee, Niederalteich, Freising und Salzburg hinzu.

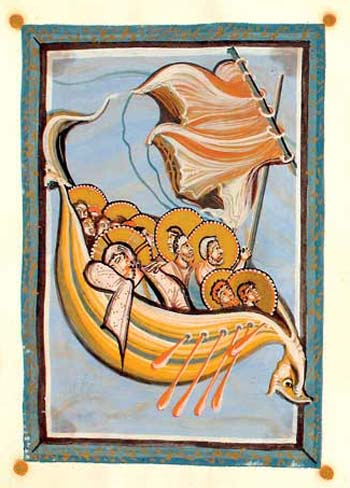
Hitda-Evangeliar (Köln, um 1020, Jesus und die Jünger beim Sturm auf dem See Genezareth)

Ein wichtiger Wegbereiter der ottonischen Buchmalerei war ein anonymer Künstler, der, teilweise im Auftrag König Ottos II., in Lorsch, Reichenau, Fulda und Trier wirkte.
In Fulda entwickelte sich eine eigene Malerschule, die den karolingischen Stil der Ada-Gruppe besonders stark konservierte. Ende des 10. Jahrhunderts trat das unter Bischof Bernward aufblühende Hildesheim als Kunstzentrum in Erscheinung. Ein weiteres Zentrum der Buchkunst war Köln. Etwa von 990 bis 1020 erreichte die ottonische Buchmalerei ihren Höhepunkt mit den wahrscheinlich auf der Reichenau entstandenen Werken der Liuthar-Gruppe. Die Reichenauer Manuskripte wurden 2004 von der UNESCO in die Liste des Weltdokumentenerbes aufgenommen.

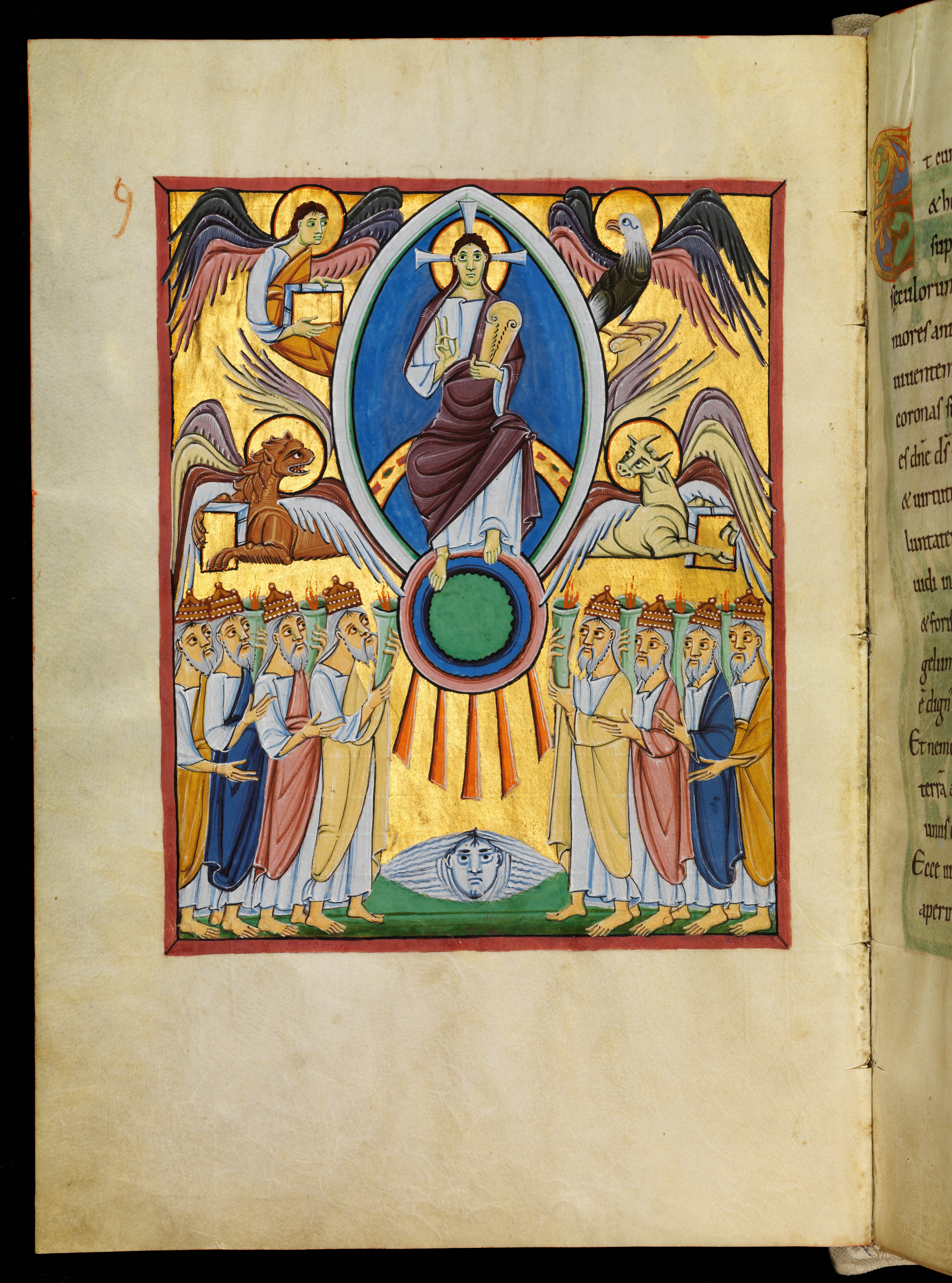
Bamberger Apokalypse (Reichenau, um 1020, Maiestas Domini)

Während der gesamten ottonischen Zeit war das Evangelistenbild ein zentrales Bildmotiv, daneben ragen das der Selbstdarstellung der Auftraggeber dienende Herrscherbild – häufig in Form eines Dedikationsbildes – und die Majestas Domini hervor. Dominierende Stilelemente sind symmetrische, flächige Darstellungen mit monumentalem Charakter. Viele der ottonischen Illustrationen sind ganzseitig, teilweise in zwei Bildfelder unterteilt. Große, überlange und ausdrucksvolle Figuren mit ekstatisch-suggestiver Gebärdensprache und der Mut zu leeren, einfarbigen Flächen – meist Goldgrund – kennzeichnen den charakteristischen Stil dieser Manuskripte, die im 20. Jahrhundert den Expressionismus stark beeinflusst haben. Räumliche Tiefe fehlt den Illustrationen völlig, insgesamt ist der Formenapparat der ottonischen Malerei stark reduziert.
Die frühe salische Zeit steht noch in der Kontinuität der ottonischen Epoche. Unter Kaiser Heinrich III. stieg die Echternacher Malschule zum führenden Skriptorium auf.
Im Westfrankenreich, wo im 10. Jahrhundert mit den Ottonen vergleichbare Auftraggeber fehlten, litt die Buchmalerei stark unter dem Verfall der Königsmacht und der karolingischen Kirche. Die französische Kunstlandschaft wies starke regionale Unterschiede auf. Zentren waren im Südwesten Limoges und im Loiregebiet Fleury. Im Norden dominierte das Klosterskriptorium von St. Bertin unter Abt Odbert (986–1007), der englische Maler an seine Werkstatt holte, die dortige Buchmalerei. Wenig später treten auch die Klöster von Saint-Denis und Saint-Germain-des-Prés bei Paris, Saint-Vaast bei Arras, Saint-Amand sowie Saint-Germain-des-Prés mit reich illuminierten Manuskripten hervor.

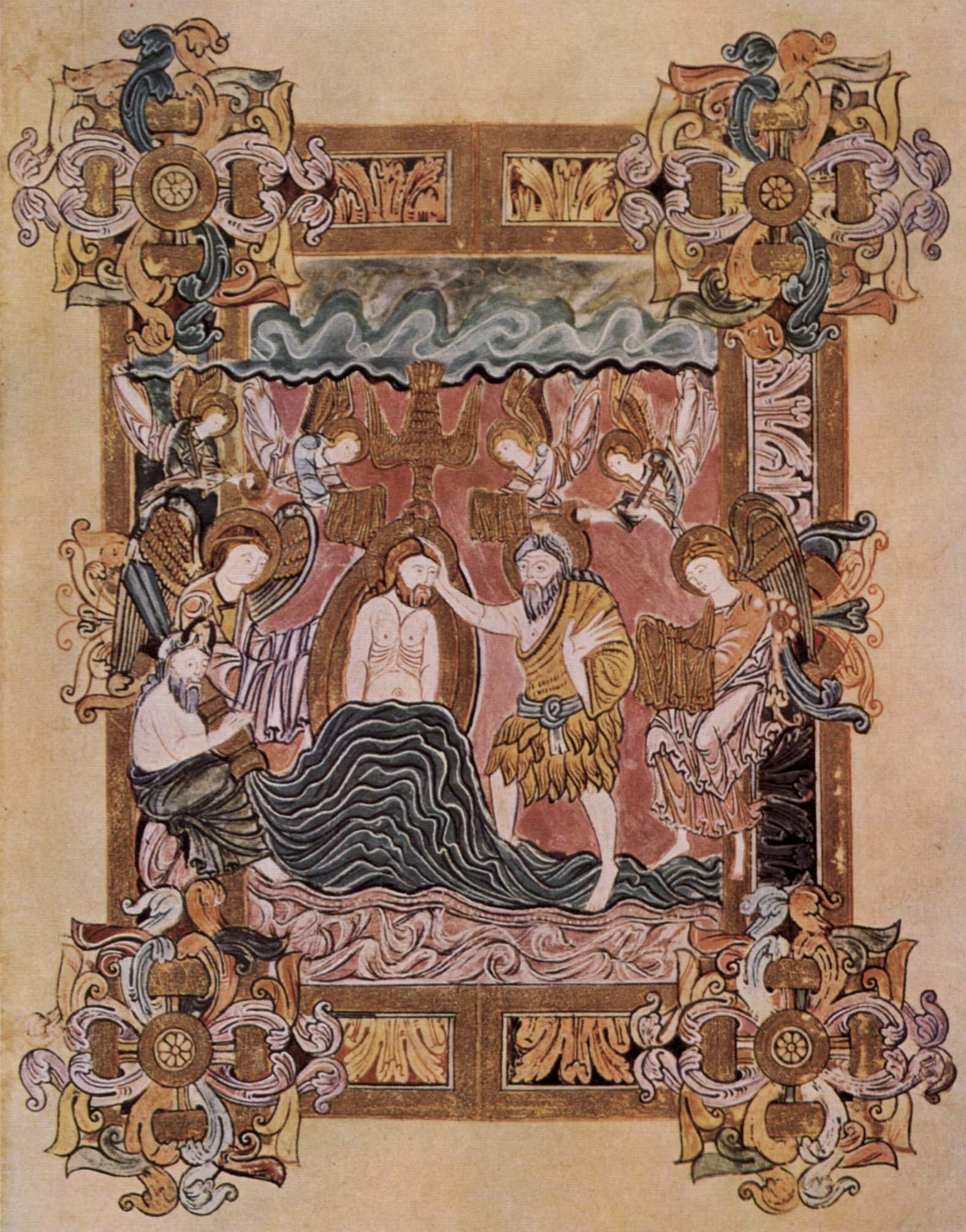
Benediktionale des heiligen Æthelwold (Winchester, 975–980, Taufe Christi)

In England beförderte der singuläre, aus Aachen stammende Utrecht-Psalter, der sich zwischen Ende des 10. Jahrhunderts und 1200 in Canterbury befand, die Rezeption der karolingischen Kunst der Metzer Schule. In der Abtei Winchester entwickelte sich seit dem 10. Jahrhundert ein eigenwilliger illusionistischer Zeichenstil, der in England lange bestimmend blieb. Hauptwerke dieser Schule sind das um 980 geschriebene Benedictionale des Æthelwold und das Pontifikale des Erzbischofs Robert mit kleinteiliger Gewandfaltung und starker Betonung der Bewegungen. In den folgenden Jahrzehnten nahm der englische Zeichenstil mit überlangen Figuren und noch größerer Bewegtheit an Stilisierung zu, bis sie sich nach der Jahrhundertmitte dem romanischen Figurenstil annäherte.

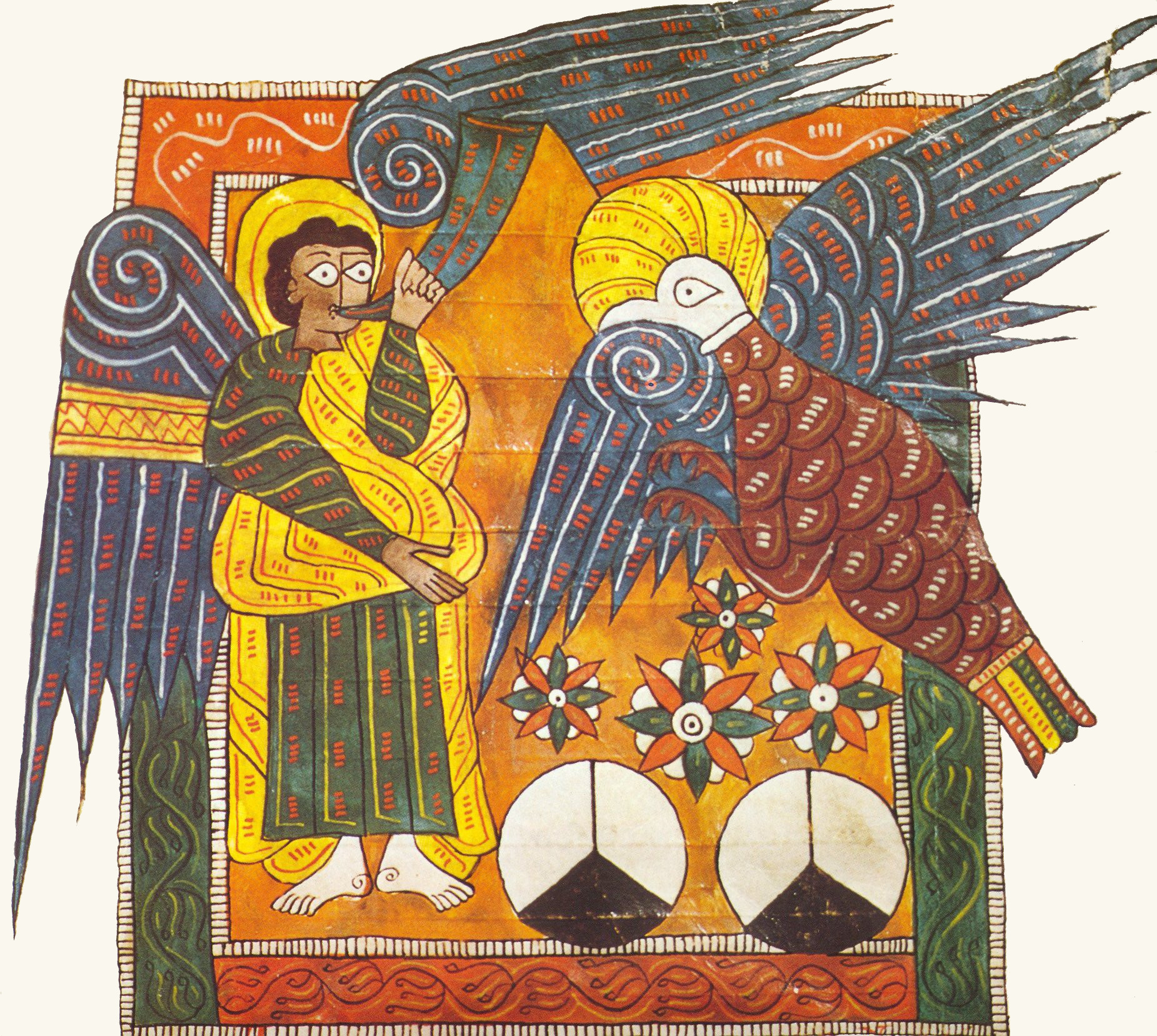
Beatus Escorial (um 950–955, der vierte Engel bläst die Trompete)

Weitgehend isoliert von den stilistischen Entwicklungen im übrigen Europa, aber in unmittelbarer Auseinandersetzung mit der islamischen Kultur, die seit dem 8. Jahrhundert auf der iberischen Halbinsel Fuß gefasst hatte, bildete sich im christlichen Spanien ein ganz eigener, mozarabischer Stil mit sehr schematisierter Formensprache heraus. Intensive, großflächig aufgetragene Farben und die völlige Negation des Raumes kennzeichnen die illustrierten Handschriften aus den christlichen Landesteilen León, Kastilien und Asturien.
Das wichtigste Buch Spaniens wurde ein Apokalypsenkommentar des asturischen Mönchs Beatus von Liébana aus dem Jahr 776, von dem vor allem aus dem 10. und 11. Jahrhundert 32 meist illustrierte Exemplare überliefert sind. Daneben war die Bibel das am häufigsten illuminierte Buch. Die katalanische Buchmalerei wurde stärker von Frankreich beeinflusst und war so durch eine andere Formensprache geprägt.
Ein Zentrum der italienischen Buchmalerei war Mailand. In der zweiten Hälfte des 11. Jahrhunderts wurden in Rom und in Umbrien die sogenannten Riesenbibeln hergestellt, die sich an der karolingischen Buchmalerei orientierten und für die romanische Buchmalerei Mittelitaliens bestimmend werden sollten.

#### Romanik

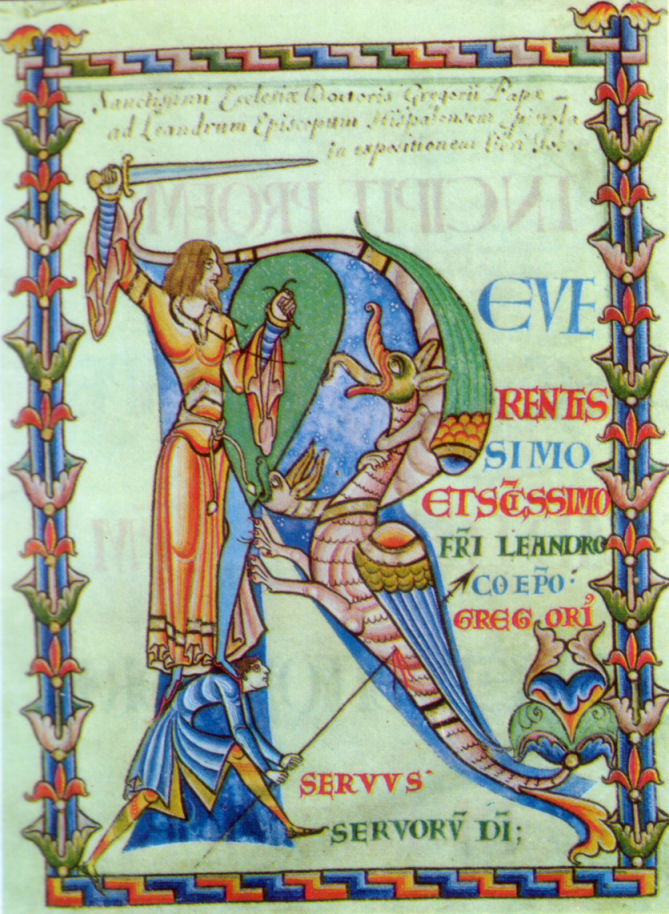
Moralia in Iob (Cîteaux, 1109/11, R-Initiale mit der Darstellung eines Kampfes mit einem Drachen)

Etwa ab dem späten 11. Jahrhundert fasst man, ausgehend von der Architektur, die bis dahin auch regional unterschiedenen europäischen Kunststile als Romanik zusammen. Einerseits nahm die Zahl der produzierten Handschriften beträchtlich zu, gleichzeitig verwischten die landschaftlichen Unterschiede zugunsten eines relativ einheitlichen Formenvokabulars, wenn dieses auch stark von der jeweiligen Künstlerpersönlichkeit des Buchmalers individuell ausgestaltet war. Der charakteristische Buchtyp der Romanik war die große illustrierte Bibel. Besonders nördlich der Alpen war sie vorwiegend mit historisierten, das heißt mit figürlich gestalteten Initialen ausgeschmückt, die unabhängig vom illustrierten Text mit Fabelwesen, Chimären, zoomorphen Gestalten oder auch Alltagsszenen bevölkert wurden, die in der repräsentativen Kunst noch keinen Platz hatten. Charakteristische Stilelemente der Romanik sind feste Umrisslinien, eine klare Gewichtsverteilung der Figuren und ornamentale Symmetrie. Wahrscheinlich beruht ein Großteil der romanischen Miniaturen – ausgenommen die typischen Zierbuchstaben – auf der monumentalen Wandmalerei. Diese Abhängigkeitsverhältnisse sind heute kaum noch nachzuzeichnen, da sich nur sehr wenige romanische Fresken erhalten haben.

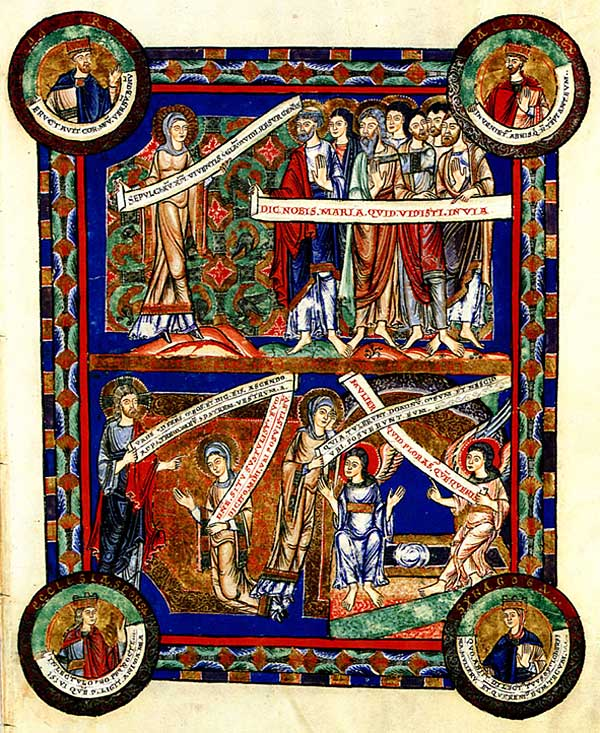
Evangeliar Heinrichs des Löwen (Kloster Helmarshausen, um 1170/1180)

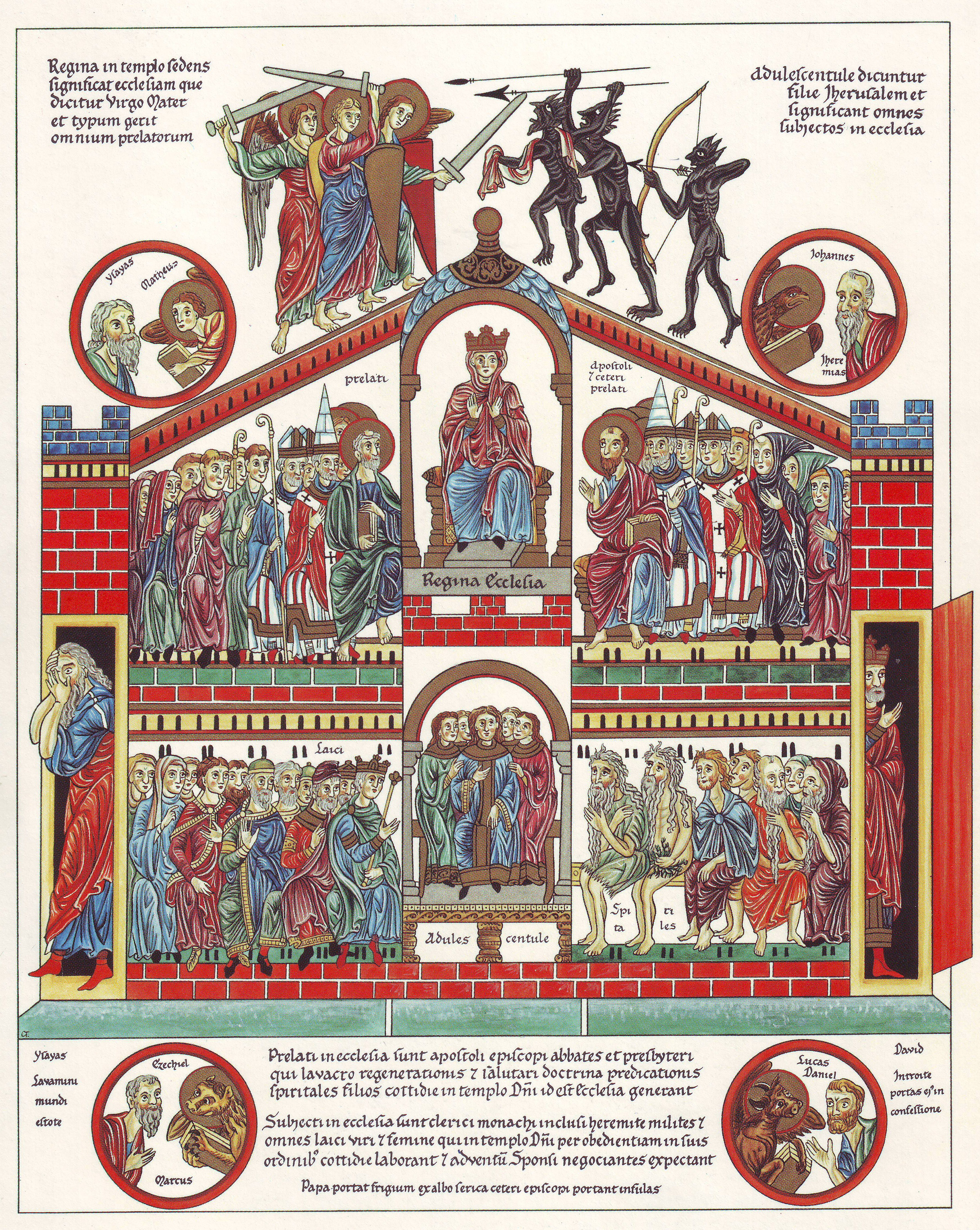
Darstellung der Kirche („Regina Ecclesia“) mit den Gläubigen aus dem Hortus Deliciarum der Herrad von Landsberg, Frauenkloster Odilienberg, um 1175

Als wichtigste Auftraggeber traten nun vor allem Bischöfe, Äbte und andere hohe Kleriker in Erscheinung, während Könige und Fürsten in der romanischen Epoche kaum noch als Stifter tätig waren. Als Ausnahme muss hier Heinrich der Löwe genannt werden. Auf die zahlreichen Klostergründungen der Reformorden im 11. und vor allem im 12. Jahrhundert geht der sprunghafte Anstieg der Buchproduktion zurück. Besonders einflussreich wurde die zisterziensische Buchmalerei, bis die bilderfeindliche Einstellung Bernhards von Clairvaux in der zweiten Hälfte des 12. Jahrhunderts Illustrationen und historisierte Initialen weitgehend unterband. Wichtige Impulse gingen für die Buchmalerei von den Reformklöstern Cluny und Cîteaux aus. Förderlich für den Austausch von Büchern war die straffe Organisation zwischen Mutter- und Tochterklöstern.
Die italienischen Zentren der Buchmalerei waren Rom und Monte Cassino, wo die Rezeption byzantinischer Stilelemente maßgeblichen Einfluss auf die romanische Buchmalerei des Abendlandes ausüben sollte. Abt Desiderius, der spätere Papst Viktor III. holte byzantinische Maler an das Skriptorium des Klosters von Monte Cassino, die hier einen Stil entwickelten, der sich bald über ganz Europa verbreiten sollte. Gegen 1100 war im ganzen Abendland ein byzantinischer Einfluss zu spüren, den etwa in Köln dort tätige italienische Künstler vermittelten. Die norditalienischen Skriptorien standen den mitteleuropäischen näher: Ivrea, Vercelli, Mailand, Piacenza, Modena, Polirone und Bobbio.
Hatte die französische Buchmalerei seit karolingischer Zeit stark an Ausstrahlungskraft verloren, so gewann sie in romanischer Zeit eine Hegemonialstellung in Europa, die wesentlich von den Klöstern Cluny und Cîteaux ausging. Während sich für Cîteaux die Stilentwicklung des Skriptoriums nachzeichnen lässt, ist dies für Cluny nicht möglich, da die Klosterbibliothek während der französischen Revolution zerstört wurde. Im Süden blieben die seit karolingischer Zeit produktiven Klöster bestimmend: Neben Limoges vor allem Albi und Saint-Gilles. Mehr und mehr rückte der Schwerpunkt der französischen Kunst in die Île de France, nach Chartres, Laon und Paris, wo die Universität von Paris ein bestimmender Faktor für die Buchproduktion war.

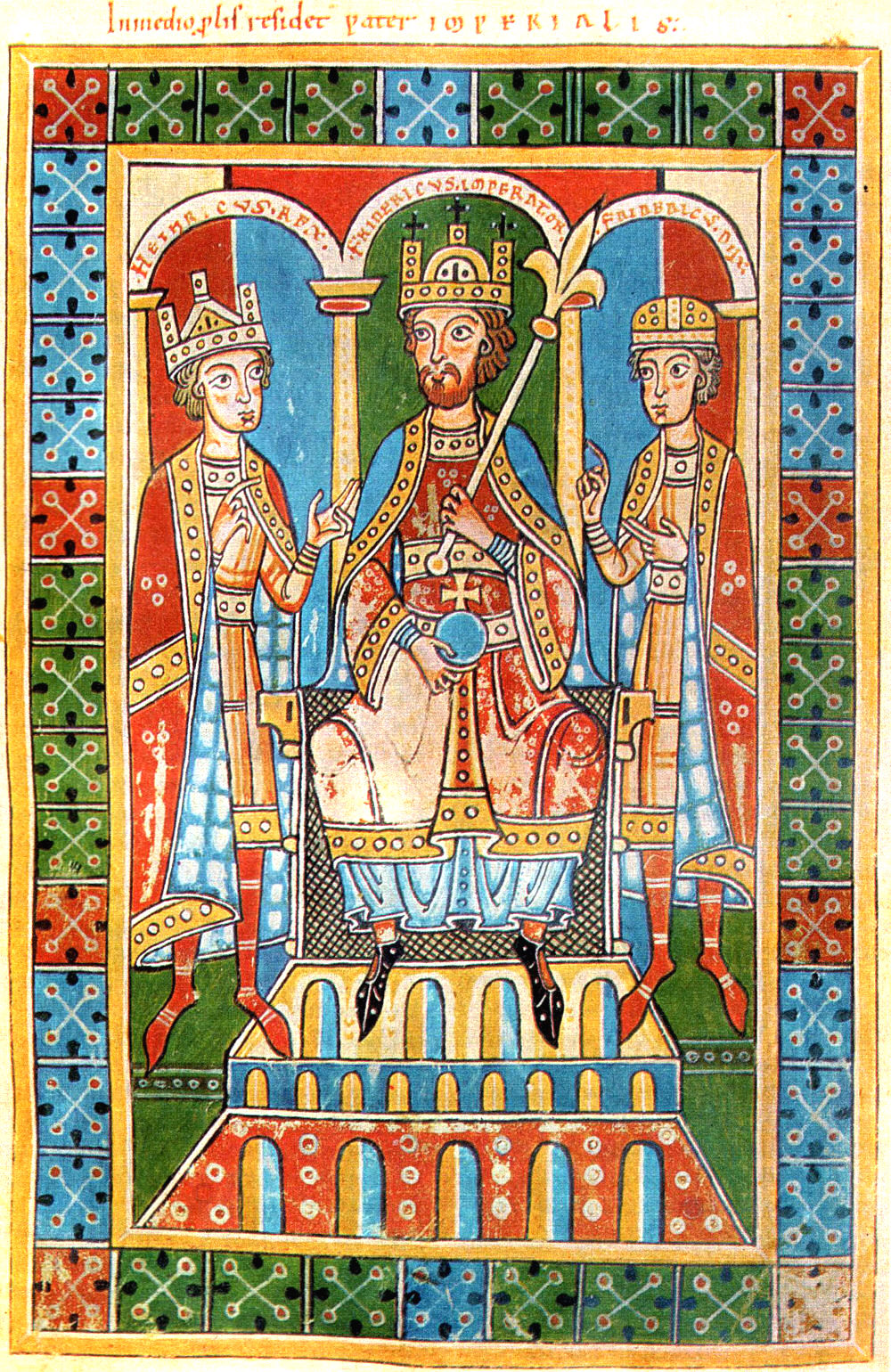
Welfenchronik (Weingarten, um 1190, Friedrich Barbarossa mit seinen Söhnen)

Das Maasland mit der Lütticher Kathedrale St. Lambertus und verschiedenen Klöstern im Umland war ein besonders einflussreiches Zentrum der romanischen Buchmalerei, das auch die Malschulen des Rheinlandes stark prägte: Köln, Siegburg, Prüm, Mainz, Maria Laach, Trier und Arnstein. Die rheinisch-thüringische Schule stand ebenso unter starkem byzantinischem Einfluss wie diejenige Salzburgs, die vornehmlich auf Sankt Florian, Admont und Mondsee einwirkte. In Süddeutschland, besonders in Schwaben, blühte die Buchmalerei unter anderem im cluniazensischen Reformkloster Hirsau, im welfischen Hauskloster Weingarten, dem elsässischen Frauenkloster Odilienberg und in den Klöstern Murbach, Zwiefalten, Regensburg, Würzburg sowie Bamberg. Die sächsisch-westfälische Buchmalerei wurde in Corvey, Hildesheim, Halberstadt, Helmarshausen und Goslar geprägt.
Der nach den eckig gebrochenen Faltenwürfen benannte Zackenstil leitet in Deutschland von der Romanik zur Gotik über, die sich hier regional unterschiedlich etwa zwischen 1260 und 1300 durchsetzte.
In England dominierte zunächst weiterhin der Zeichenstil, der die angelsächsische Buchmalerei unter dem Einfluss des Utrechter Psalters in der Vorromanik geprägt hatte. Winchester und Canterbury blieben die bestimmenden Skriptorien, zu denen sich St. Albans, Rochester, Malmesbury, Hereford, Sherborne, Winchcombe und London gesellten. In der zweiten Hälfte des 12. Jahrhunderts bildete sich dann aber auch hier eine raffinierte Deckfarbenmalerei heraus. Begünstigt wurde das Eindringen romanischer Stilelemente durch die Verbindungen zu Frankreich seit der Eroberung Englands durch die Normannen 1066.

#### Gotik

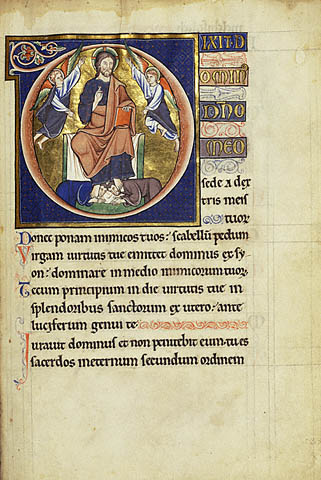
Ingeborg-Psalter (Frankreich, um 1195, Thronender Christus)

In Frankreich und England setzte die Gotik in der Buchmalerei um 1160/70 ein, während in Deutschland noch bis um 1300 romanische Formen dominant blieben. Während der gesamten gotischen Epoche blieb Frankreich als führende Kunstnation bestimmend für die stilistischen Entwicklungen der Buchmalerei. Zeitgleich mit dem Übergang von der Spätgotik zur Renaissance verlor die Buchmalerei ihre Rolle als eine der bedeutendsten Kunstgattungen infolge der Verbreitung des Buchdrucks in der zweiten Hälfte des 15. Jahrhunderts.

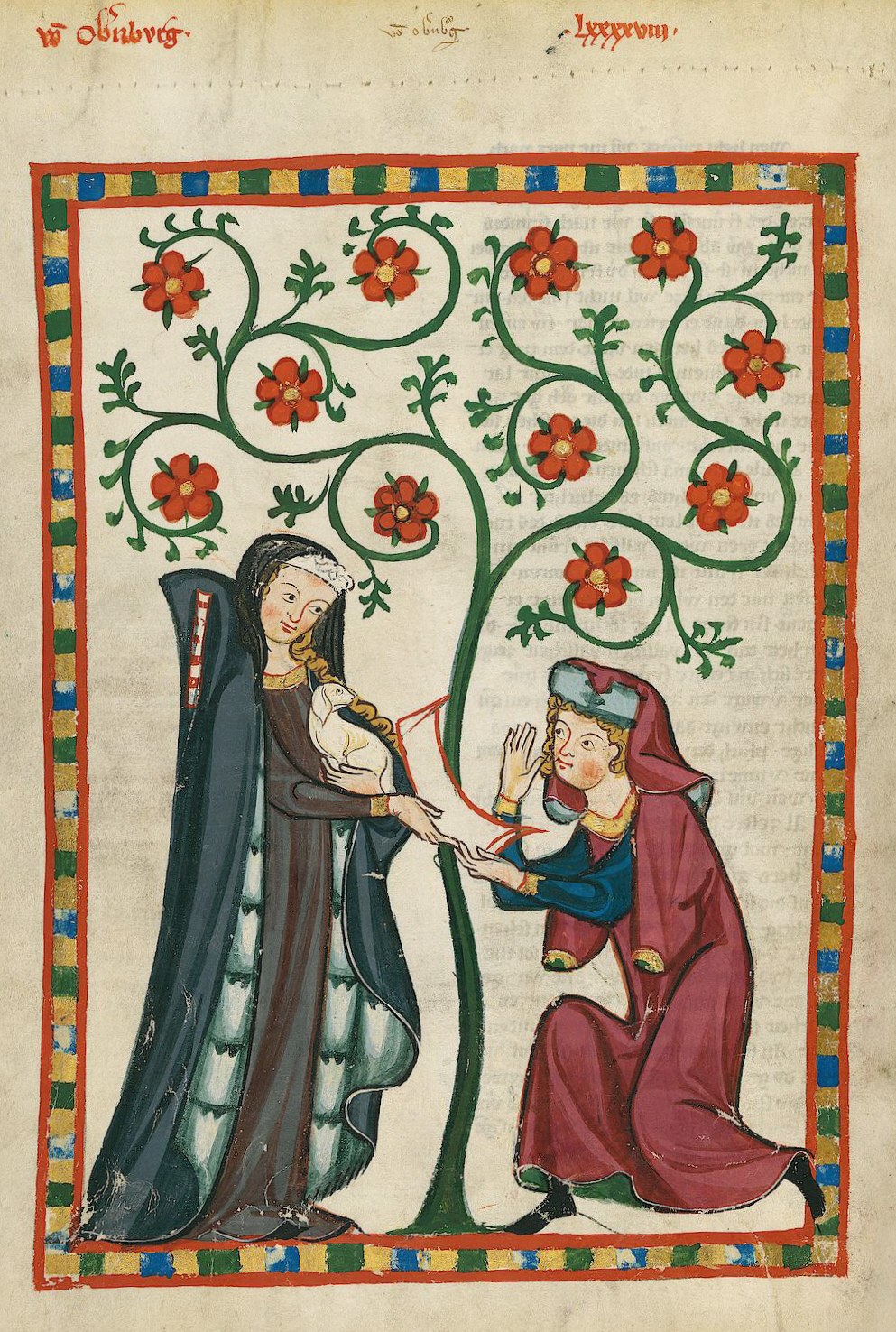
Codex Manesse, fol 342 v.

An der Wende vom 12. zum 13. Jahrhundert trat die kommerzielle Buchherstellung an die Seite der monastischen Buchproduktion. Ausgangspunkt für diesen gravierenden Einschnitt waren die Universitäten, für die Buchmalerei war jedoch der hohe Adel bedeutsamer, der wenig später als Auftraggeber weltlicher höfischer Literatur hinzukam. Der meistillustrierte Buchtyp war das für den privaten Gebrauch bestimmte Stundenbuch. Mit der Herausbildung kommerzieller Ateliers treten in der Gotik immer mehr Künstlerpersönlichkeiten namentlich in Erscheinung. Ab dem 14. Jahrhundert wurde der Meister typisch, der eine Werkstatt leitete, mit der er sowohl in der Tafel-, als auch in der Buchmalerei tätig war.
Stilistische Charakteristika, die während der gesamten Gotik gültig blieben, waren ein weicher, durchschwungener Figurenstil mit geschmeidigem, kurvig linearem Duktus, höfische Eleganz, überlängte Figuren und fließende Faltenwürfe. Weitere Kennzeichen waren die Verwendung zeitgenössischer architektonischer Elemente zur dekorativen Gliederung der Bildfelder. Ab der zweiten Hälfte des 12. Jahrhunderts fanden in ganz Europa meist rote und blaue Fleuronné-Initialen als typische Dekorform der Manuskripte des unteren und mittleren Ausstattungsniveaus Verwendung. Selbständige Szenen boten als historisierte Initialen und Drolerien am unteren Bildrand Raum für phantasievolle, vom illustrierten Text unabhängige Darstellungen und trugen wesentlich zur Individualisierung der Malerei und zur Abkehr von erstarrten Bildformeln bei. Ein naturalistischer Realismus mit Perspektive, räumliche Tiefenwirkung, Lichteffekte und realistische Anatomie der dargestellten Personen setzte sich, ausgehend vom Realismus der Kunst der südlichen Niederlande, im Laufe des 15. Jahrhunderts zunehmend durch und weist auf die Renaissance.

#### Renaissance

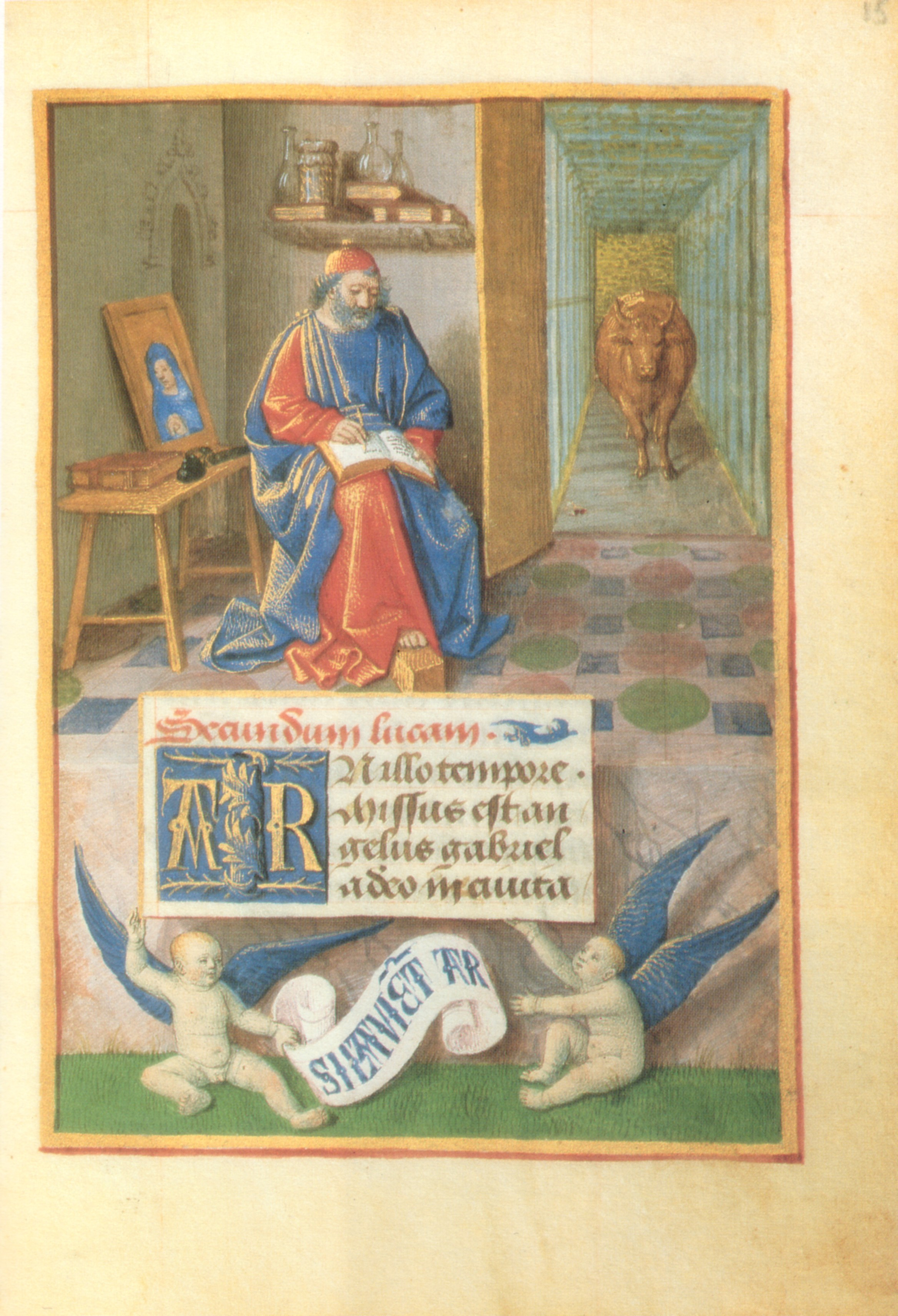
Jean Fouquet: Stundenbuch des Jean Robertet (Frankreich, um 1460–1465)

Die Buchmalerei der Renaissance verlor ihre Bedeutung als eine der großen Gattungen der bildenden Kunst, die innerhalb der Malerei gleichberechtigt neben der Tafel- beziehungsweise Leinwand- und der Wandmalerei stand, mit dem Aufkommen des Buchdrucks, der untrennbar mit dem Zeitalter der Renaissance verknüpft ist. Durch drucktechnische Verfahren – zunächst der Holzschnitt, dann der Kupferstich – entwickelte sich auch die Buchillustration vom individuellen Kunstwerk zu einem für breite Schichten erschwinglichen Massenmedium, das die Buchmalerei sehr schnell fast völlig verdrängte.

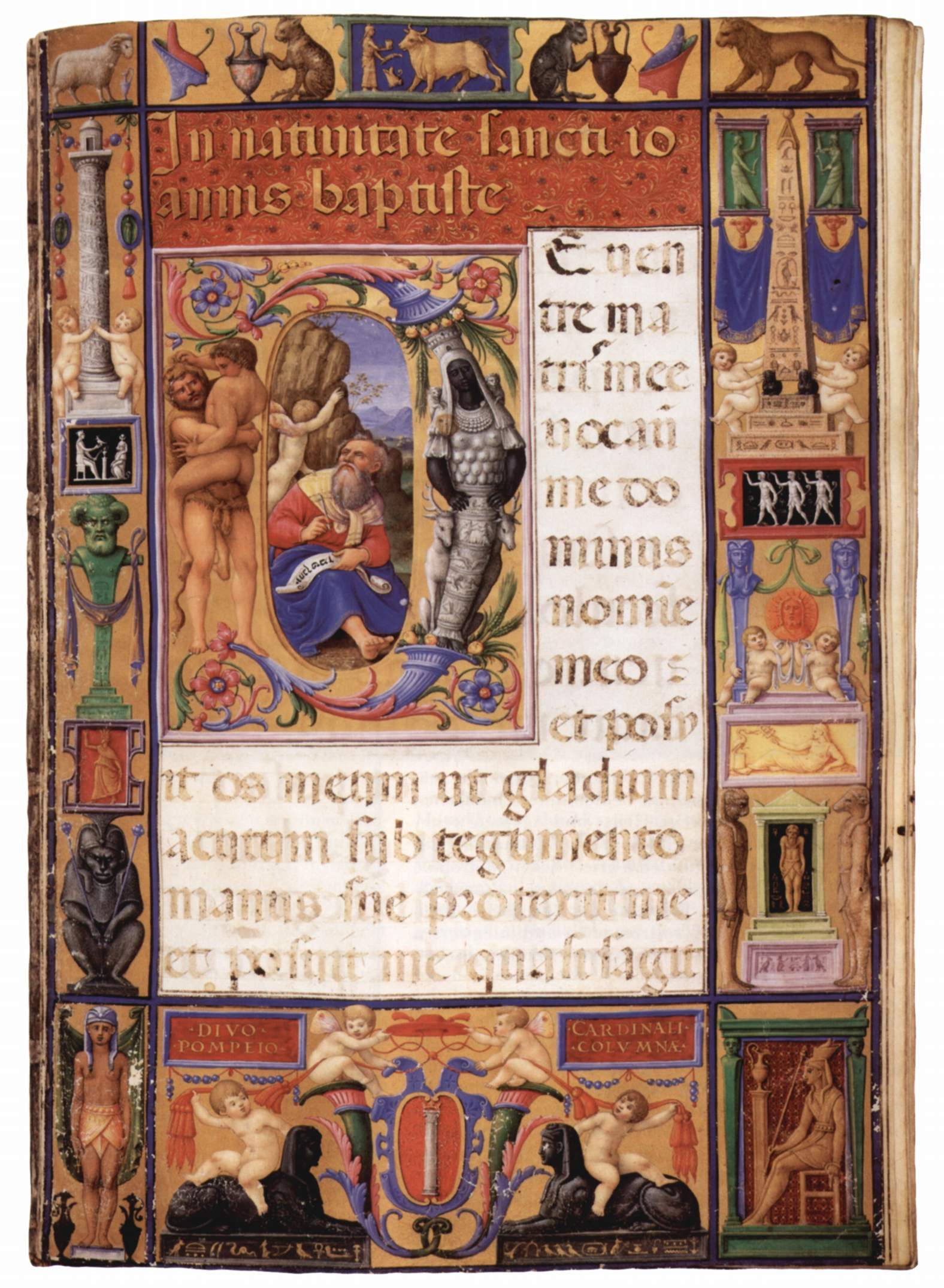
Giulio Clovio: Colonna-Missale (Italien, um 1532)

Nur wo Texte lediglich für Einzelausgaben gedacht waren und sich ein Druck deshalb nicht lohnte, lebte die Buchmalerei in der Frühen Neuzeit noch fort. Zu den illustrierten Buchtypen gehörte besonders das Hausbuch, wie es beispielhaft in einem Exemplar von Schloss Wolfegg überliefert ist, oder Familienchroniken, wie die Zimmerische Chronik aus der Mitte des 16. Jahrhunderts, in denen besonders heraldische Malereien zu finden sind. Auch lokale Privilegien und Statuten entstanden in illustrierten Einzelexemplaren. Eine besondere Form des illustrierten Buches waren riesige Antiphonare, Chorbücher, die für den gesamten Chor lesbar sein mussten und deren Buchschmuck vor allem in historisierten Initialen bestand. Die prächtigsten ausgeschmückten Buchtypen des 15. und 16. Jahrhunderts waren die für die private Andacht bestimmten Gebets- und Stundenbücher, in Italien kamen Schriften der Humanistenliteratur hinzu. Viele dieser frühneuzeitlichen Bücher sind nicht mit Deckfarbenmalerei, sondern mit teilweise kolorierten Federzeichnungen illustriert.
Ein besonderes Feld der frühneuzeitlichen Buchmalerei waren exklusive Werke für Bibliophile, die auf Unikate nicht verzichten wollten. Mitunter wurden auch Drucke nachträglich mit Illustrationen versehen.
An der Schwelle von der Gotik zur Renaissance stehen unter anderem Jean Fouquet, Barthélemy d’Eyck, während Giulio Clovio oder Albrecht Altdorfer bereits eindeutig der Renaissance zuzurechnen sind. Unter den Buchmalern des 16. Jahrhunderts sind die Familie Glockendon in Nürnberg, Hans Mielich in München, Jörg Kölderer in Tirol, Jean Bourdichon in Frankreich, Attavante degli Attavanti in Florenz, die Familie Bening in Brügge und Georg Hoefnagel in Antwerpen und Wien zu nennen, die unter anderem für die Kaiser Friedrich III., Maximilian I., Karl V. und Rudolf II. sowie für Lorenzo di Medici, den ungarischen König Matthias Corvinus und Erzherzog Ferdinand von Tirol arbeiteten.
Charakteristisch für die Renaissancekünstler ist eine Annäherung der Buchillustration an das autonome Kunstwerk, das Tafelbild. Alle Errungenschaften der Renaissance-Kunst, besonders die malerische Beherrschung der Perspektive und Räumlichkeit, fanden aus Italien kommend auch Eingang in die Buchmalerei. Gleichzeitig entwickelten sich die historisierten Initialen zu Bilderrahmen der Miniaturen, die eigentliche Zierinitiale dagegen verschwand. Ein anderes wesentliches Merkmal war die Auseinandersetzung mit antiken Buchillustrationen, die sich nicht zuletzt in antikisierenden Dekorationselementen wie architektonischen Rahmen, Reliefs, Medaillons oder Putten niederschlug. Typischerweise wurde der zu illustrierende Text mehr und mehr Teil des Bildes und häufig auf Schrifttafeln in die Komposition integriert.

## Byzantinische Buchmalerei

### Historische Bedingungen

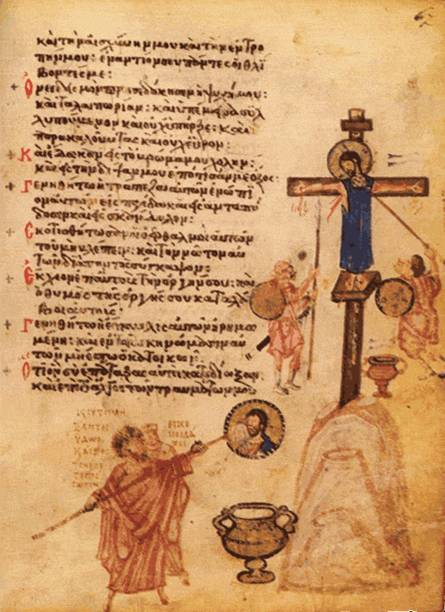
Chludow-Psalter (zwischen 780 und 815). Ein Soldat reicht Christus Essig in einem Schwamm an einer Stange, davor eine Karikatur des letzten ikonoklastischen Patriarchen von Konstantinopel, Johannes VII. Grammatikos, der ein Christus-Bild mit einem ähnlichen Schwamm an einer Stange auswischt.

Das christlich und seit dem 7. Jahrhundert griechisch geprägte Staatswesen Byzanz wurde kulturell wie politisch völlig von seiner 324/330 gegründeten Metropole Konstantinopel dominiert, wo der kaiserliche Hof der wichtigste Auftraggeber war.
Anders als in West- und Mitteleuropa führte die byzantinische Kunst das antike Erbe des ehemaligen Oströmischen Reichs bis zu seinem Ende im 15. Jahrhundert ohne Unterbrechung traditionsbewusst fort, wenn auch mit Wellen der Erneuerung. Einen wichtigen Einschnitt für die Kunst bedeutete der byzantinische Bilderstreit, der zwischen 726 und 843 den religiösen Bilderkult unterband, ehe die byzantinische Kunst vom 9. bis ins 11. Jahrhundert eine neue Blüte erlebte. Verglichen mit der Vielzahl der Stile und Epochen der westlichen Buchmalerei ist die byzantinische trotz dieses vorübergehenden Bruchs von außerordentlicher Homogenität, Kontinuität und dem Beharren auf der antiken Bildsprache geprägt.
Alle Renaissancen der abendländischen Kunst, seien es die karolingische, die ottonische oder die der Frühen Neuzeit, verdanken der byzantinischen Kunst deshalb wesentliche Impulse. Der Buchmalerei kam dabei eine wesentliche Mittlerrolle zu, denn nur das Medium Buch gelangte unmittelbar in den Westen und konnte dort in den Skriptorien kopiert werden. Teilweise waren byzantinische Künstler auch in den abendländischen Ateliers tätig. Mit dem Exarchat von Ravenna und dem Katepanat Italien besaß Byzanz noch bis in das 8. Jahrhundert wichtige Brückenköpfe im Westen. Später war die Republik Venedig ein bedeutender Verbündeter und Handelspartner, über den der kulturelle Austausch lief. Erst mit der Zerschlagung des byzantinischen Reichs durch den vierten Kreuzzug, bei dem gegen den Protest des Papstes Innozenz III. Konstantinopel 1204 eingenommen und geplündert wurde und durch den die byzantinische Kunst einen erheblichen Einbruch erlebte, brachen die Kontakte weitgehend ab.
Während die Slawen im Norden und Osten im 9. und 10. Jahrhundert christianisiert und unter den Einfluss Konstantinopels gebracht werden konnten, stellten im Osten und Süden Angriffe zunächst der Perser, dann der Araber sowie der Bulgaren, Mongolen und Türken eine ständige Bedrohung dar. Nach Jahrhunderten des Existenzkampfes ging das Byzantinische Reich 1453 mit dem Fall Konstantinopels schließlich unter. Viele byzantinische Gelehrte flohen in der Folge nach Italien und brachten zahlreiche antike und byzantinische Bücher mit. In Konstantinopel fiel ein Großteil der Kunstwerke den Plünderungen und Zerstörungen der Eroberer zum Opfer.

### Konstantinopel und das byzantinische Reich

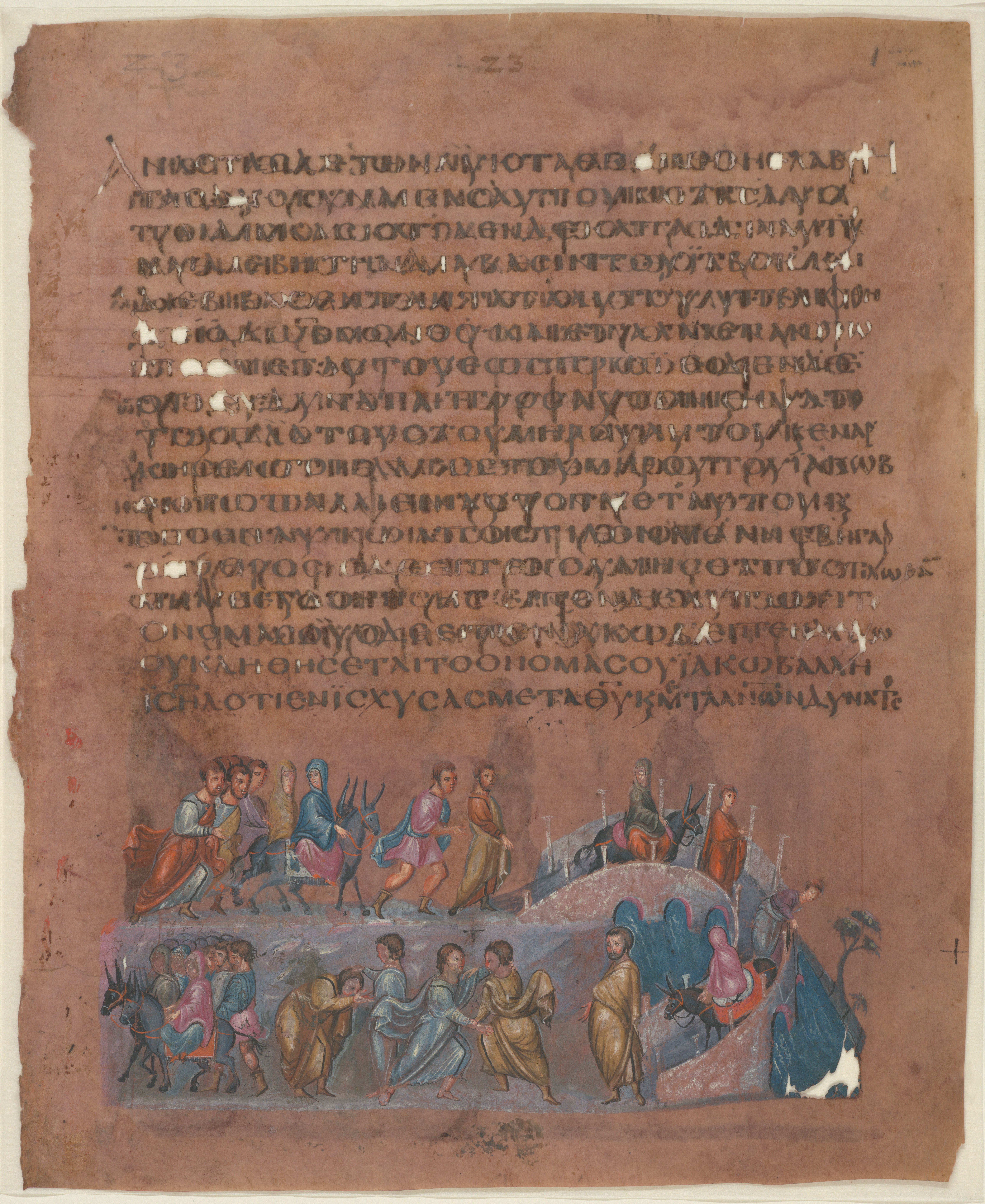
Wiener Genesis (Konstantinopel, Anfang des 6. Jahrhunderts, Geschichte Jakobs)

Stilistisch sind antike und byzantinische Kunst nicht deutlich voneinander zu trennen. Üblicherweise wird die Epoche Justinians I. (527–565) als Beginn und erster Höhepunkt der byzantinischen Kunst betrachtet, da nun Konstantinopel das bestimmende Sammelbecken für alle künstlerischen Kräfte des gesamten Reiches wurde, die in dem Kaiser ihren bedeutendsten Auftraggeber hatten. Die als Justinianische Renaissance bezeichnete Epoche war von einer produktiven renovatio der klassischen Formensprache gekennzeichnet, die die verschiedenen Strömungen der nachantiken Kunst zu einer Einheit verschmolz. Der ästhetische Charakter der justinianischen Kunst blieb für die byzantinische Kunst für Jahrhunderte vorbildhaft.

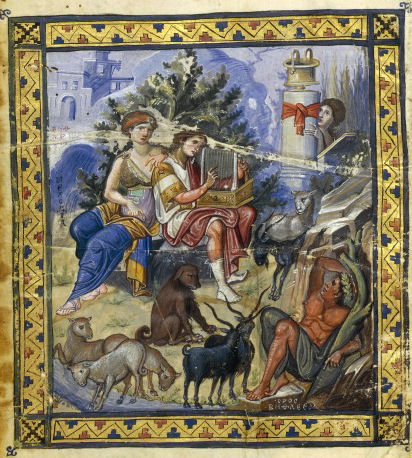
Pariser Psalter, (Konstantinopel, um 975): David von Personifikationen und Tieren umgeben

In der Zeit des byzantinischen Bilderstreits im 8. und 9. Jahrhundert beschränkte sich die liturgische Buchmalerei auf Kreuze und Ornamente, nur vereinzelt sind religiöse illustrierte Handschriften überliefert. Die Illustration weltlicher Themen war dagegen vom Ikonoklasmus anscheinend nicht betroffen. Dennoch riss die Tradition so weit ab, dass Illustrationen kirchlicher Bücher nach 843 mit steifen Figuren, maskenhaften Gesichtern und linearem Faltenstil zunächst nicht an die frühere Qualität anschließen konnten.

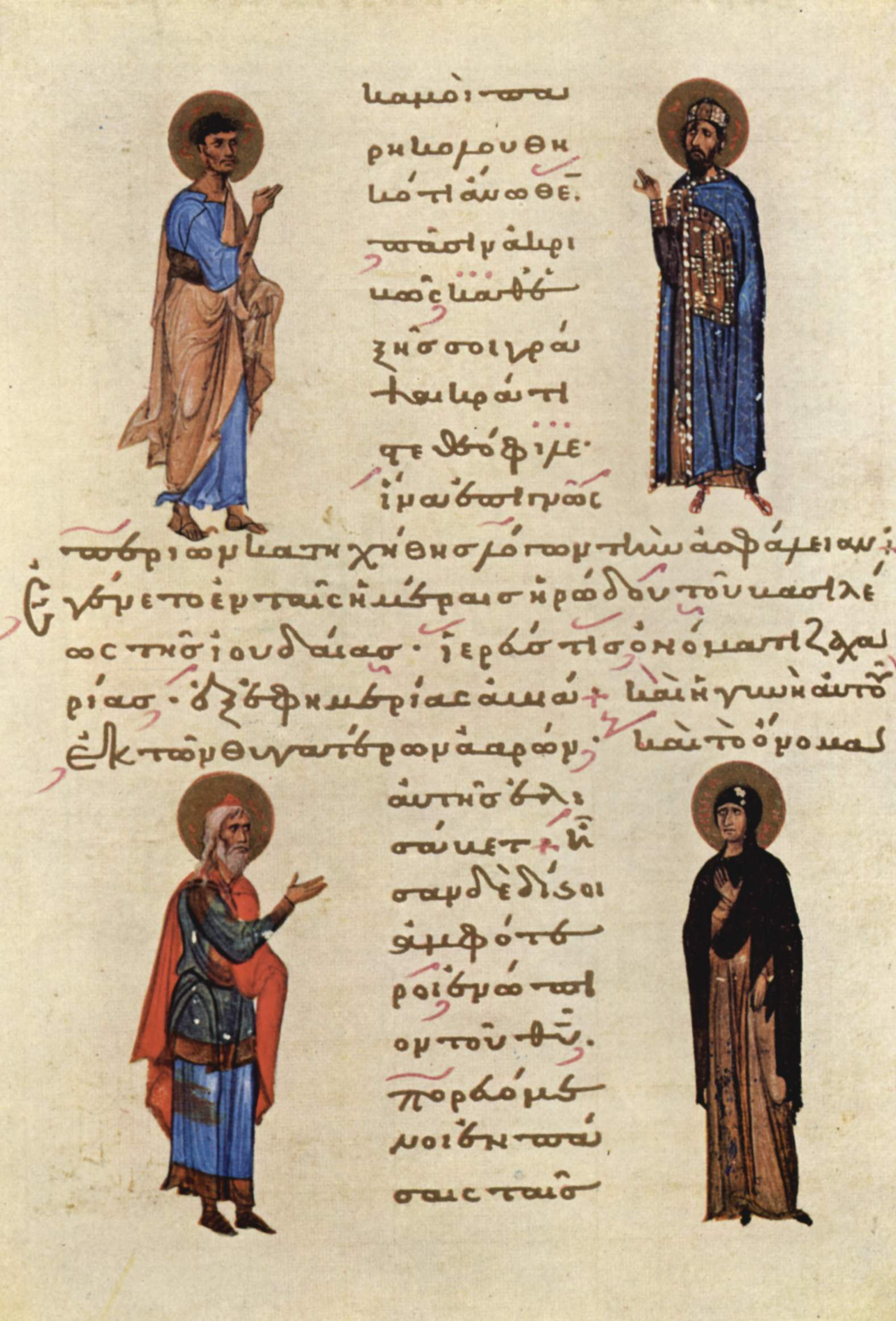
(Konstantinopel, um 1020, Vier Heilige)

Nach dem Bilderstreit griffen die Illustratoren wieder auf den Fundus illustrierter Bücher aus der spätantik-frühchristlichen Zeit zurück. Neuen Auftrieb erfasste die Buchmalerei seit Basileios I. aus der makedonischen Dynastie, nach der diese Kunstepoche die Bezeichnung „Makedonische Renaissance“ erhielt. Das 10. Jahrhundert brachte Meisterwerke hervor, deren Merkmale Landschaftsdarstellungen mit Atmosphäre, ausdrucksvolle, malerisch durchgestaltete Gesichter und ein klassischer Figurenkanon waren. Den individuell gestalteten Illustrationen gelang es dabei, eigene Schöpfungen im Geist der Antike zu schaffen, ohne überkommene Vorlagen sklavisch zu kopieren.
Um das Jahr 1000 verließ die byzantinische Buchmalerei den aus der Antike übernommenen naturalistischen und eleganten Stil der makedonischen Renaissance. Der sich nun durchsetzende Modus ist von scharf konturierten Gesichtern und Gewändern, manierierten Bewegungen, unorganischen, überlangen Gestalten, wirklichkeitsferne Landschaften und Architekturen sowie einem weitgehenden Verzicht auf Körperlichkeit und Raumtiefe geprägt.

### Einflussbereiche der byzantinischen Kunst
Die byzantinische Tradition wird bis heute vor allem durch die orthodoxen und altorientalischen Kirchen verkörpert, die unmittelbar auf dem byzantinischen Ritus beruhen.

#### Vorderasien

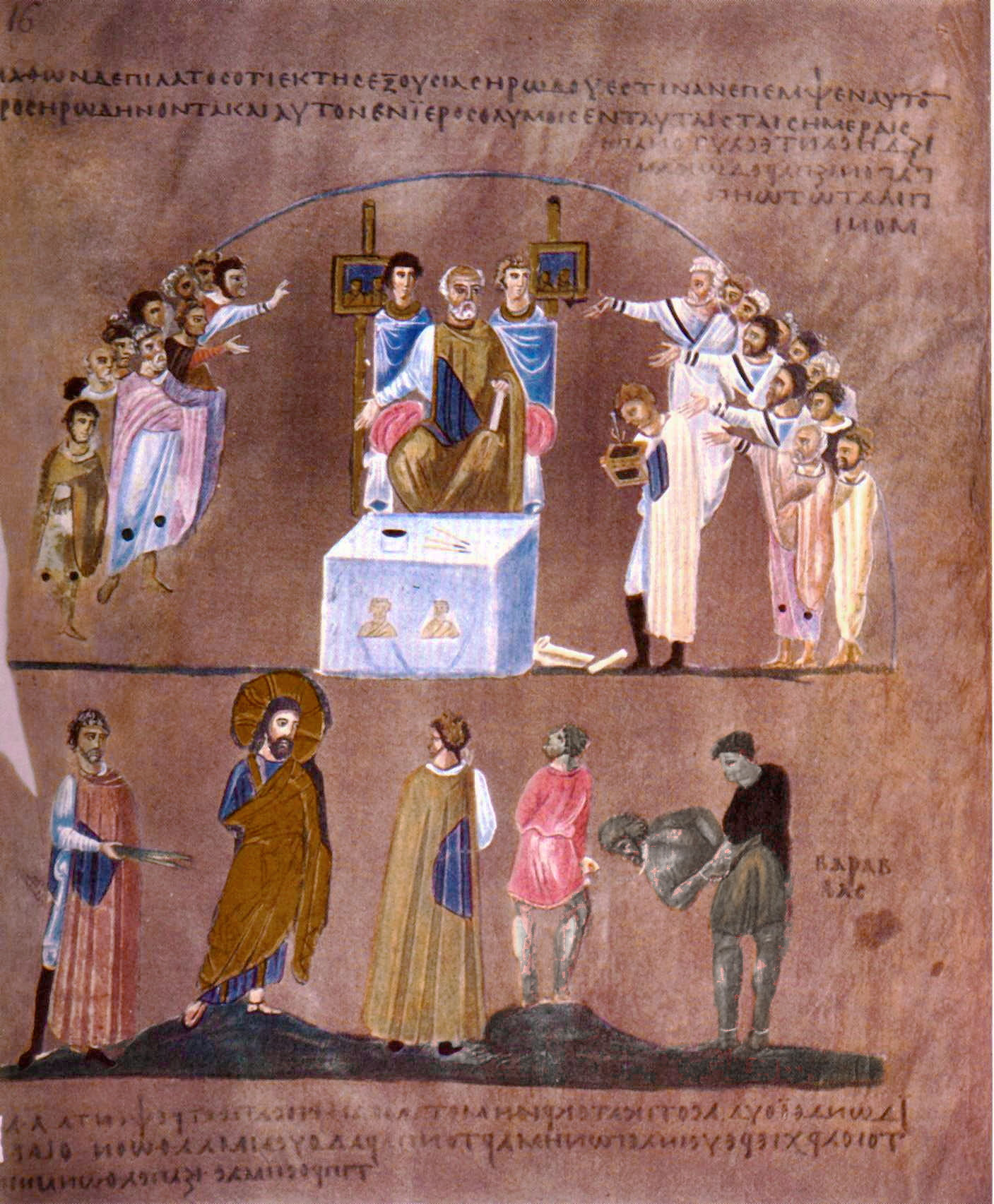
Codex purpureus Rossanensis, 8v (6. Jahrhundert)

Die vorislamische syrische Buchmalerei des 6. Jahrhunderts war zunächst von stilistischer Kontinuität der antiken Tradition geprägt. Bestimmend für die nachfolgende Buchmalerei waren Kanontafeln, bis im 11. Jahrhundert wieder figürliche Illustrationen einsetzten, die im Wesentlichen von Byzanz, daneben aber auch von der islamischen Buchkunst und der Kunst der Kreuzfahrerstaaten beeinflusst waren. Die Entwicklung eines einheitlichen syrischen Stils verhinderte die Aufsplitterung der christlichen Minderheiten in Jakobiten, Maroniten, Melchiten und Nestorianer.

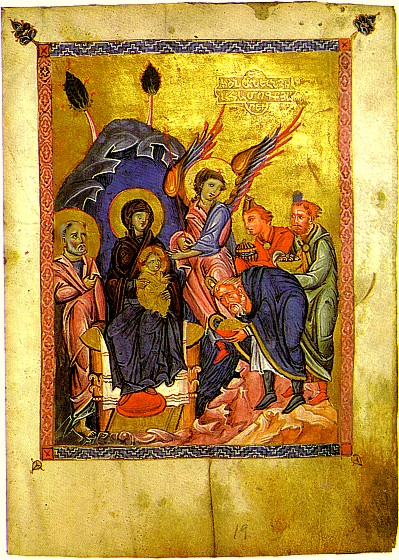
Evangelium von Malat’ya (Armenien, 1267–68).

Auch die frühe Armenische Buchmalerei ist eine orientalische Variante der byzantinischen Kunst, die von der syrischen aber auch von der koptischen und vereinzelt von der westlichen Malerei beeinflusst worden ist. In stärkerem Umfang setzt die Überlieferung im 10. Jahrhundert ein. Im 11. Jahrhundert bildeten sich Buchmalerschulen unter anderem in Turuberan, Sebaste und möglicherweise eine Hofschule in Kars heraus. Aus dem 12. Jahrhundert sind wenige Bilderhandschriften erhalten, deren sehr linearer Stil einen schwindenden Einfluss Byzanz' zeigt. Die Manuskripte des 13. Jahrhunderts weisen sehr starke Differenzen und die unterschiedlichsten Einflüsse auf. Im 13. und 14. Jahrhundert folgte diesem Höhepunkt eine Aufsplitterung in die unterschiedlichsten Stilformen.
In Georgien, das nominell unter byzantinischer Oberhoheit stand, war der byzantinische Einfluss besonders dominant. Erste illuminierte Handschriften stammen aus dem 9. und 10. Jahrhundert. Mit dem Niedergang Byzanz' sank auch die georgische Buchmalerei auf ein bescheidenes, provinzielles Niveau ab.

#### Balkan und Altrussland

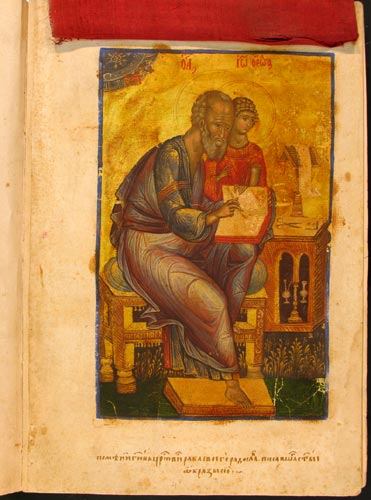
Radoslav-Evangelium (Dalsa, 1429)

Die überlieferte serbische Buchmalerei setzt gegen Ende des 12. Jahrhunderts ein und mischte die Kultureinflüsse Byzanz' und des lateinischen Westens. Im 14. Jahrhundert wandte sich die Kunst Serbiens ganz Byzanz zu und erreichte gleichzeitig ihre höchste Blüte.
Die bulgarische Buchmalerei erlebte unter dem Zaren Iwan Alexander im 14. Jahrhundert eine plötzliche Blüte in einem sehr stark byzantinisierenden Stil, nachdem bis dahin nur wenig anspruchsvolle und zumeist rein ornamental gestaltete Illuminationen geschaffen worden waren. Im 15. Jahrhundert verschwindet die figürliche Malerei erneut aus der bulgarischen Buchmalerei und die Illuminationen beschränken sich bis in das 16. Jahrhundert wieder auf kunstvolle Ornamentik.
Rumänische Illuminationen tauchen erst um 1400 auf und sind ganz der spätbyzantinischen Kunst zuzurechnen. Unter Stefan dem Großen entstanden um 1500 die Meisterwerke der rumänischen Buchkunst.
In Altrussland entstand aus der Rezeption byzantinischer Buchmalerei ein eigener Stil. Wichtige Kunstzentren der frühen russischen Buchmalerei waren Nowgorod und Kiew. Ansätze einer Rezeption westlicher Buchmalerei konnten sich aufgrund von Mongoleneinfällen und von Annexionen durch Litauen im 13. und 14. Jahrhundert nicht entfalten. Um 1200 traten Produktionszentren in Rostow, Jaroslawl, Susdal und andernorts in Erscheinung.

#### Kopten

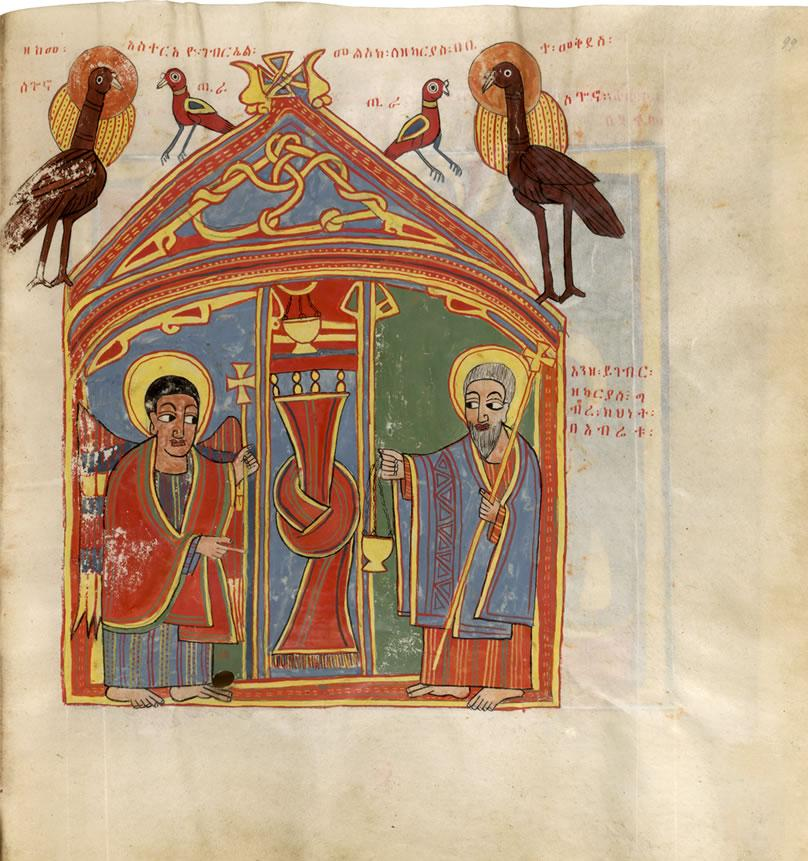
Koptische Bibel (um 1700), Verkündigung an Zacharias

Aus ägyptischer Tradition entwickelte sich in Nubien und Äthiopien die christliche Kunst der Kopten und der Äthiopier. Von der byzantinischen Malerei beeinflusst, blieb sie durch ihre Rand- oder Inselposition, zumal nach der Invasion der Araber 641, im Wesentlichen doch isoliert und abgeschottet.
In Stilkontinuität zu vereinzelten weltlichen Papyrusfragmenten des 5. Jahrhunderts ist aus dem 7. Jahrhundert die erste christliche Buchmalerei überliefert. Oberägyptischen sahidischen Manuskripten des 8. bis 10. Jahrhunderts sind strenge Frontalität, reine Flächigkeit, linearer Faltenstil und Gesichter mit großen, starren Augen gemeinsam. Ein häufiges ikonographisches Motiv dieser Handschriften ist die Maria lactans. Diese fehlt den späteren bohairischen Manuskripten aus Unterägypten völlig. Diese Buchmalerei erlebte ihre Blüte, als sie vom späten 12. bis Ende des 13. Jahrhunderts von der byzantinischen Kunst beeinflusst wurde.

## Islamische Buchmalerei

### Überlieferung
In der islamischen Welt werden Manuskripte seit Jahrhunderten sehr häufig zerlegt und die Einzelblätter anschließend mit Malereien völlig anderer Provenienz zu neuen Alben, sogenannten Muraqqas, zusammengefügt. Aus dieser Gewohnheit resultiert eine nur sehr bruchstückhafte Überlieferungs- und vergleichsweise schlechte Forschungslage der islamischen Buchmalerei. Die älteste datierbare Textillustration ist eine astronomische Abhandlung aus dem Jahr 1009, in größerer Zahl sind islamische Buchmalereien erst ab dem 13. Jahrhundert überliefert. Dass es neben rein kalligrafischen und ornamentalen Textauszeichnungen zuvor eine Maltradition gab, die lediglich aufgrund der großen Verluste nicht greifbar sei, wurde früher als unwahrscheinlich angesehen, erscheint inzwischen aufgrund neuerer Fragmentfunde jedoch möglich. Um Mitte des 16. Jahrhunderts ging die Produktion von illuminierten Handschriften zurück und Einzelblattzeichnungen und -malereien traten an ihre Stelle.

### Gestaltungsprinzipien und Funktionen

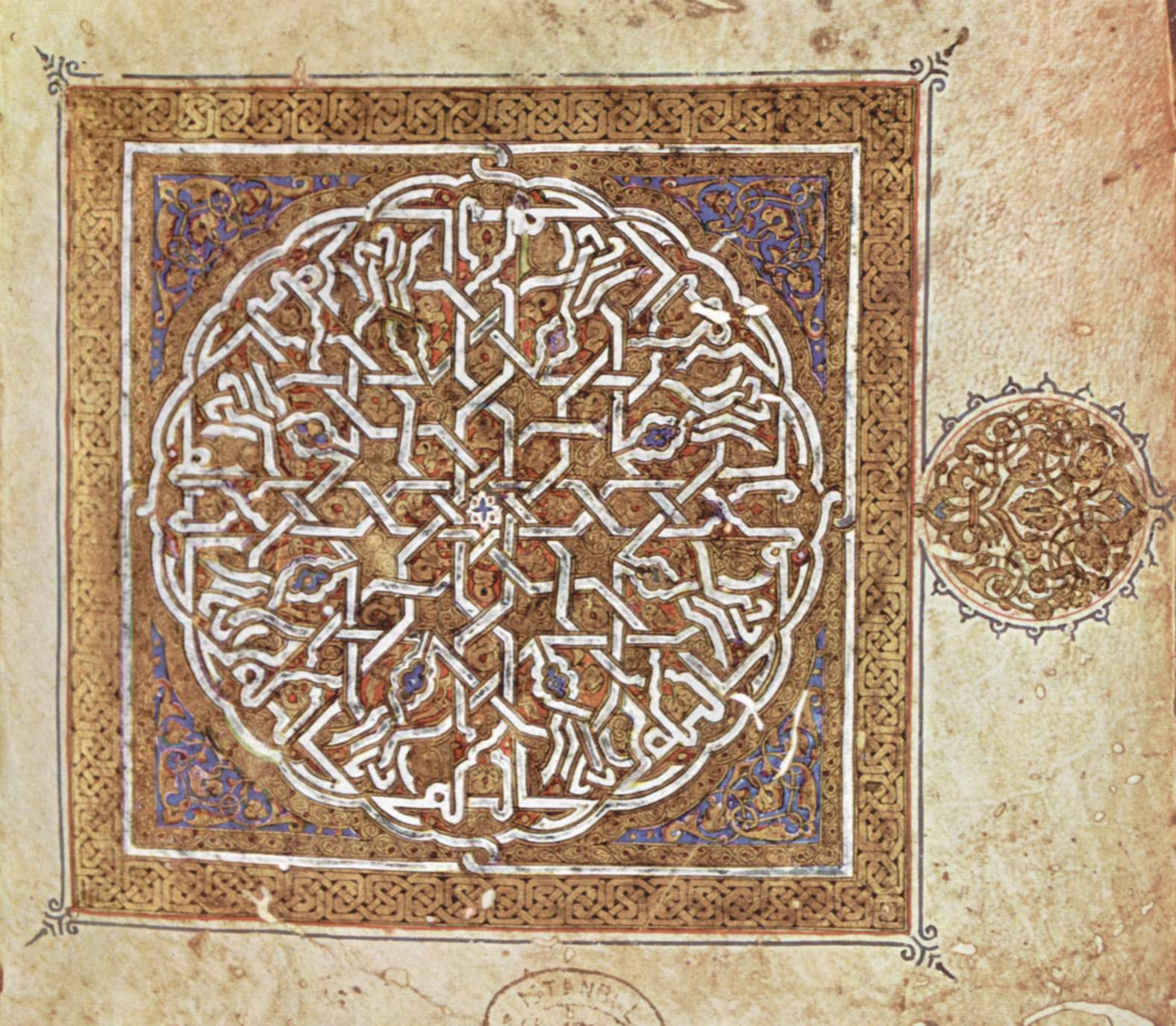
Ornamentale Schmuckseite aus einer Koran-Handschrift (Valencia, 1182)

Die islamische Buchmalerei wird von zwei gegensätzlichen Grundpositionen bestimmt: Einerseits ist der Islam – wie Christen- und Judentum – Buchreligion, andererseits untersagt ein Bilderverbot figürliche Darstellungen, wenn auch der Koran dieses Verbot nicht direkt formuliert. Religiöse Werke beschränken sich deshalb auf prachtvolle Ornamentik und Kalligraphie, doch auch darüber hinaus ist die islamische Buchkunst besonders durch abstrakte geometrische Muster gekennzeichnet. Besonders die aus griechischen und römischen Akanthusranken entwickelten komplexen Arabesken entwickelten die arabischen Illuminatoren zu differenzierten und variationsreichen dekorativen Mustern.
Obwohl das Bilderverbot nach streng orthodoxer Sicht nicht auf die religiöse Sphäre beschränkt ist, findet sich im weltlichen Bereich äußerst phantasiereiche figurale Malerei.
Die islamische Buchmalerei kannte keine Linearperspektive, sondern ausschließlich die Bedeutungsperspektive. Erst als seit dem 17. Jahrhundert die europäische Kunst einen zunehmenden Einfluss auf die persische Malerei ausübte, drangen die Zentralperspektive und Kontrastierungen mittels Licht und Schatten ein. Auch Modellierungen mittels farblicher Abstufungen waren wenig genutzte Stilmittel. Stattdessen bevorzugten die Maler reine Farben und deuteten etwa Faltenwürfe eher durch Linien an. Die symbolische Bedeutung einzelner Farben konnte in unterschiedlichen Regionen und zu verschiedenen Zeiten erheblich voneinander abweichen und sogar gegensätzliche Konnotationen annehmen.

### Gattungen illuminierter Handschriften

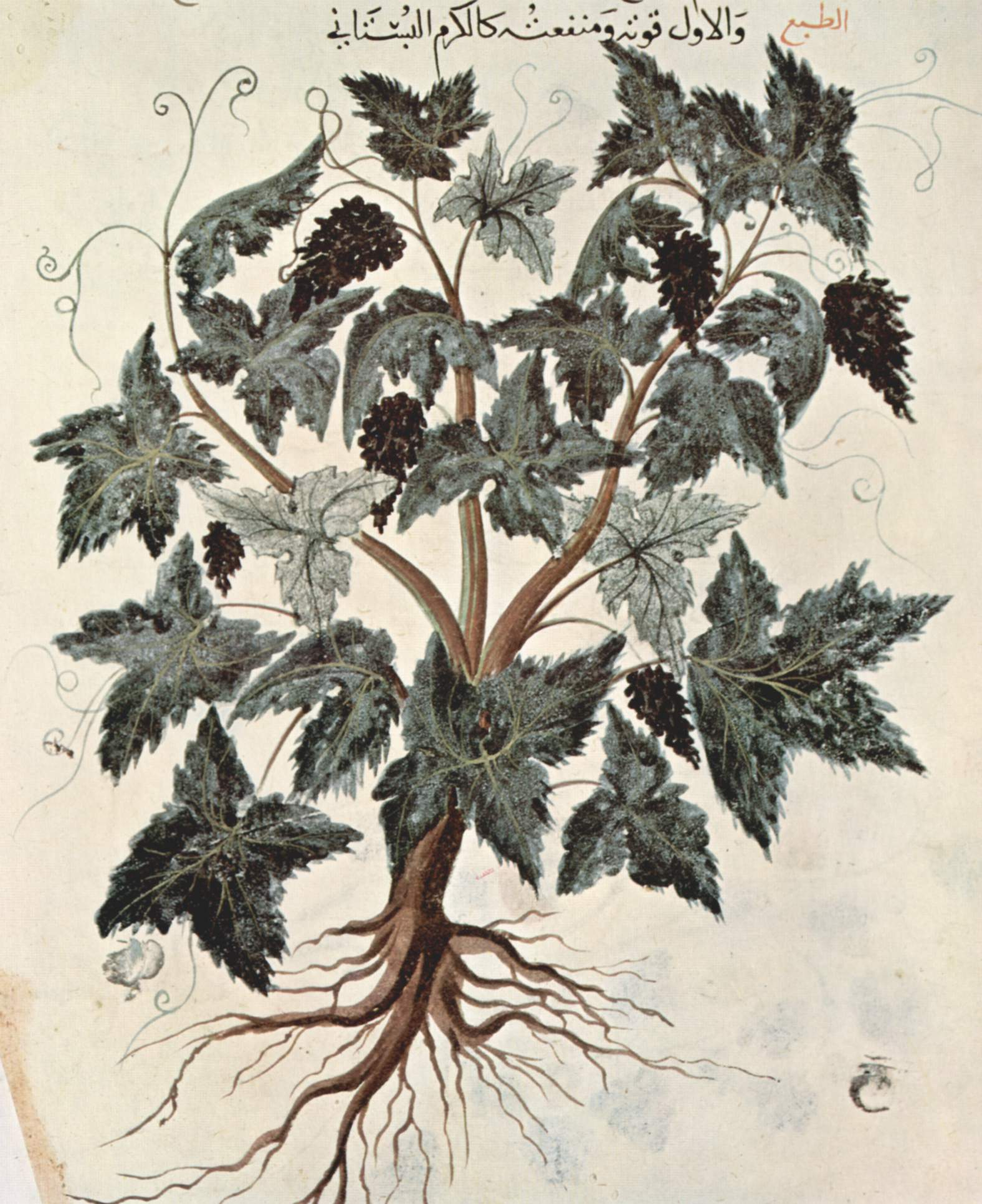
Illustration (Weinrebe) in einer arabischen Abschrift von Dioscurides' de materia medica (1229)

Möglicherweise fand die figürliche Illustration über wissenschaftliche Werke, die häufig an hellenistisch-byzantinische Traditionen anknüpften, Eingang in die islamische Buchkunst. Das älteste illustrierte Buch der islamischen Welt, das Kitab Suwar al-Kawakib al-Thabita aus dem Jahr 1009, blieb lange das einzige derartige Werk, die Zahl illustrierter Sachtexte übertrifft in späteren Jahrhunderten jedoch alle anderen Gattungen deutlich. Auffallend ist, dass die Illustrationen auch von Sachtexten weniger praktischen Nutzen, als dekorative Zwecke erfüllten.

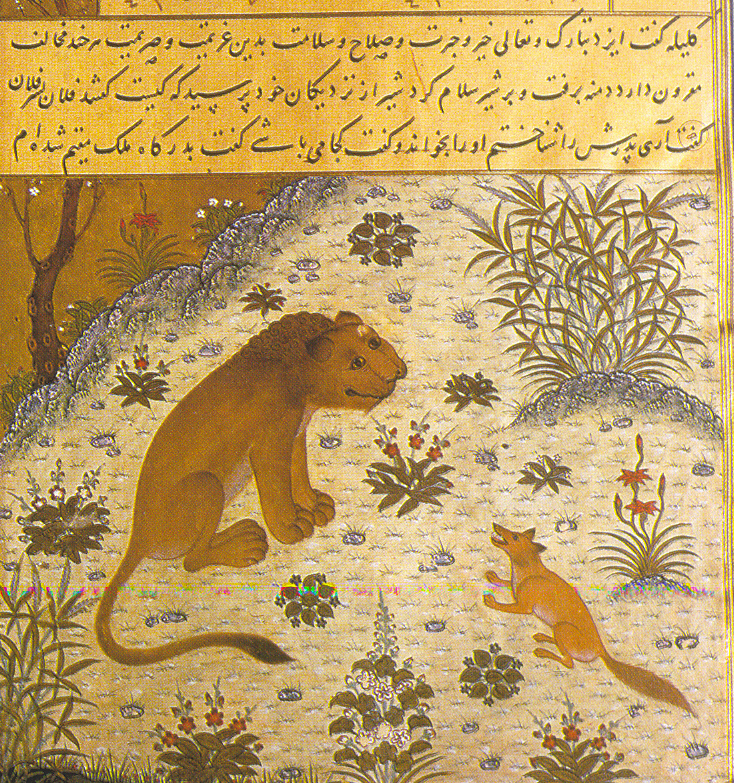
Kalīla wa Dimna (Herat, 1429).

Die beiden meistillustrierten Dichtungen waren das Fabelbuch Kalīla wa Dimna und die Makamen des Hariri. Die älteste illustrierte Handschrift der Kalīla wa Dimna wurde um 1200–1220 illuminiert, die Ikonologie der Fabeln könnte aber bis in vorislamische Zeit zurückreichen und auf indische Traditionen hinweisen. Besonders prächtig wurde seit dem frühen 14. Jahrhundert das 50.000 Verse umfassende persische Epos Schahname illustriert.

### Materialien und Technik
Beschreibstoff der islamischen Buchmalerei war fast ausschließlich das aus Ostasien stammende Papier, das im 8. Jahrhundert die Arabische Halbinsel erreicht hatte und sich seit Mitte des 10. Jahrhunderts durchsetzte. Die Vorliebe für verschiedene Papiersorten schwankte von hauchdünnen, aus Seidenfasern hergestellten Papieren bis zu dicken Pappen. Spezialisierte Papiermacher tönten die Bögen, schnitten sie zurecht und marmorierten sie bei Bedarf oder sprenkelten sie mit Gold.
Die meisten der deckenden Wasserfarben waren mineralischer Natur und wurden aus Lapislazuli, Malachit und ähnlichen Steinen hergestellt, die pulverisiert und mit Gold oder Silber gemischt wurden. Daneben kamen organische Farbmittel zum Einsatz. Die Malerei wurde zum Schluss mit goldenen Glanzlichtern versehen und durch eine Politur mit Achat oder Kristall gehärtet.
Die Pinsel bestanden häufig aus Vogelfedern, die mit Haaren junger Ziegen oder Eichhörnchen verstärkt wurden.

### Künstler
Höher als die Illustration war in der arabischen Welt die Kalligrafie angesehen, die zur überragenden islamischen Kunstform wurde. Die höchstbezahlten Buchmaler standen im Dienst eines großen Herrn und waren angesehene Mitglieder des Hofstaates. Etliche Fürsten und Sultane übten sich selbst erfolgreich in der Buchmalerei. Andere Illuminatoren waren gleichzeitig hohe Beamte, aber auch Sklaven konnten in der islamischen Buchmalerei zu angesehenen Meistern aufsteigen.
Neben den Malern an den Höfen gab es städtisch-kommerzielle Ateliers, deren Künstler in Gilden organisiert waren und die zahllose Manuskripte von bescheidenem Niveau für Kaufleute oder Bruderschaften herstellten.
Über die Hintergründe der islamischen Buchmalerei sind wir am besten im Bereich der Persischen Kunst des 15. und 16. Jahrhunderts unterrichtet.

### Stilgeschichte und regionale Ausprägungen

#### Arabische Buchmalerei

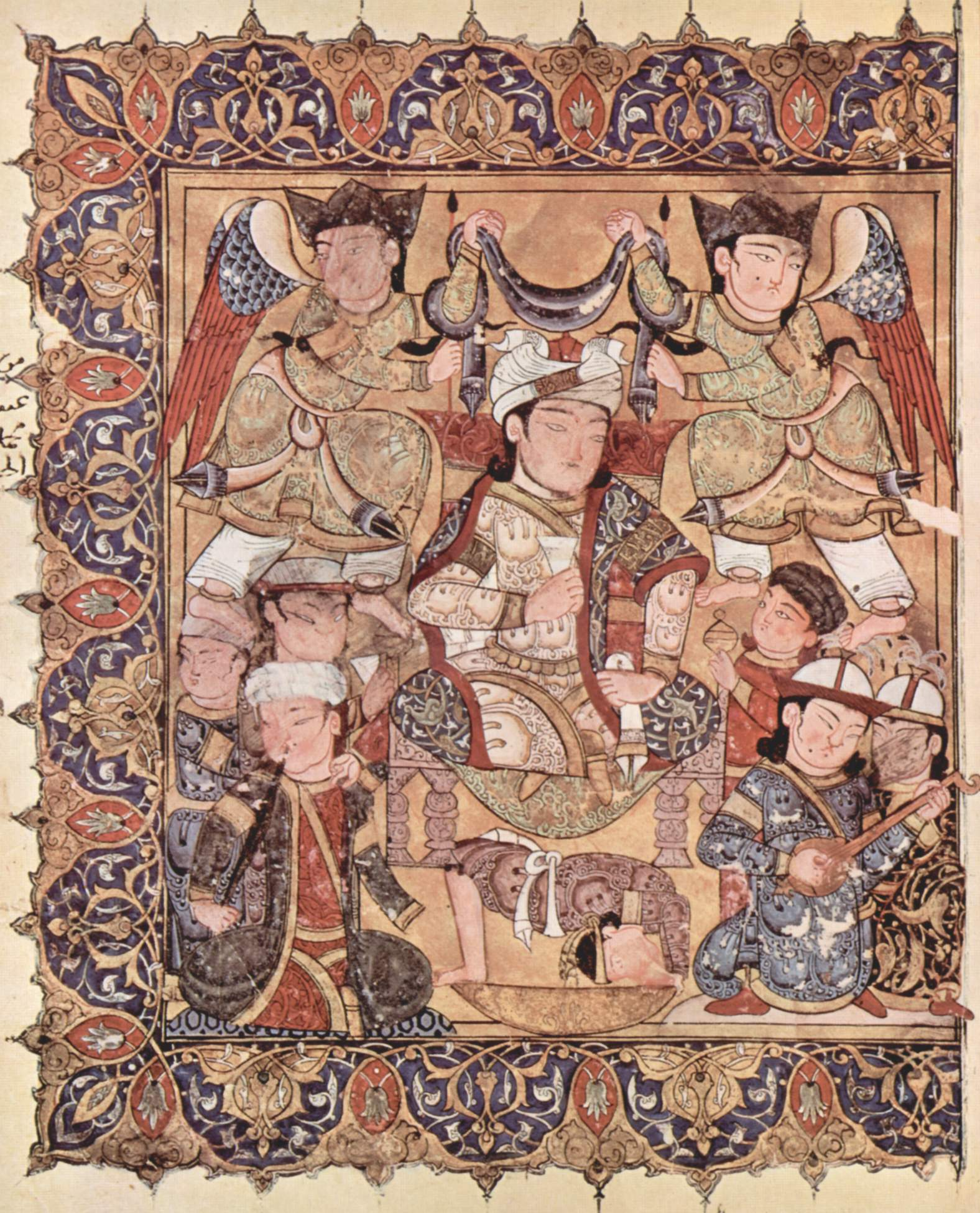
Maqâmât des al-Harîrî (arabisch, 1334), Frontispiz

Die arabische Welt dehnte sich seit dem 7. Jahrhundert im Zuge der Islamische Expansion im Westen bis nach Spanien und im Osten über Persien hinaus nach Indien aus. Im arabischen Raum waren besonders das syrische Damaskus, Regierungssitz unter den Omaijaden, und unter den Abbasiden Bagdad im heutigen Irak die politisch-kulturellen Zentren. Auf der arabischen Halbinsel und in Ägypten blühte die Miniaturkunst unter den Mamluken noch, bis sie Ende des 14. Jahrhunderts an Bedeutung verlor.
Die frühe islamische Buchillustration stand noch in spätantik-hellenistischer und byzantinischer Tradition, löste sich aber bald davon und entwickelte einen eigenen Stil, der das abstrakte Ornament und die Flächendekoration betonte.

#### Maurische Buchmalerei

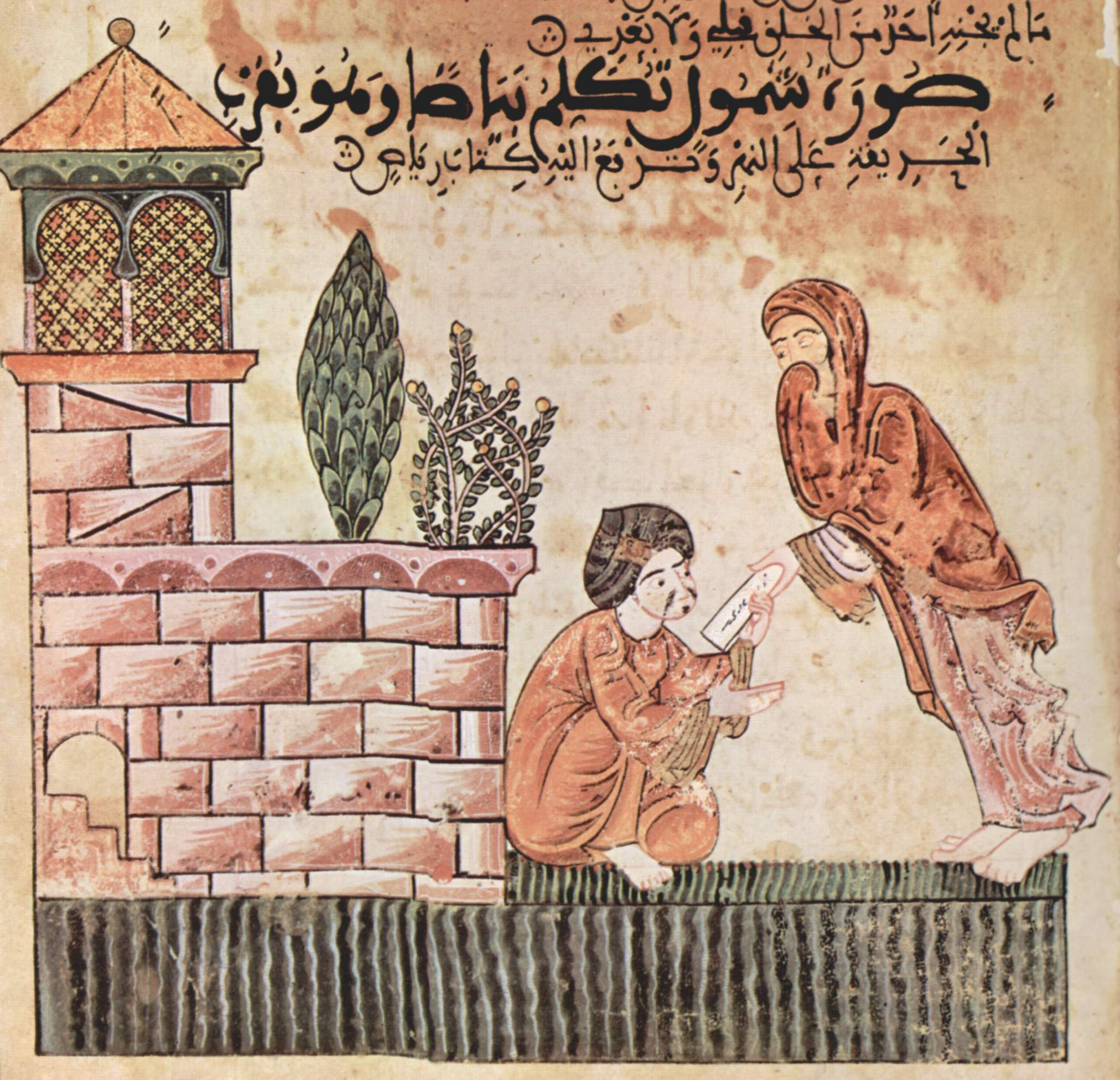
Bayâd wa Riyâd (Spanien oder Marokko, 12. oder 13. Jahrhundert)

Die Iberische Halbinsel war bis zum Erfolg der christlichen Reconquista Mitte des 13. Jahrhunderts islamisch geprägt, das Emirat von Granada blieb noch bis 1492 unter muslimischer Kontrolle. Seit Ende des 15. Jahrhunderts blieb die Kunst der Mauren auf Nordafrika beschränkt. Weniger aufgrund der christlichen Eroberung, als wegen des religiösen Rigorismus malekitischer Ulema hat sich nur eine illustrierte maurische Handschrift in der Vatikanischen Bibliothek erhalten. Dabei handelt es sich um ein mit 14 Miniaturen versehenes Manuskript der Liebesgeschichte Bayâd wa Riyâd aus dem 12. oder 13. Jahrhundert. Der Stil der Bilder ist flächig-zweidimensional und weist Ähnlichkeiten zu Fresken der normannisch-sizilianischen Kunst auf.
Christliche Buchmalereien Spaniens beweisen trotz der mangelhaften Überlieferungslage durch erkennbare Einflüsse der Kunst der Mudéjares die Existenz einer maurischen Malschule.
Zahlreich sind dagegen Handschriften mit einem ausgeprägten kalligraphischen Stil: Im 10. Jahrhundert bildete sich im Maghreb eine eigene Schriftart, der Maghrebi-Duktus, heraus.

#### Persische Buchmalerei

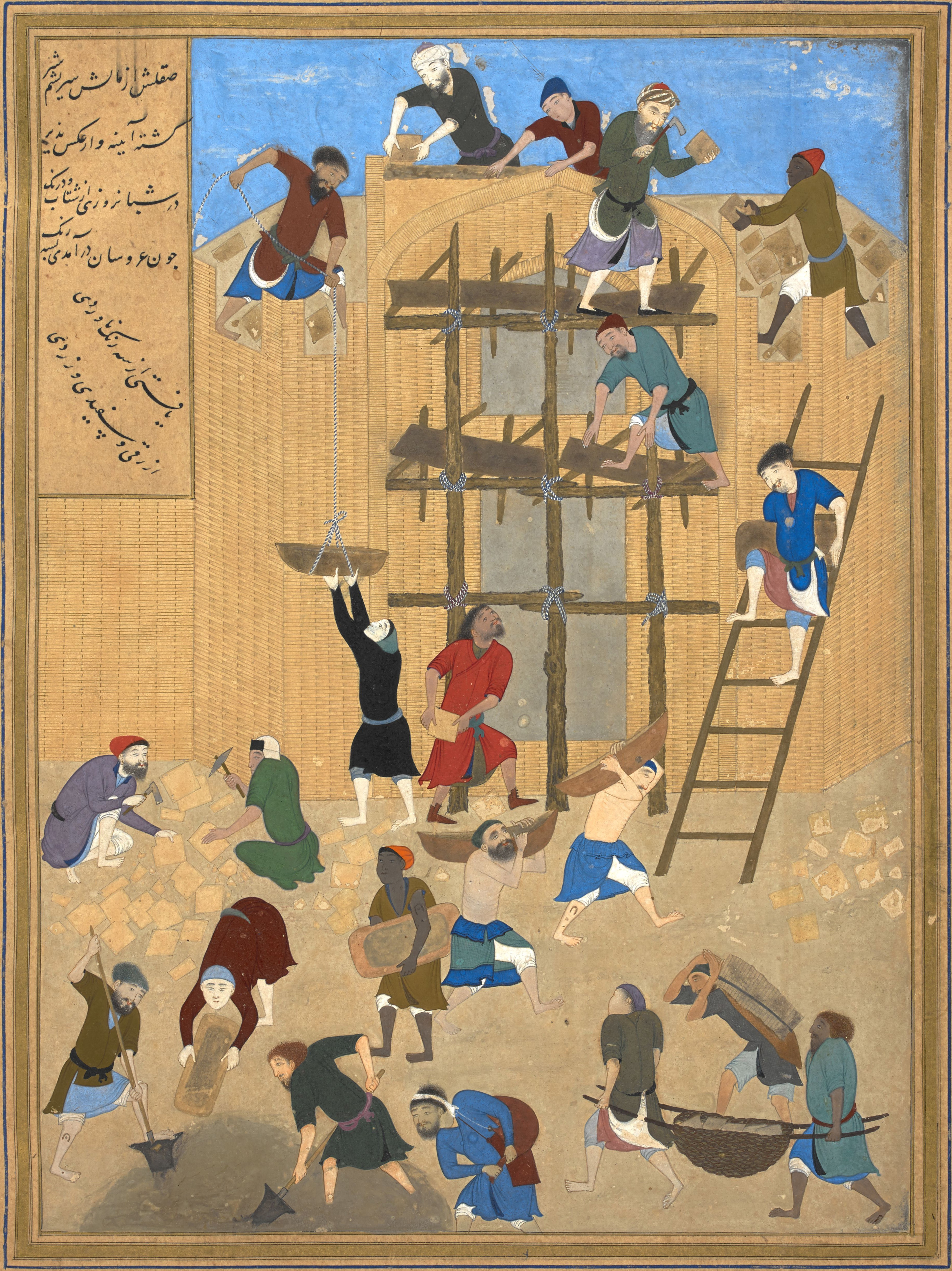
Behzad: Miniatur aus einer Handschrift der Chamsa-Dichtung (Herat, 1494/1495)

Nach der Eroberung Bagdads durch die Mongolen 1258 verlagerte sich der geistige Mittelpunkt der islamischen Welt nach Persien, besonders nach Täbris, den Sitz der mongolischen Ilchane. Hier entfaltete sich auf sassanidischer Tradition ab etwa 1300 eine eigene persische Miniaturkunst, die sich unter dem Eindruck der von den Mongolen mitgebrachten buddhistischen Bildrollen aus Indien und China allmählich vom arabischen Erbe löste. Es entwickelte sich ein neuer, die Naturwirklichkeit abbildender Realismus, der die Landschaftsmalerei als neue Bildgattung in die islamische Kunst einführte.
Nach dem Ende der Ilchane und einem neuerlichen, zunächst von Gewalt und Kulturvandalismus begleiteten Mongoleneinfall entfaltete auch die wiederum zum Islam übergetretene neue Herrscherdynastie der Timuriden neue Pracht in der jetzigen Residenz Herat. Die Buchmalerei illustrierte mit höchster dekorativer Eleganz nun besonders historische Werke in einem kontrollierten, aber poetischen Stil. Die persische Buchkunst erreichte in der ersten Hälfte des 15. Jahrhunderts einen ersten Höhepunkt, als sie infolge enger Handelsbeziehungen nach China durch Impulse der Kunst der Ming-Dynastie verfeinert wurde.
Der Stil der persischen Miniaturmalerei wandelte sich nach der Eroberung durch Qara Qoyunlu-Turkmenen 1452 erneut und nahm nun belebte, geradezu ekstatische Ausdrucksformen an. In die Ikonographie fanden ostasiatische Drachen und Tiere Eingang, die Flächen werden mit irrealen Effekten gestaltet.
Auch unter der Dynastie der Safawiden, die ab 1501 das Schiitentum anstelle des Sunnitentums als Staatsreligion etablierte, erlebte die Buchmalerei neue Höhepunkte. Diese übte einen starken Einfluss auf die indische Mogulmalerei aus, bis sie im 17. Jahrhundert einen langsamen, aber stetigen Niedergang erlebte. Der berühmteste persische Miniaturmaler der späten Timuriden- und der frühen Safawidendynastie war Behzād, der im Auftrag des Sultans Hussein Bāyqarā in Herat und des Schahs Ismail I. in Täbris große Ateliers leitete und ein Meister in der Darstellung von Genreszenen war.
In der späten safawidischen Zeit im 16. und 17. Jahrhundert blühte die Isfahaner Schule, als deren größter Vertreter Reza Abbasi gilt.

#### Indische Mogulmalerei

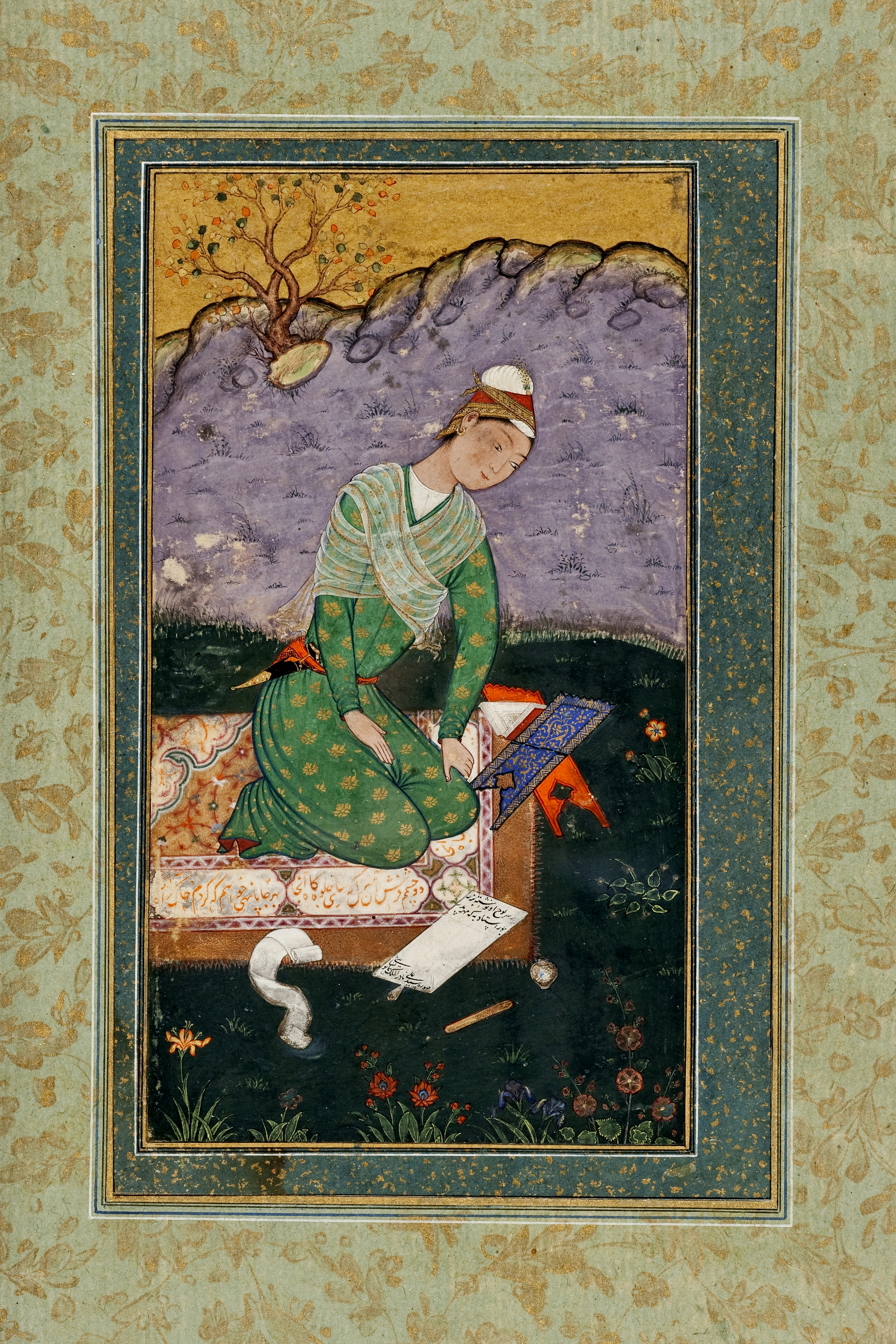
Mir Sayyid Ali: Porträt eines jungen indischen Gelehrten (Kabul, um 1550)

Anfang des 16. Jahrhunderts errichteten die Mongolen, in der arabisierten Form Moguln genannt, ein ausgedehntes Reich in Indien, wo es zuvor nur vereinzelte islamische Herrschaften gegeben hatte. Die höfische Malschule der Moguln entstand unter Humayun, der bei seiner Rückkehr aus dem persischen Exil im Jahre 1555 erstmals zwei persische Maler, Mir Sayyid Ali und Chwadscha Abd as-Samad, am indischen Mogulhof eingeführt hatte. Der dominierende kulturelle Einfluss der persischen Höfe verschmolz etwa seit Mitte des 16. Jahrhunderts mit der indischen, insbesondere hinduistischen Kunst zu einem eigenständigen Mogulstil. Am kosmopolitischen Hof Akbars, an den sogar Europäer strömten, arbeiteten in der von persischen Künstlern geleiteten Malschule fast ausschließlich Hindus.
Die Themen sind überwiegend weltlich, illustriert wurden besonders dichterische und historische Werke. Übliche Motive sind Darstellungen des Hofes, Jagdszenen, Abbildungen von Tieren und Pflanzen. Einen hohen Stellenwert in der Kunst der Akbar-Zeit genießen die Miniaturen des „Papageienbuches“ (Tutinama). Als neues Thema finden Porträts führender Persönlichkeiten des Staates einschließlich der Herrscher selbst Eingang in die indische Kunst. Akbar ließ nicht nur seine eigene Biografie, sondern auch die Chroniken Baburs und Timurs reich bebildern. Bekannte Künstler der Epoche waren Daswanth, Basawan und dessen Sohn Manohar.
Die hochformatigen Miniaturen des Mogulstils zeichnen sich unter anderem durch die Verwendung der Kavaliersperspektive, überwiegend punktsymmetrische Kompositionen und durch Binnenzeichnungen aufgelockerte Farbflächen aus. Eines der frühesten datierbaren Werke ist eine zwischen 1558 und 1573 während der Regierungszeit Akbars verfasste Handschrift des Hamzanama, das ursprünglich etwa 1400 Miniaturen enthielt. Während einige der rund 150 erhaltenen Illustrationen mit in die Textzeilen integrierten flächigen, eher statischen wirkenden Abbildungen der persischen Maltradition folgen, weisen die meisten deutliche indische Einflüsse auf: Die Bildkomposition ist weitaus flexibler, die Figurenanordnung dynamischer, Bild und Text sind meist nebeneinander gestellt. Anders als frühere jainistische und hinduistische Manuskripte ist jedes Folio mit einer Abbildung versehen.
Neue Impulse erhielt die Mogulkunst in der Regierungszeit Jahangirs 1605 bis 1627. Die Miniaturen dieser Zeit legten wenig Wert auf Massendarstellungen, wie sie unter Akbar üblich waren, und zeichnen sich stattdessen durch möglichst naturalistische Darstellungen von Personen, Tieren, Pflanzen und Gegenständen aus. Typisch sind detailgetreue Porträts, die in Alben gesammelt wurden, und indische Landschaften, die die vorher üblichen stilisierten persischen Bildhintergründe ersetzten.
Die Farbgebung blieb dagegen mit leuchtenden Farben und Gold der persischen Kunst verpflichtet. Hatten in der Malschule Akbars oft mehrere Künstler an einem Gemälde gearbeitet, so waren die meisten Malereien der Jahangir-Zeit Einzelwerke. Dadurch entstanden zwar weniger Kunstwerke, die dafür ein höheres künstlerisches Niveau erreichten. Insgesamt gilt die Epoche Jahangirs als Blütezeit der Mogulmalerei. Aus jener Zeit sind viele Namen berühmter Künstler überliefert, darunter Abu al-Hasan, Mansur, Bichitr und Bishandas. Jahangir ordnete seine Hofmaler an, europäische Kupferstiche, die seit 1580 durch portugiesische Jesuiten an den Hof Akbars gelangt waren, zu studieren und im Stil zu kopieren. In der Folge fanden Miniaturporträts nach europäischem Vorbild ebenso Eingang in die Mogulkunst wie die Zentralperspektive und der Heiligenschein der christlichen Ikonographie, der das Haupt des Herrschers schmückte.
Unter Shah Jahan und Aurangzeb verlor die Buchmalerei im Laufe des 17. Jahrhunderts an Bedeutung und erlosch schließlich gegen Ende des 18. Jahrhunderts. Viele Künstler verließen den Hof, trugen andernorts aber zum Aufblühen der Regionalschulen des 18. Jahrhunderts bei, etwa in Rajasthan, wo sich bereits im 16. Jahrhundert parallel zum Mogulstil der Rajputenstil herausgebildet hatte.

#### Osmanische Buchmalerei

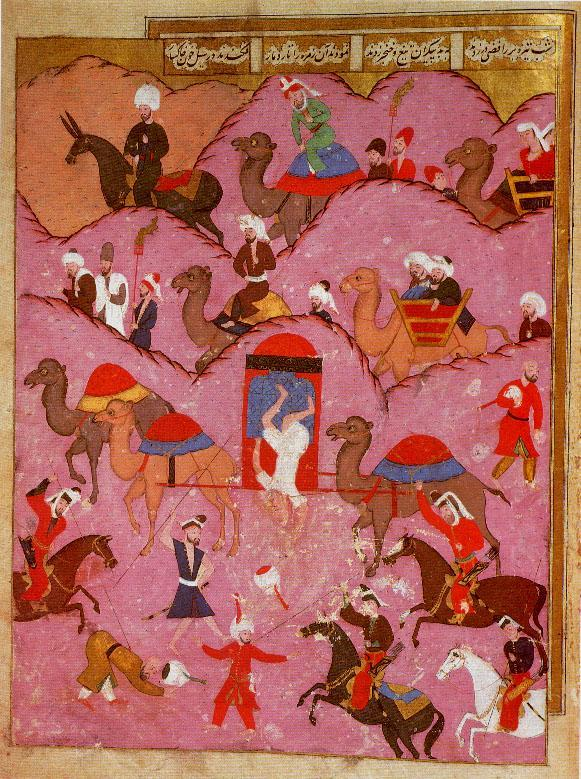
Nakkaş Osman: Şahname-ı Selim Han (1581)

Unter dem kulturellen Einfluss der persischen Kunst entwickelte sich diejenige des Osmanischen Reichs, das seit dem 14. Jahrhundert stark expandierte, zu einem eigenständigen und unverkennbaren Stil. Residenz der Osmanen war zunächst Bursa, dann Adrianopel, bis die Hauptstadt in das 1453 eroberte Konstantinopel verlegt wurde, das später in Istanbul umbenannt wurde. Die Blütezeit der osmanischen Miniaturmalerei war das 16. Jahrhundert, in dem die Mehrzahl der illustrierten Manuskripte entstand.
Die Förderung der weltlichen Hofkunst war das traditionelle Privileg der Sultane. Deshalb dominierten Darstellungen aus der osmanischen Geschichte und illustrierte Stammbäume der osmanischen Dynastien, deren Genealogien häufig mit Adam und Eva begannen sowie berühmte, legendäre und historische Gestalten einbezogen. Besonders wichtige politische, kriegerische oder offizielle Ereignisse der Zeitgeschichte wurden dokumentiert, daneben war das höfische Alltagsleben ein häufiger Gegenstand der Illustrationen. Bei all diesen Illustrationen standen der Sultan als bildbeherrschende Gestalt und sein Hofstaat im Mittelpunkt des künstlerischen Interesses. So war die osmanische Miniaturmalerei ein wichtiges Medium der herrscherlichen Repräsentation des Padischahs.

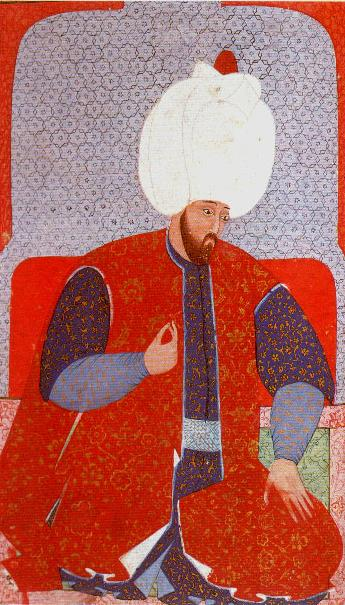
Nakkaş Osman: Sultan Süleyman I. im Semailname (1579)

Die erste große illustrierte Chronik dieser Art war das unter Süleyman I. Mitte des 16. Jahrhunderts entstandene Süleymanname. Berühmte Maler Surname genannter Festbücher waren Ende des 16. Jahrhunderts Nakkaş Osman sowie ein herausragender Maler von Levni zu Beginn des 18. Jahrhunderts.
Unter der Zielsetzung der Verherrlichung des Sultans entwickelte sich am Hof auch die Porträtmalerei, die sich neben dem Herrscherporträt auf die gelegentliche Abbildung hoher Würdenträger beschränkte. Schon um 1500 luden osmanische Sultane auch europäische Künstler, etwa den Renaissancemaler Gentile Bellini, an ihren Hof, so dass Elemente der abendländischen Kunst Eingang in die osmanische Porträtkunst fanden. Über die Hintergründe der Historienmalerei und der Porträtkunst entwickelte sich auch die Landschaftsmalerei in Ansätzen. In den Panoramen schilderten die Maler oft mit dokumentarischer Genauigkeit Festungsanlagen und Stadtansichten, die an die lange Tradition detaillierter Kartografie anknüpften.
Die türkische Malerei war insgesamt von größerer Sachlichkeit geprägt, als die persische und auch die arabische. Sie zeichnete sich besonders durch akribischen Detailreichtum aus, blieb aber dennoch formelhaft und wenig realistisch. Erkenntnisse der europäischen Kunst blieben auf wenige Elemente wie das Brustbild im Profil oder Dreiviertelprofil beschränkt, während Proportionen, Perspektive oder eine Modellierung mit Licht und Schatten ignoriert wurden und die Darstellung zweidimensional-flächenhaft und unkörperlich blieb. Erst im 17. Jahrhundert zeigten sich in Architekturdarstellungen Ansätze perspektivischer Konstruktionen. Ihre Ausdruckskraft bezogen die osmanischen Malereien durch die intensiven Kontraste der häufig irrealen Farben sowie durch ihren Detailreichtum.
Der Buchdruck gelangte erst Anfang des 18. Jahrhunderts ins Osmanische Reich und konnte sich nie richtig durchsetzen, so dass Handschriften bis ins 19. Jahrhundert das bedeutendste schriftliche Medium blieben. Die Miniatur blieb deshalb bis ins 18. Jahrhundert die dominierende Kunstgattung, bevor sich unter dem Eindruck der abendländischen Malerei eine Umorientierung vollzog.

## Jüdische Buchmalerei

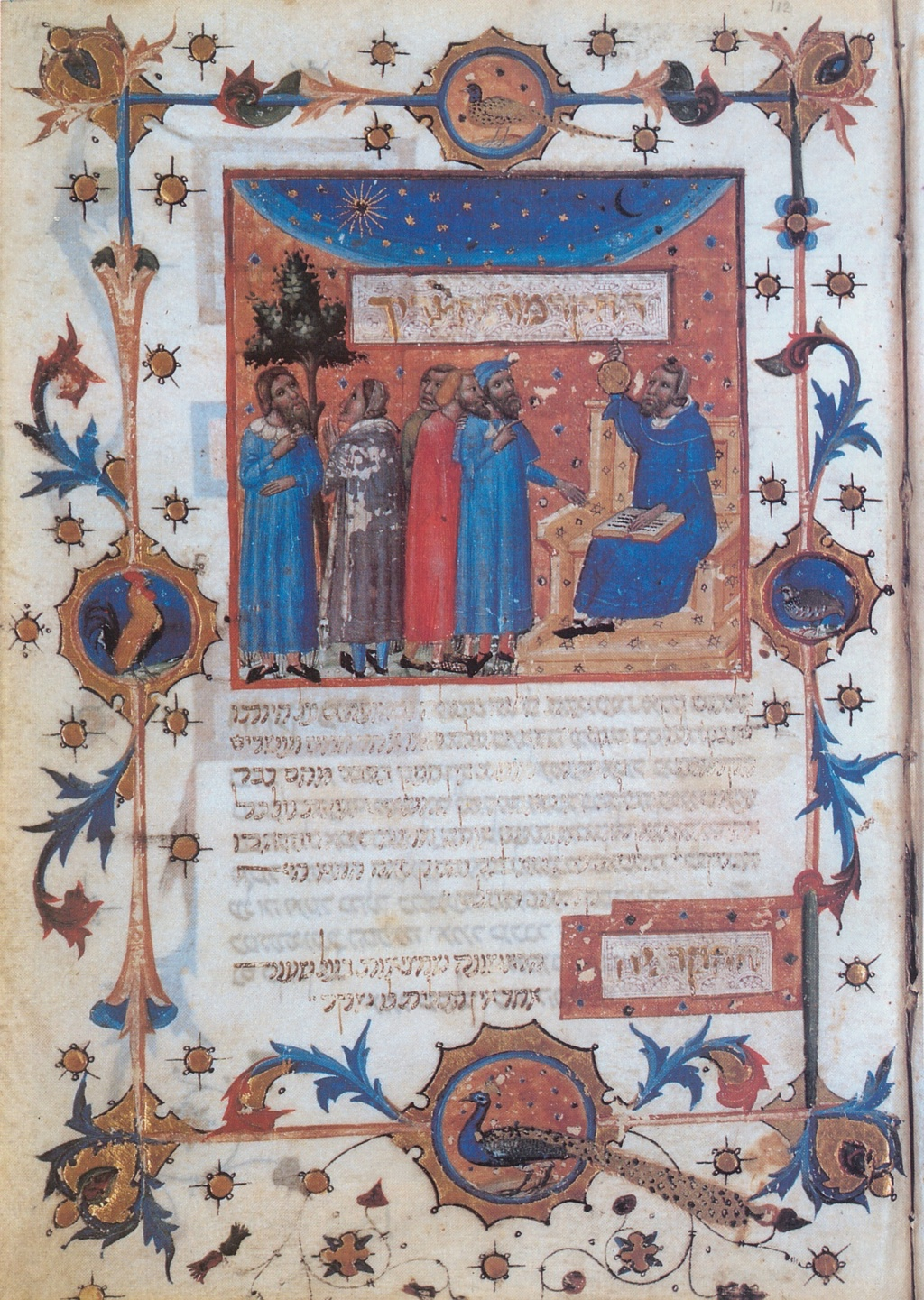
Illustration zum Führer der Unschlüssigen des Maimonides (Katalonien, 1347–1348)

Die liturgischen, in der Synagoge verwendeten jüdischen Bibeln hatten grundsätzlich die Form von Schriftrollen und waren immer schmucklos. Eine weitere Besonderheit war, dass das Pergament für jüdische Bücher von koscheren Tieren stammen musste. Die illustrierten religiösen Bücher waren für den privaten Gebrauch bestimmt, wobei es sich in erster Linie um die hebräische Bibel mit der Tora, dem Pentateuch, den Propheten und den Ketuvim handelte. Andere jüdische Texte, die häufig illustriert wurden, waren die Haggada, der Ehevertrag Ketubba sowie die Schriften des Maimonides und des Raschi.

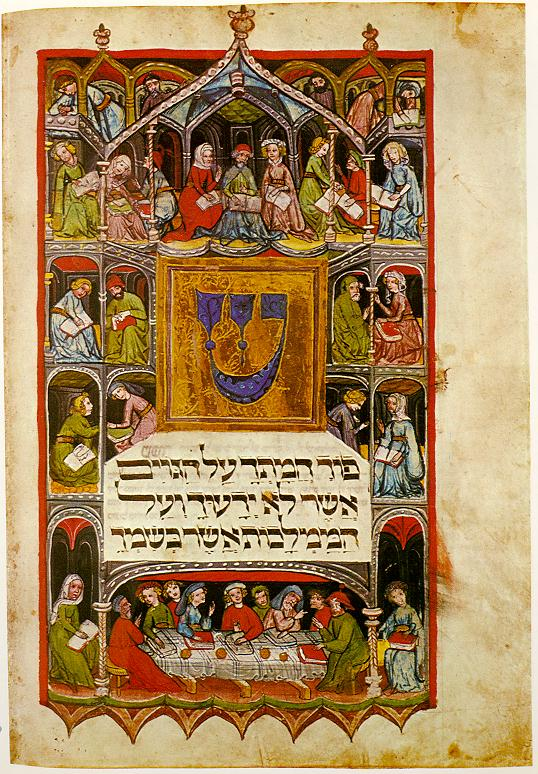
Haggada-Illustration, Psalm 79, Vers 6 (Deutschland, 14. Jahrhundert).

Auch wenn jüdische Buchmalereien erst aus dem 9. bis 10. Jahrhundert im orientalischen Kulturraum überliefert sind, geht die jüdische Illustrationskunst wahrscheinlich auf die Antike zurück. Die Blattornamentik der ältesten erhaltenen jüdischen Buchmalerei unterschied sich nicht von den illustrierten Koranmanuskripten des 9. Jahrhunderts aus Persien, Syrien und Ägypten. Im 14. Jahrhundert erlebte die jüdische Buchmalerei im Orient ihren Niedergang – nur im Jemen blühte sie noch im 15. und 16. Jahrhundert. Hier nahm die Illustration meistens die Form ganzseitiger ornamentaler Teppichseiten an, mit Mikrographie in geometrischen Mustern.
In Europa ist jüdische Buchmalerei erst im 13. Jahrhundert nachweisbar. Die Buchkunst der Sepharden in Spanien und der Juden in der Provence wurde stark von orientalischen Dekorationssystemen geprägt und erreichte ihren Gipfel im 14. Jahrhundert. Charakteristisch waren ganzseitige Illustrationen und die Darstellung der Kultgeräte des Stiftszeltes in Goldfarbe. Typisch für die wenigen erhaltenen jüdischen Bibeln von der iberischen Halbinsel ist die Verbindung der europäischen Gotik mit muslimischer Ornamentik. Dies gilt zum Beispiel für die besonders prächtige katalanische Farchi-Bibel (1366–1382) des Elischa ben Abraham Crescas. Mit der Ausweisung der Juden aus Frankreich 1394 sowie 1492 aus Spanien, wo bereits 1391 viele jüdische Gemeinden zerschlagen worden waren, und anschließend aus Portugal, endete diese kulturelle Blüte in diesen Ländern abrupt.
Die deutsche jüdische Buchmalerei war vor allem entlang des Rheins vertreten, wobei die meisten Handschriften aus dem süddeutschen Oberrheingebiet stammen. Sie unterschied sich stark von der orientalischen und spanischen Buchkunst: Statt der Teppichseiten dominierten hier Mikrographie und Federzeichnungen, die Kultgeräte des Stiftszeltes, die in kaum einer spanischen Bibel fehlten, wurden selten illustriert.
Das Zentrum der jüdischen Buchmalereien in Italien lag zu Beginn, im 13. Jahrhundert, in Rom und Mittelitalien, verlagerte sich aber in der zweiten Hälfte des 14. Jahrhunderts nach Bologna. Im 15. Jahrhundert wurde Florenz zum wichtigsten Zentrum, daneben gab es aber auch andere mittel- und norditalienische Schulen in Mantua, Ferrara, Venedig und Padua. In Süditalien blühte die hebräische Buchmalerei vor allem in Neapel. Ihren Zenit erreichte die jüdische Buchkunst in der italienischen Renaissance.
Gründe für die insgesamt schlechte Überlieferungslage jüdischer Buchmalerei sind neben der Vertreibung der Juden aus verschiedenen Ländern antisemitische Bilderstürme sowie das bilderfeindliche Umfeld im islamischen Arabien und während des Ikonoklasmus in Byzanz, dem sich auch das Judentum nur schwer entziehen konnte. Wie die übrige europäische Buchmalerei, erlebte auch die jüdische ihren Niedergang infolge des Buchdrucks. 1475 wurde in Reggio das erste datierte hebräische Buch gedruckt, noch im 15. Jahrhundert gab es jüdische Druckereien in Spanien und Portugal, spätestens 1526 in Prag und 1527 in Konstantinopel.

## Buddhistische Buchmalerei

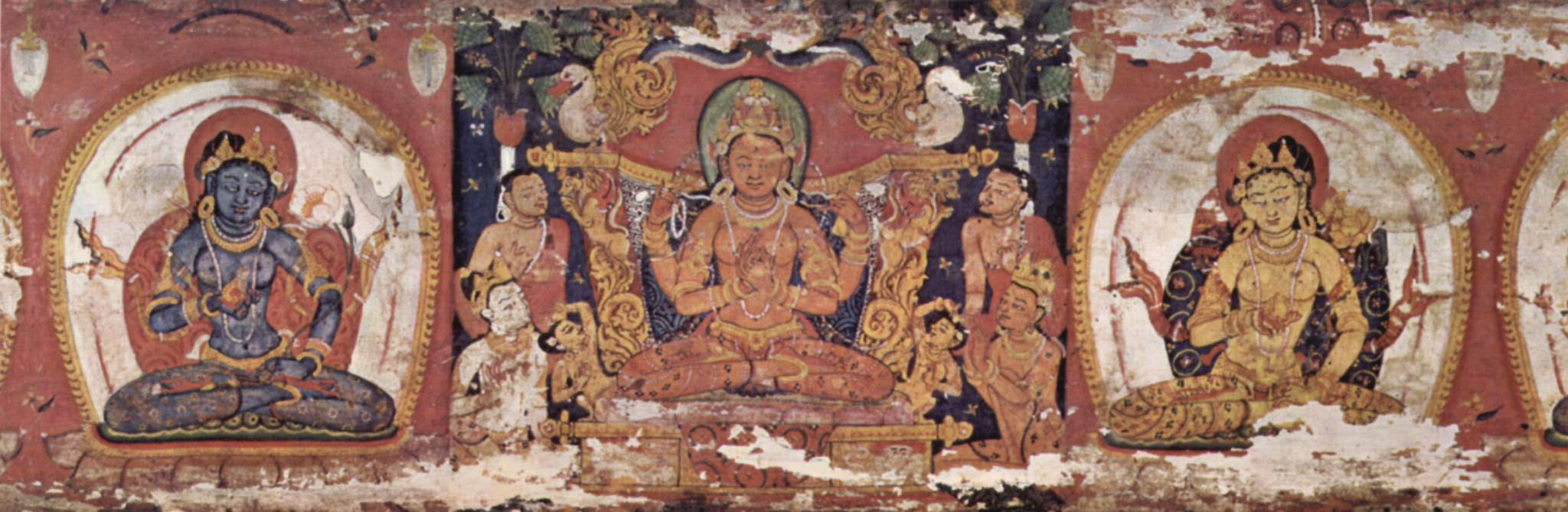
Palmblatt-Buchmalerei der Bodhisattva Prajnaparamita (Indien, um 1080)

Heilige Bücher des Buddhismus wurden in Indien und Tibet auf Palmenpapier sparsam illustriert und zwischen Buchdeckeln aufbewahrt.
In China dominierte die Tuschezeichnung die Textillustration, die meist jedoch als (Hänge-)Rolle vorkam und somit keine Buchmalerei im engeren Sinn darstellt. Die Illustrationen waren meist nah am autonomen Bild und illustrierten bzw. gliederten den Text weniger, als etwa in der europäischen Buchmalerei. Wegen der technischen Nähe der Kalligraphie und der Tuschezeichnung war die Grenze beider Künste weitgehend aufgehoben. Daneben war schon seit dem 9. Jahrhundert der Holzschnitt bekannt.
Die Technik der japanischen Illustrationskunst unterschied sich kaum von der chinesischen. Tuschezeichnungen dominierten.

## Altamerikanische Buchmalerei

### Azteken

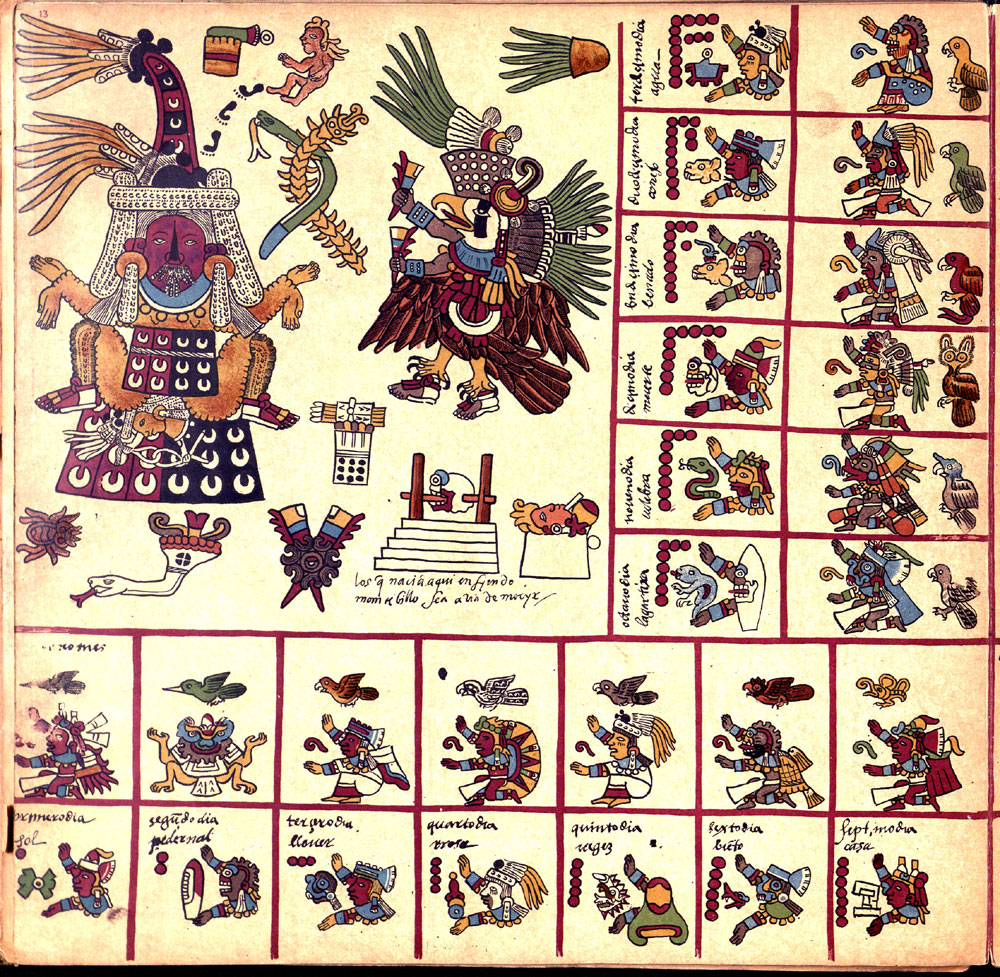
Codex Borbonicus (Anfang 16. Jahrhundert)

Die präkolumbischen Bilderhandschriften der Azteken illustrierten ausschließlich durch Piktogramme und Ideogramme hauptsächlich historische und mythische Ereignisse, aber auch Kalender und Informationen über Tribute und Abstammungen. Erst nach der spanischen Kolonialisierung trat eine alphabetisierte Form der Sprache der Azteken – des Nahuatl – an die Seite der Bilderschrift. Die Codices dienen heute als beste Primärquellen für die Kultur und das Leben der Azteken. Gemalt wurden sie entweder auf speziell dafür präparierten Tierhäuten (zum Beispiel Hirschleder), auf der Rinde des Feigenbaums oder auf Leinwänden aus Baumwolltüchern. Für die Beschriftung bzw. Bemalung wurden natürliche Farben verwendet. Die beidseitig bemalten Seiten wurden nach der Fertigstellung wie ein Leporello zu Büchern gefaltet.

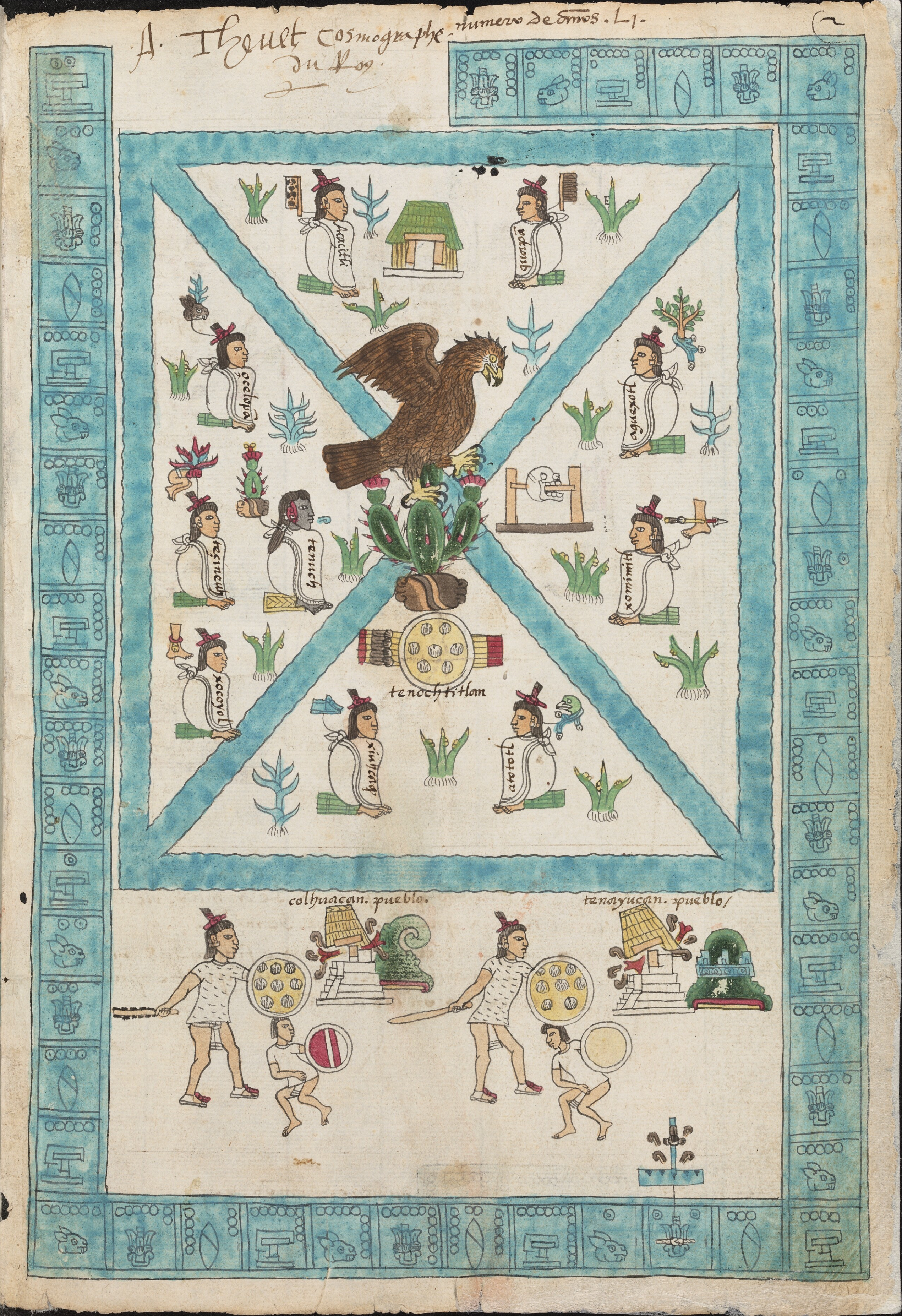
Codex Mendoza (1541–1542)

Bereits unmittelbar nach der Ankunft der Spanier wurde von ihnen ein Großteil der präkolumbischen Codices vernichtet und nur ein kleiner Teil gelangte als Sammlergut in europäische Museen und Bibliotheken. Erst nach der vollständigen Unterwerfung und Christianisierung der Azteken begann sich das Interesse der europäischen Eroberer für die aztekische Kultur langsam zu entwickeln und so konnte die Tradition der Codexmaler in der Kolonialzeit fortgesetzt werden. Aus dieser Zeit stammt ein Großteil der heute bekannten Aztekencodices sowie Kopien bzw. Nachschriften bereits zerstörter präkolumbischer Codices.

### Maya

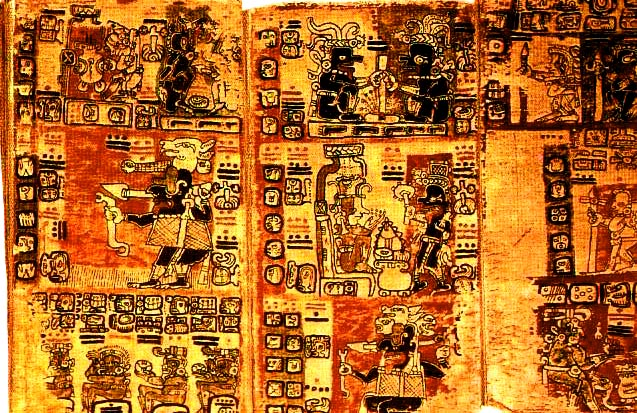
Codex Tro-Cortesianus

Die Maya besaßen spanischen Quellen zufolge wissenschaftliche Bücher, Kalender und Verzeichnisse ihrer Feste und Tempelzeremonien in großer Zahl, von denen die meisten als heidnische Objekte schon kurz nach der spanischen Eroberung Mexikos durch die Konquistadoren zerstört worden waren. Lediglich vier Handschriften haben sich erhalten: Der Madrider Codex oder Codex Tro-Cortesianus, der Codex Dresdensis, der Codex Peresianus und der Codex Grolier.

## Moderne Rezeption
Durch die Möglichkeiten der fotomechanischen Reproduktion sind viele Buchmalereien heute allgemein zugänglich und haben maßgeblichen Anteil am Bild vom Mittelalter in der Öffentlichkeit. Ausschnitte aus mittelalterlichen Buchillustrationen sind bevorzugte Motive sowohl von fach- und populärwissenschaftlichen Büchern als auch von historischen Romanen.
Für die wissenschaftliche Forschung sowie für Bibliophile sind die besonders aufwendig hergestellten Vollfaksimiles maßgeblich, die häufig fünfstellige Eurobeträge kosten. Im Versuch, dem Original so nah wie möglich zu kommen, werden in den kostbaren Exemplaren etwaige Wurmfraßlöcher ausgeschnitten und sogar echtes Blattgold aufgetragen. Daneben gibt es auch einfachere und kostengünstigere Faksimiles, die auf ein handelsübliches Buchformat verkleinert sein können. Schwarz-weiß-Faksimiles sind seit den 1980er Jahren allenfalls noch für Handschriften üblich, an denen nicht die kunsthistorische, sondern eine philologische Wissenschaft Interesse hat.
Seit den 1990er Jahren hat die digitale Reproduktion mittelalterlicher Handschriften Einzug in die Kunstwissenschaft gehalten.